# Вишиванка
Виши́ва́нка — новітня назва народної руської (української та білоруської) сорочки, прикрашеної орнаментованою вишивкою. Важлива складова українського національного вбрання. Поділяється на жіночі й чоловічі сорочки. Має спільне походження з вишитими сорочками слов'янських народів Східної та Центральної Європи. Від часів середньовіччя традиційно носилася як повсякденний та святковий одяг. З XX століття носиться окремо, разом з костюмом, як святковий, патріотичний та культовий одяг. Традиційна вишивка сорочок має оберегове значення й різниться залежно від регіону. Традиційні назви — соро́чка, ви́шита соро́чка, виши́вана соро́чка.

## Назва
Історично слово «вишиванка» вживалося в значенні вишиваного предмета, вишитої сорочки або вишивки. В сучасному значенні наголос у слові можливий як на другий, так і на третій склад.
В Україні існували всі назви спіднього одягу слов'ян: сорочка, кошуля, рубашка. Л. Нідерле вважає, що в давні часи слов'яни носили довгі сорочки (рубища), але вже в кін. 1 тис. н. е. носили також і короткі сорочки — властиво «сорочки». Таку сорочку зображено на бронзовій фігурі з могили на Полтавщині та на срібній фігурі з могили на Київщині. В подібні сорочки вдягнені скоморохи на фресках Софіївського собору в Києві. В сербів та хорватів відома назва — кошуля, в поляків — кошуля, в білорусів — кошуля, в чехів — рубашка та кошуля. В чоловічих сорочках 14-17 ст. комір називався ожерелям (жерелами) або сорочкою, він був пишно прикрашений і прищіпався. Тунікоподібну сорочку чоловіки носили у всіх місцевостях України крім Волині та Полісся. В Білорусі такі сорочки траплялися рідко. Сорочка «з уставками» характерна для України, а також Білорусі, Польщі, Чехії. Називається цей тип сорочок в Білорусі кивняровкою або кошулею, в той же час як тунікоподібна сорочка називається тут — сорочка. В Росії цей тип чоловічої сорочки не зустрічається взагалі. «Стрілкова» чоловіча сорочка була мало поширена в Україні, відома вона також в Білорусі, більш характерним цей тип сорочки є для балтійських країн, а також для Польщі. В Україні було відоме полотно під назвою «рубь».
«В с. Макарів сорочку з тонкого лляного полотна називали „пониток“, а з товстого лляного чи конопляного — „рубаха“».
На Поділлі рубашкою називали сорочку гіршої якості.

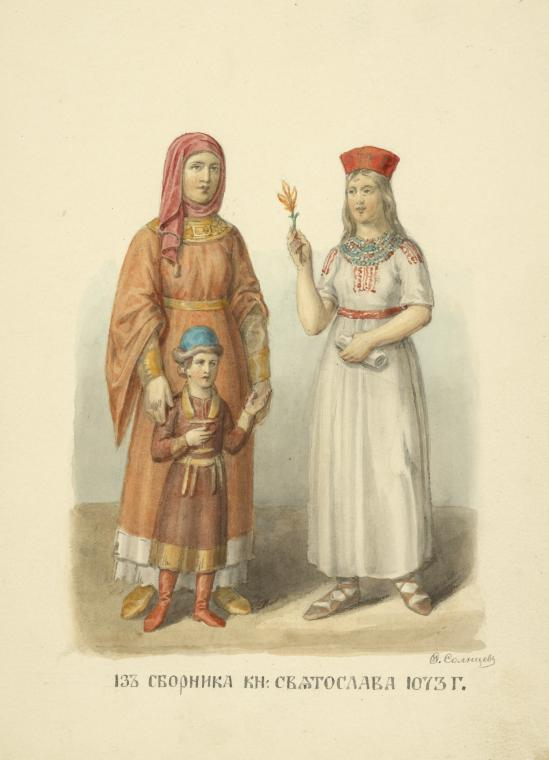
"Княжий одяг". Реконструкція ХІХ ст.
Фреска. Воїн. Одяг знизу прикрашений орнаментальною смугою.
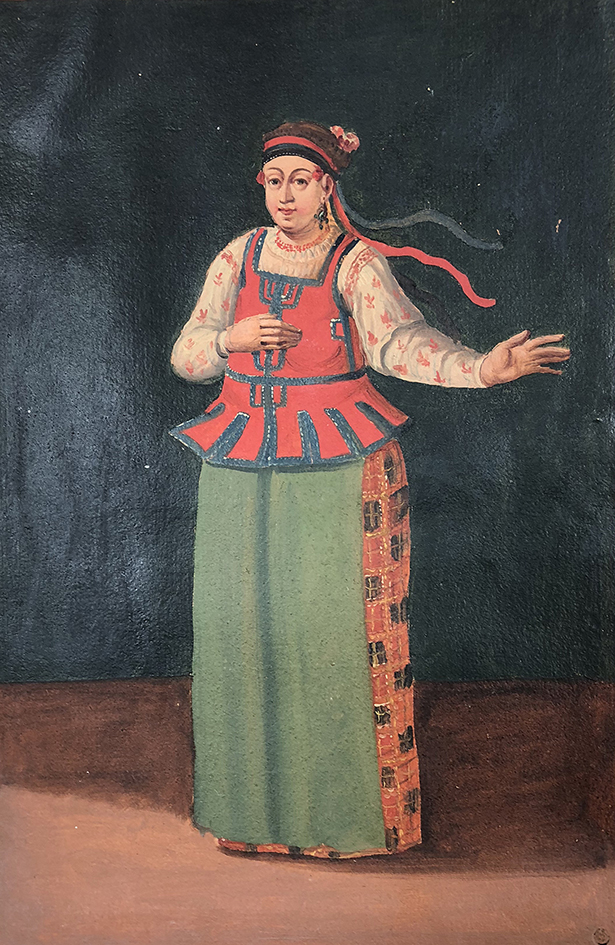
Українська дівчина у вишитій сорочці, 1744, худ. Фрідріх Вільгельм Берхгольц
Худ. Вінсент Георг Кінінгер, "Русинка з Мармарощини" (1803 p.) "Сорочку вони носять з льону, вишиту біля шиї, на грудях, на плечах червоною барвою. Рукава сорочки шиті лиштвою в дірочки та вишиті великими червоними квітами."
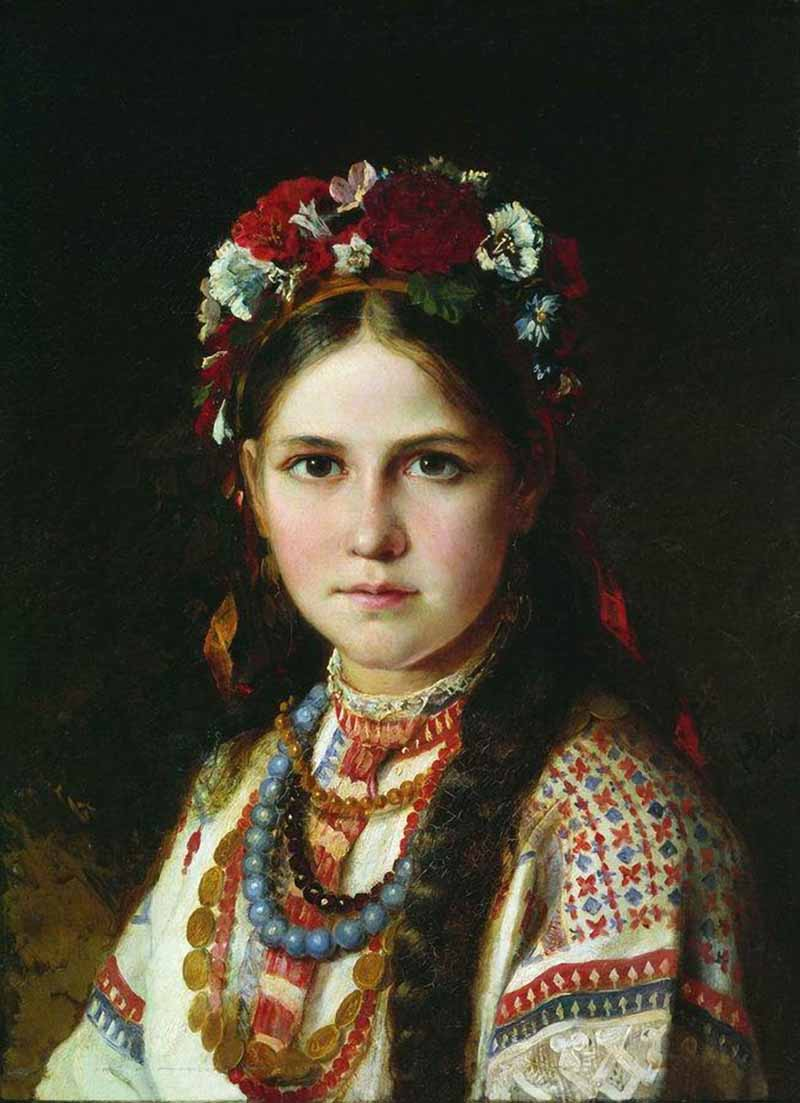
«Українка». Микола Рачков (др. пол. XIX ст.)
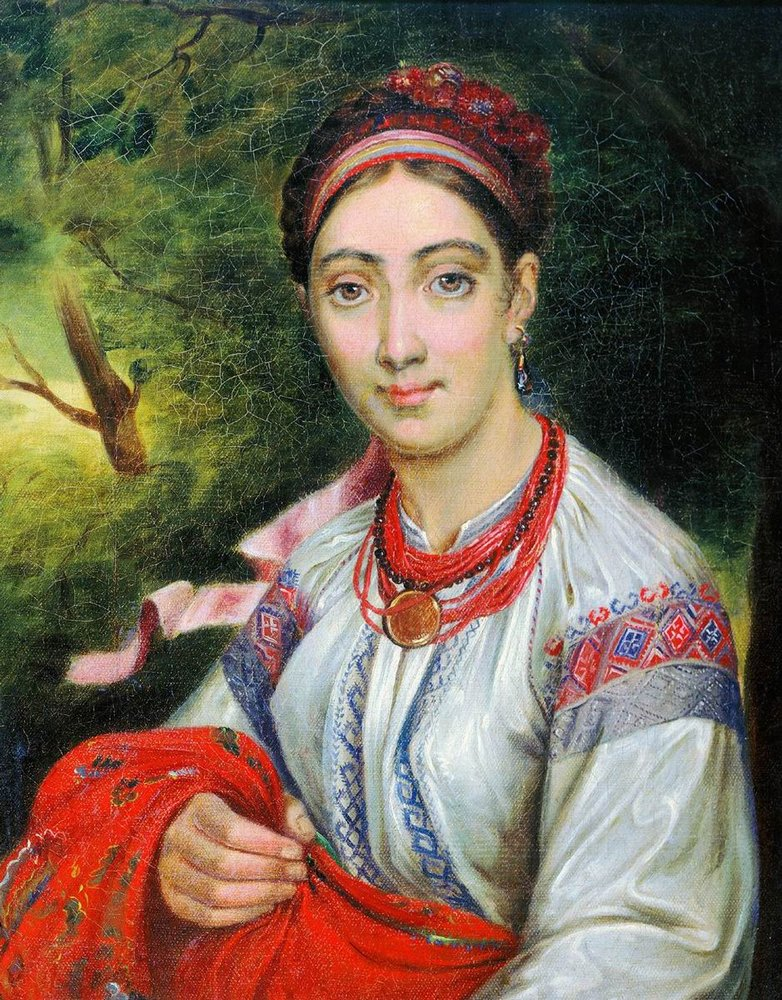
«Дівчина українка в пейзажі». Василь Тропінін. 1820-ті
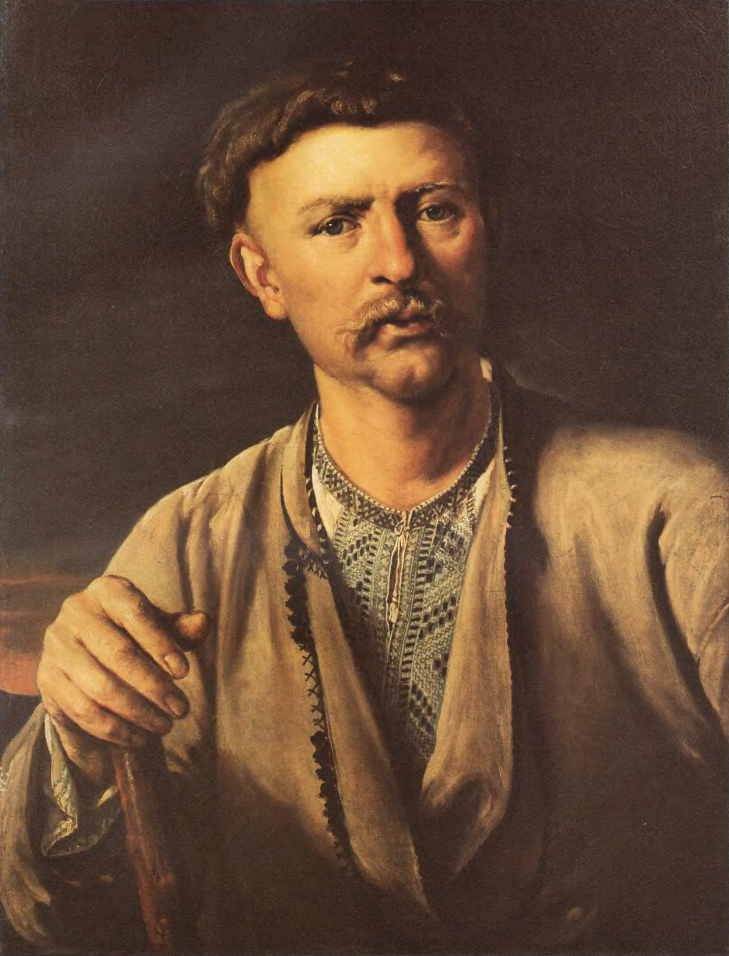
«Українець з палицею». Василь Тропінін. 1820-ті
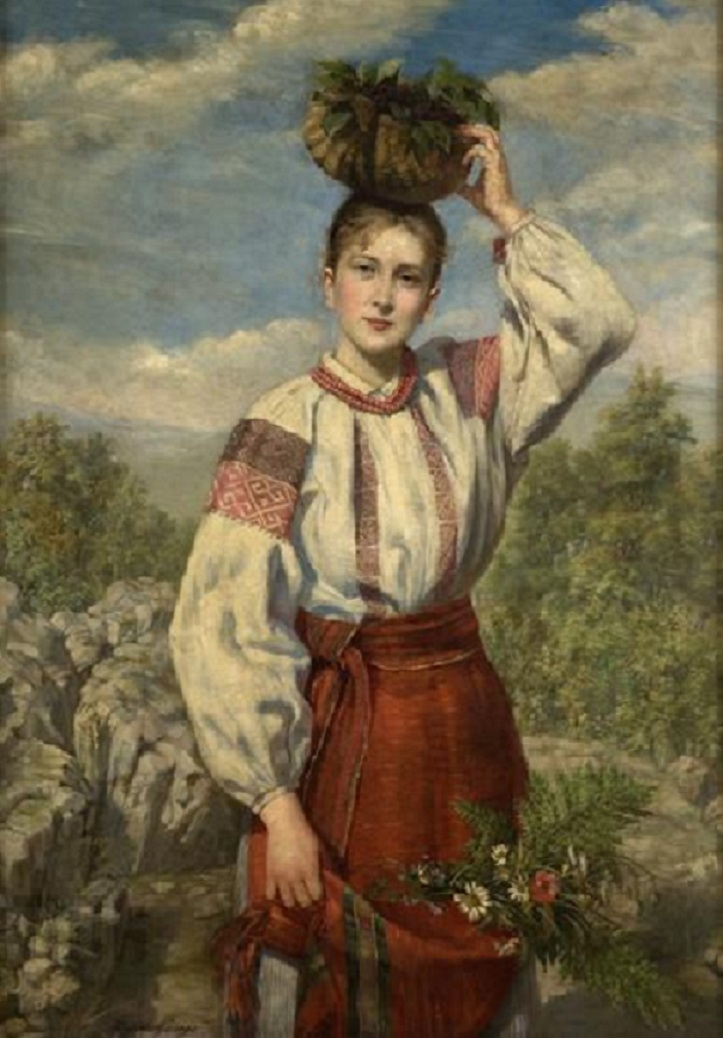
«З лісу». Антоніна Маєвська. 1893
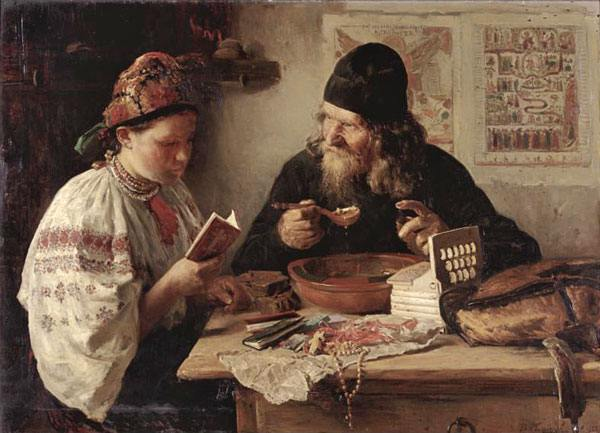
Костянтин Маковський, «Відпочинок по дорозі з Києва», бл. 1870
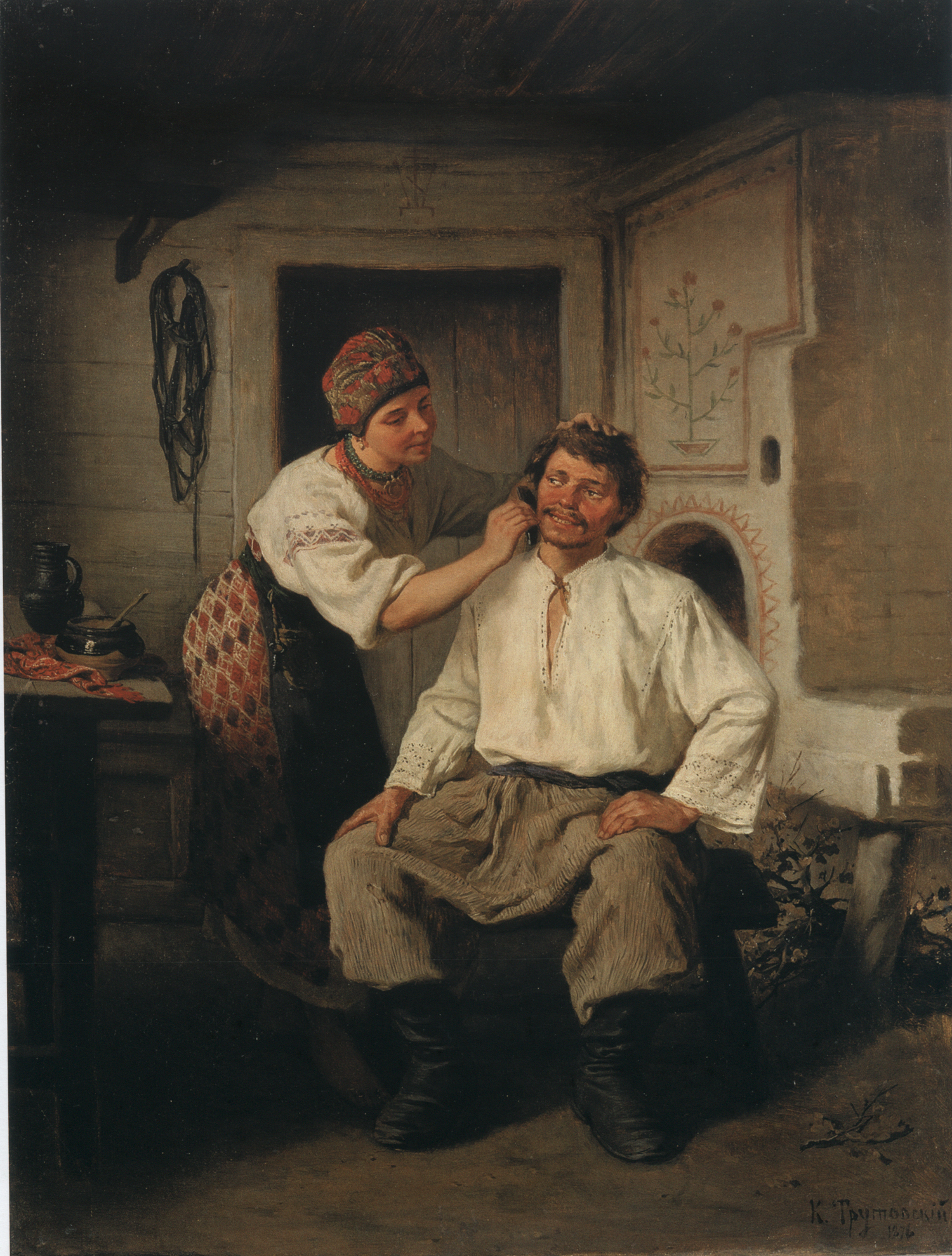
«Жанрова сцена». Костянтин Трутовський. 1876
«В стайні (Коні козацькі)». Юліан Коссак. 1866

## Історія

### Попередники
Дані археологічних розкопок і свідчення мандрівників і літописців підтверджують, що вишивання як вид мистецтва на території Україні існує з часів енеоліту. Стародавні історики, в тому числі Геродот, стверджували, що у могилах перших століть нашої ери були знайдені залишки вовняного одягу, прикрашеного багатоколірними вишивками. У Мартинівському скарбі на Черкащині знайдені срібні бляшки з фігурками чоловіків, датовані VI століттям, вказують на подібність одягу і вишивки українського народного костюма середньовіччя і нового часу. Скіфи були обізнані у мистецтві вишивки. Кілька уцілілих фрагментів тканих виробів свідчать, що одяг декорували орнаментами, виконаними техникою стьобання. Найкраще збережені клаптики тканини з Рижанівського кургану мають візерунок у вигляді восьмипелюсткової розетки. Вишиті сорочки існували також і за часів Київської Русі, що підтверджено літописами, а також зображеннями на фресках Софійського собору у Києві. У XVII ст. вишивка збагатилася рослинним орнаментом. З XVII-XVIII ст. до сьогодні збереглася достатня кількість оригінальних пам'яток народної вишивки.

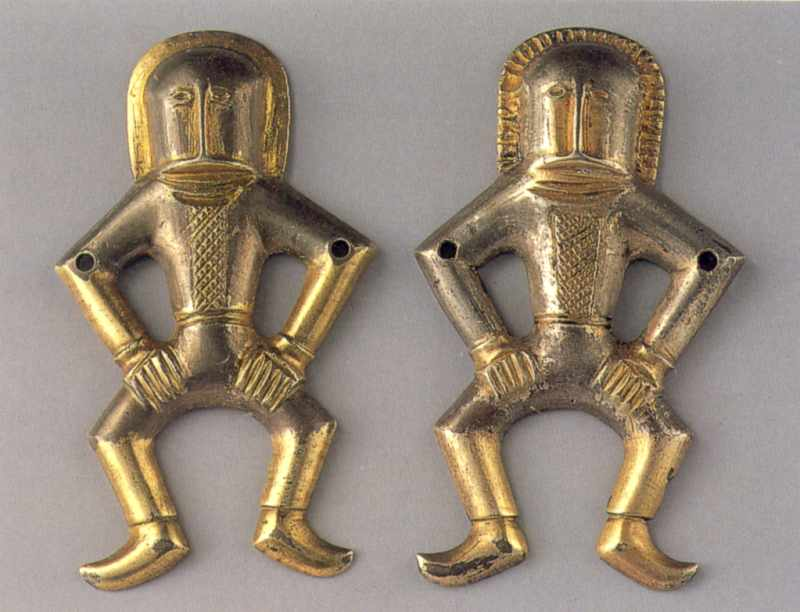
Чоловіки у «вишиванках» (VI століття). Мартинівський скарб

### Козацька вишиванка
До знищення козацтва та пов'язаного з ним занепаду українського національного одягу, вишиванки козаків шилися шовком з додаванням золотої та срібної нитки. Такі ж сорочки в козацьку добу носили міщани і купці. Шиття шовком, золотом та сріблом, гарусом відтворювало рослинні форми орнаменту. Але в цьому виді українського шиття рослинні форми пристосовані до прийомів орнаменту.
«…13 хусток ріжних і вишиваних, 12 сорочок різних, так зі золотом як вишиваних так і простих… По цьому списку найбільше з біля було сорочок, в обох рубриках 87, це свідчить про велику заможність купця Афендика.» (Опис майна заможного львівського купця Афендика): «Не більше сотні років тому, ще коли в зв'язку з соціальними умовами національний одяг тримався в вищих соціальних станах суспільства, вишивку на полотні виконували кольоровим шовком з додаванням срібної та золотої нитки. Тепер ці матеріали можна зустріти в плахтах заможних козачок лівої сторони Дніпра. В одязі звичайного народу вишивки шовком виконуються дуже рідко.» (1874 p.)
Вишивання шовком, срібною та золотою ниткою було характерне і для княжих часів.
«Відносно звичаю наших предків прикрашати одяг вишивкою, в літописі 1216 року згадується про вишитті опліччя сучасних руських воїнів. Ярослав Всеволодович перед початком липецької битви наказав своїм воїнам в будь-якому разі вбивати майбутніх полонених, навіть якщо їхні опліччя вишиті навіть золотом.»

Українські візерунки XVIII
Українські візерунки XVIII
Українські візерунки XVIII
Українські візерунки XVIII
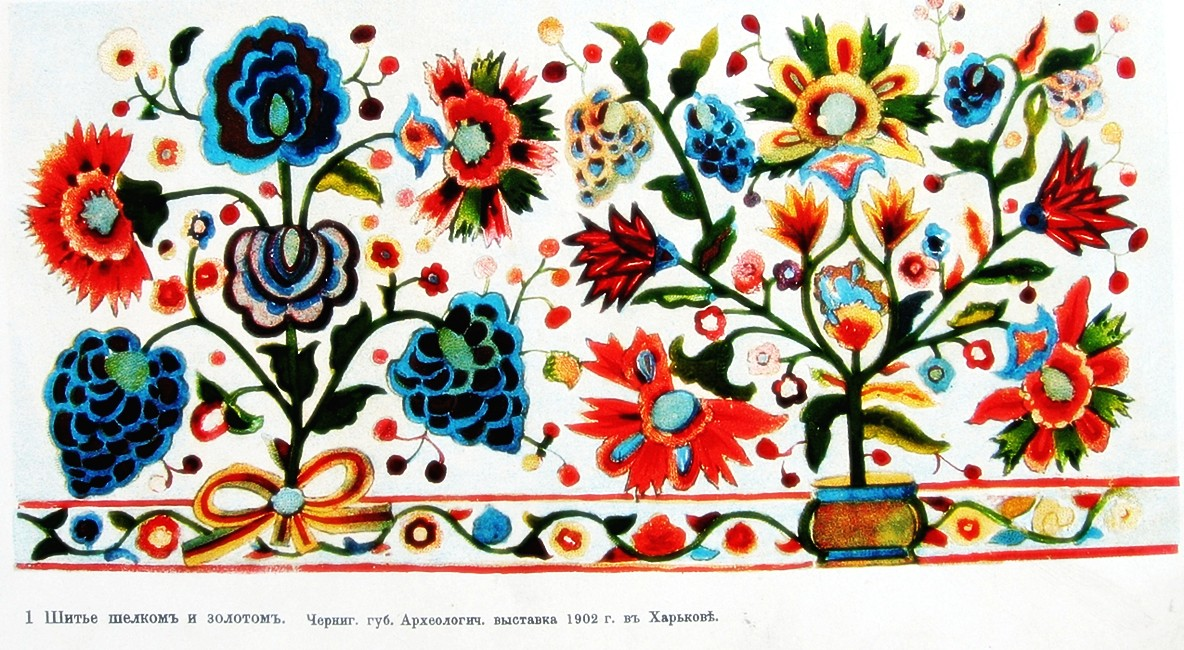
Шиття золотом та шовком, Чернігівщина (Мал. Микола Самокиш)
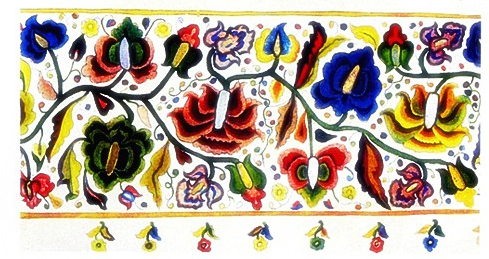
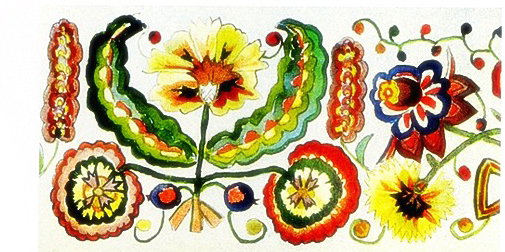
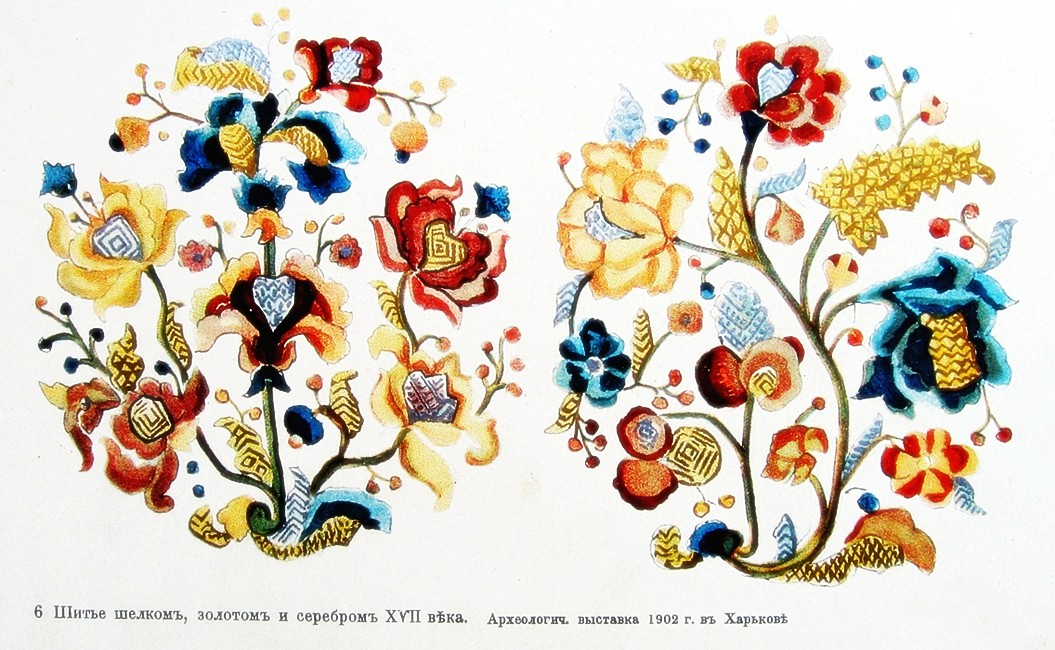
Шиття золотом, сріблом та шовком, 17 ст., Археологічна виставка в Харкові 1902 р.

### До революції 1917 року
На межі 19 і 20 століть вишивана русько-українська чоловіча сорочка відривається від традиційного костюму, і починає носитися в поєднанні з європейським одягом. Провідну роль у започаткуванні моди вдягання вишиванки під піджак часто надають Іванові Франкові, який «відрізнявся од загалу своїм костюмом — вишиваною сорочкою серед пишних комірців і краваток».

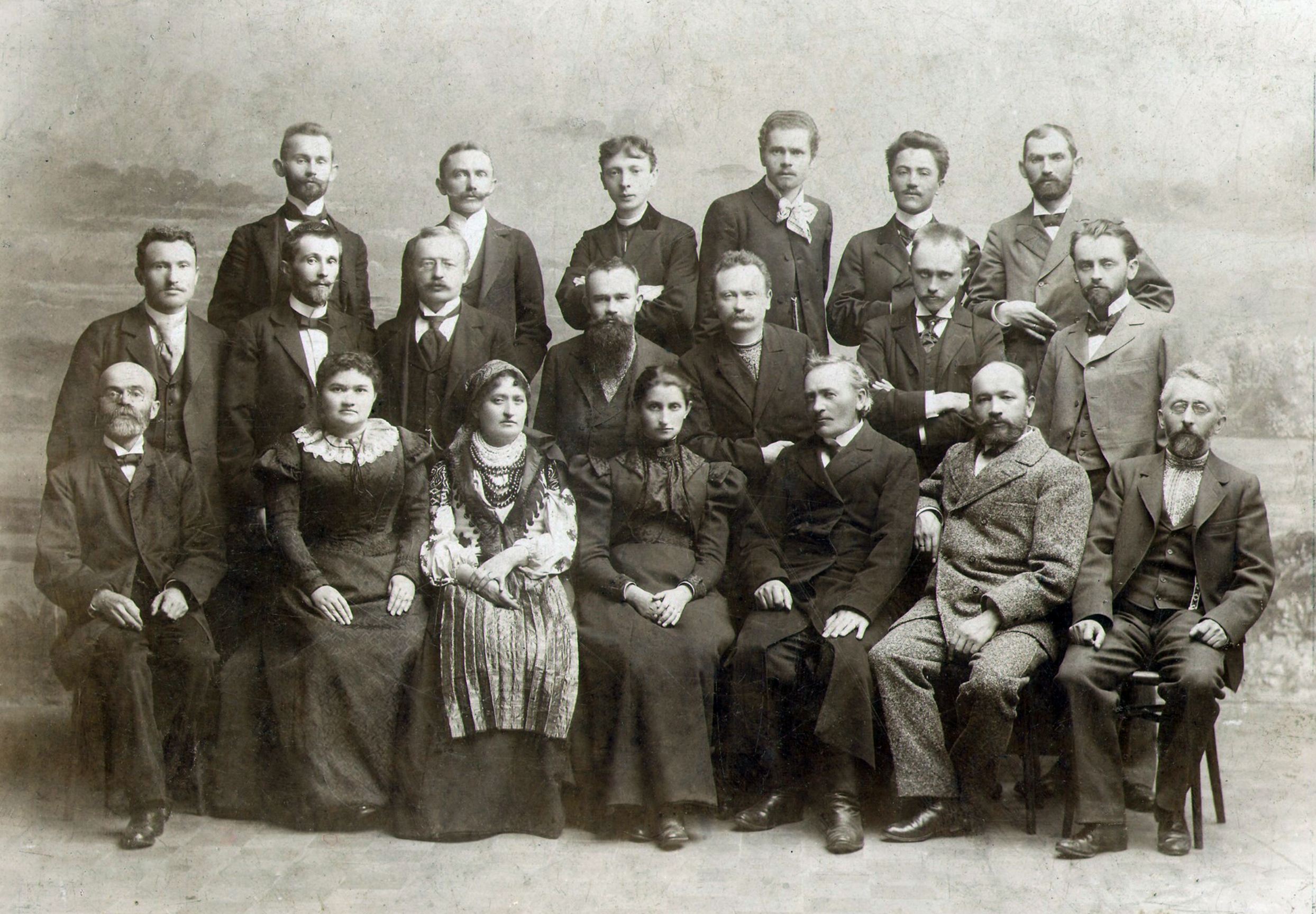
Паньківський, Грушевський і Франко у вишиванках (1898 р.)
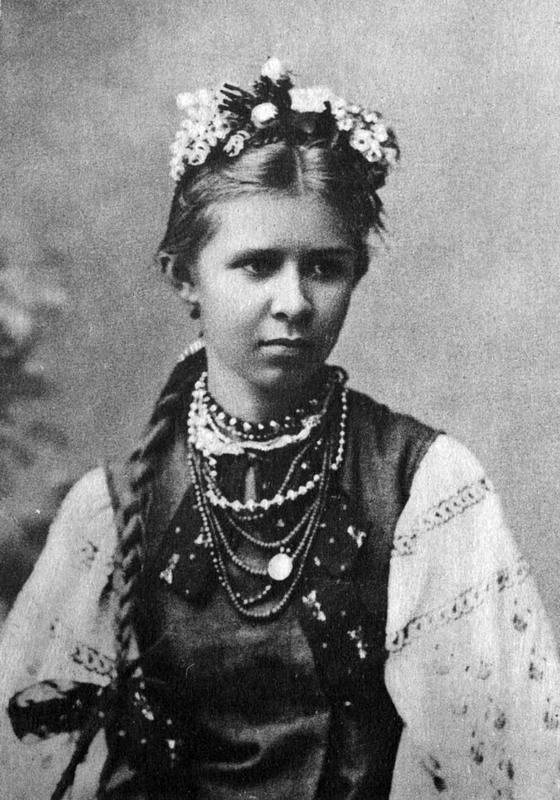
Леся Українка
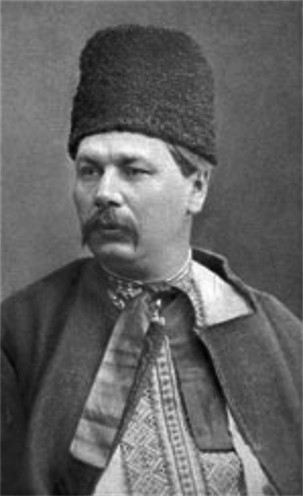
Марко Кропивницький
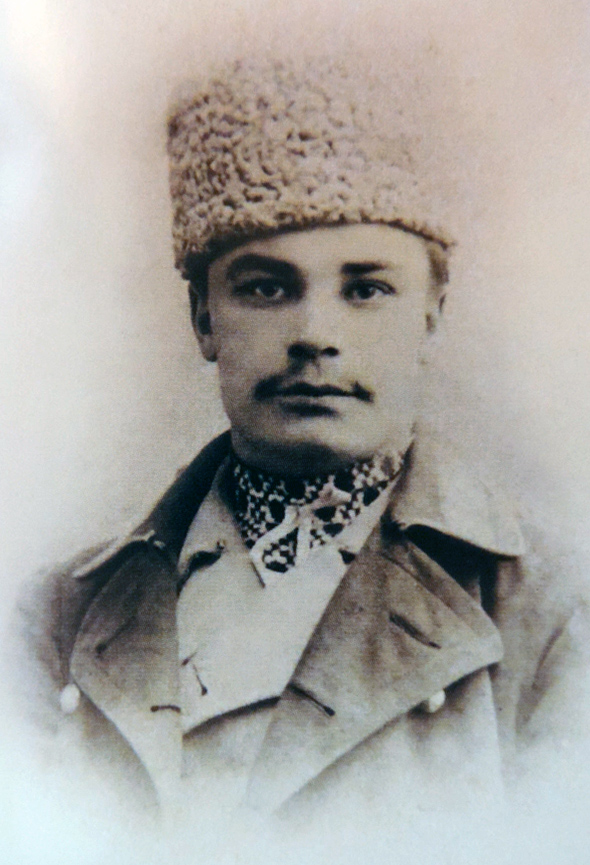
Володимир Винниченко
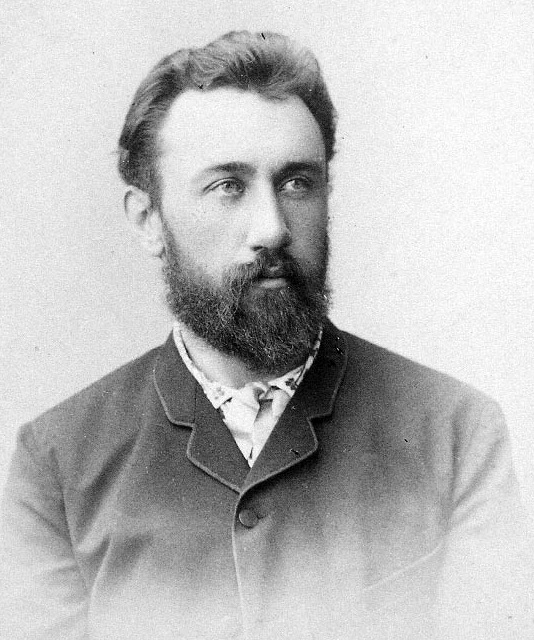
Борис Грінченко
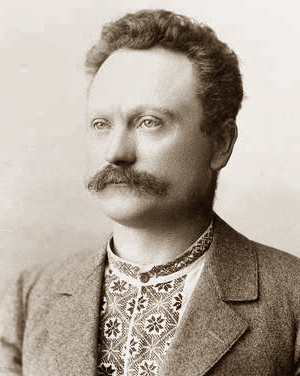
Іван Франко

### 20 століття
Перший вибух моди на вишиті й народні сорочки у радянських республіках припав на 1920-ті і початок 1930-х, себто добу НЕПу та Коренізації, (в УСРР — Українізації). В УСРР вишиванки, як урочисту одежину, вдягали і партійні керівники, і прості люди. Загалом, мода на народні сорочки в радянських республіках не обов'язково мала український характер, на території РСФРР популярність набули перш за все косоворітки, за мотивами сільської російської чоловічої сорочки, часто без вишивки, навипуск, маючи розріз не посередині грудей, як в українських вишиванок, а отже й похилий комір. Мода на косоворітки як повсякденний одяг трималася в РРФСР аж до 2. Світової війни.
У місяць смерті Сталіна, березні 1953 року, за рішенням зборів своїх членів артіль «8 Березня» (нині фабрика «Деснянка») входить до складу Української спілки художньо-промислових кооперативів. «Укрхудожпромспілка» задля масового виробництва на основі народної вкраїнської чоловічої сорочки розробила три типи сорочок: «українка» (з відкладним коміром, одноколірною вишивкою чи в гармонійному сполученні двох-трьох відтінків одного кольору), «гуцулка» (з багатоколірним геометричним візерунком із перевагою червоного кольору) та «чумачка» (з вишитою пазухою та низеньким комірцем-стійкою).

Друге радянське піднесення популярності народних сорочок, не таке потужне як перше, але вже саме на українські вишиванки, припало на другу половину 1950-х років і початок 1960-х. Зазвичай це пов'язують з перебуванням на чолі Радянського Союзу Микити Хрущова (1953—1964), який полюбляв саме українські вишивані сорочки, та сам часто з'являвся на публіці одягнений у них, йому слідували і інші посадовці, вишиванка набула рис ділового одягу.
|                             | Тепер вишиті сорочки-гуцулки носять по всіх усюдах Радянського Союзу. |
| — Іван Волошин, Дні.., 1958 |                                                                       |

Із відходом з посади Микити Хрущова збігся і занепад популярності носіння вишитих сорочок, що тривав аж до доби відродження Незалежності. У період радянського застою вишиванка стала рішуче дисидентським та патріотично-українським одягом або ж просто елементом національного русько-вкраїнського сценічного вбрання.

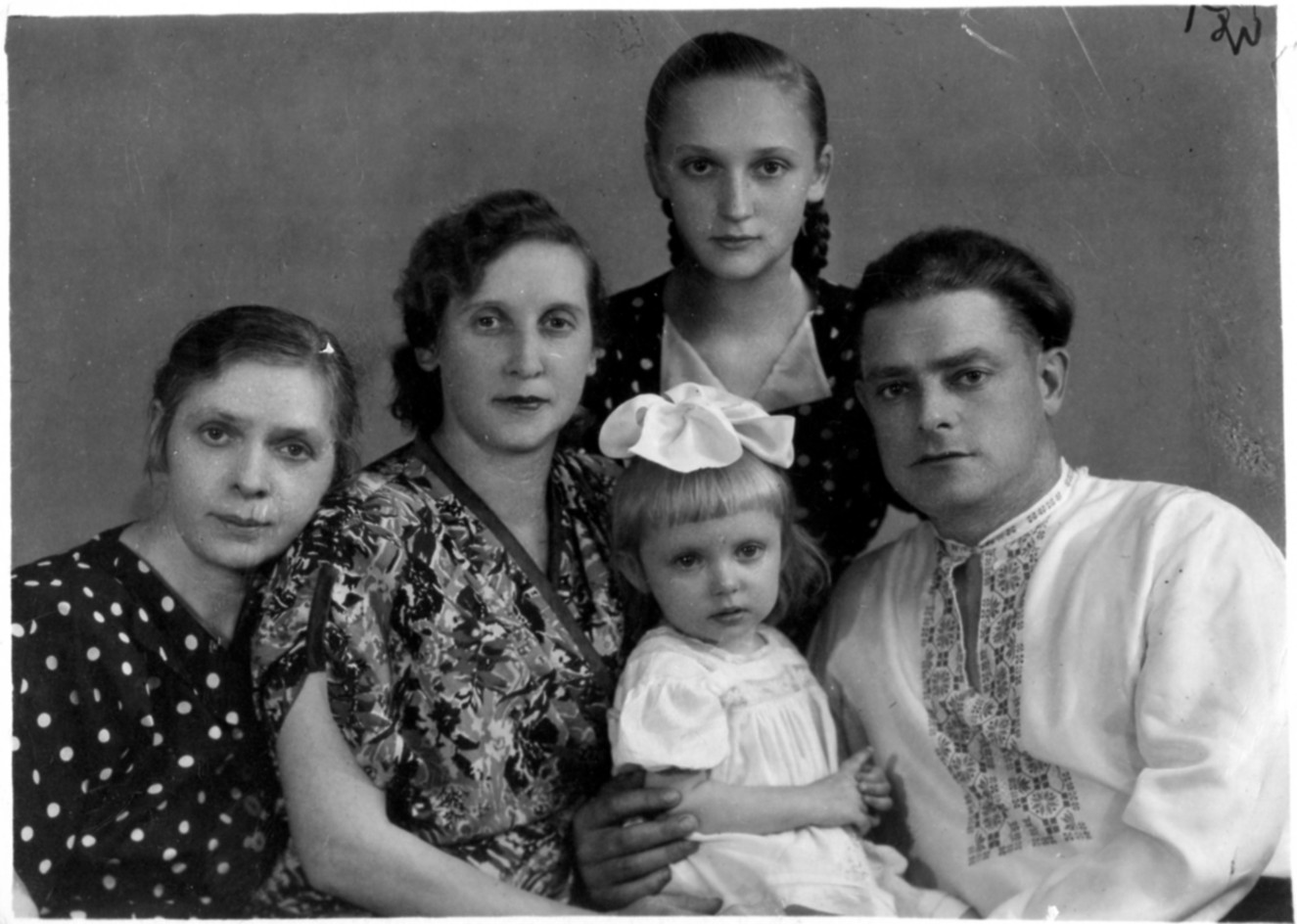
Родина Циганкових. Місто Луганське. 1950-ті
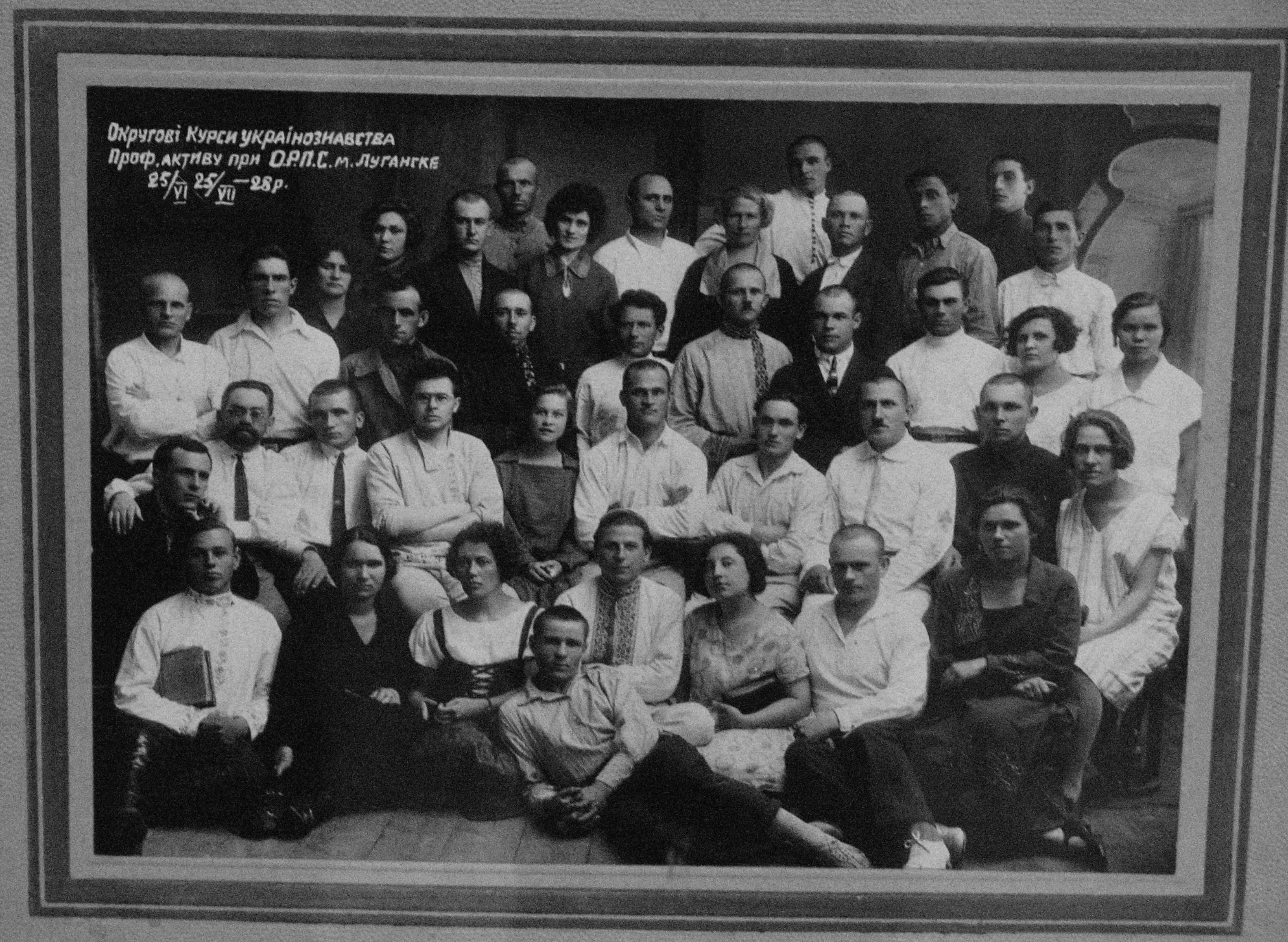
Округові курси українознавства проф. активу при О. Р. П. С./округовій раді професійних спілок/ в Луганському. 1928 рік. Дехто вдягнений у вишиванки та косоворітки
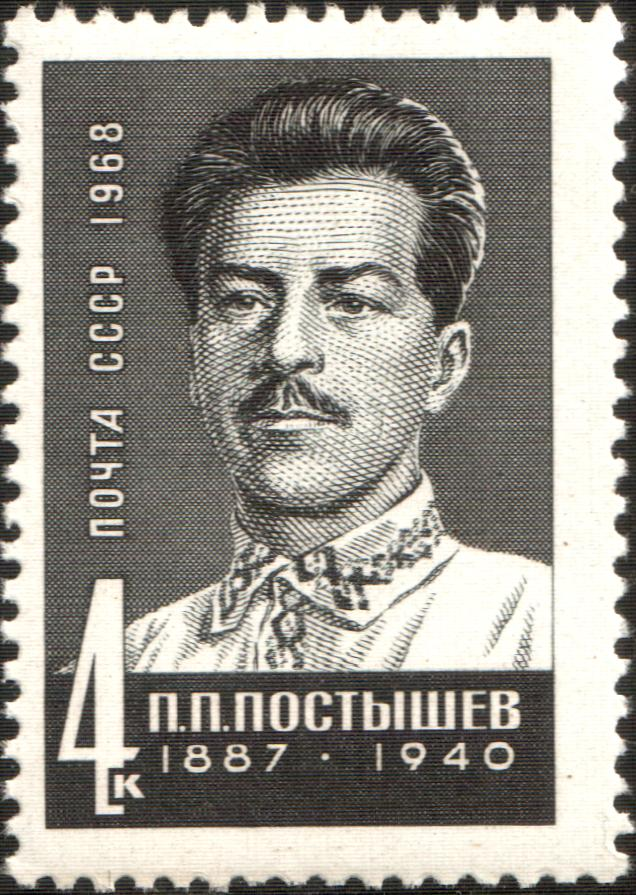
Один з організаторів Голодомору Павло Постишев (1887–1939) у вишитій сорочці.
Василь Стус
Олекса Гірник

### Незалежна доба
З наближенням відродження Незалежності України вишиванка почала рішуче повертати свою загальнонародність. Як чоловічі, так і жіночі варіяції на тему традиційних вишиванок нині поширені на мітингах, урочистих та молодіжних заходах, посіли своє місце у весільній моді.

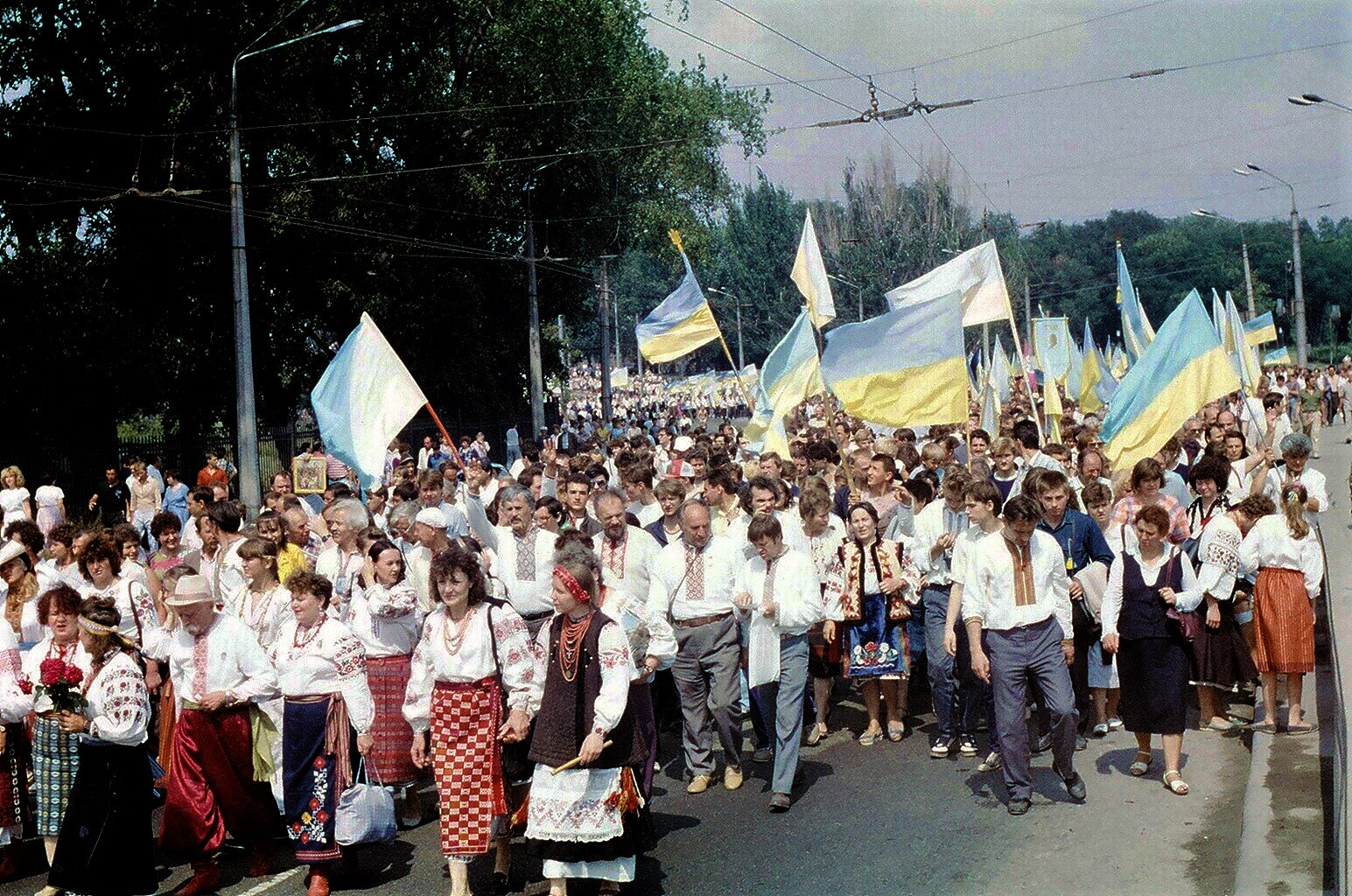
Перший «Вишиванковий хід» Запоріжжям на святкуванні 500-річчя Запорозького козацтва. 1990.

Вишиванка стала дрес-кодом чи й безкоштовною перепусткою до певних молодіжних тусівок та дискотек, особливо присвячених державним святам.
У наш час унікальним явищем є святкування Дня української вишиванки, що переросло у Всесвітній день вишиванки, який віднедавна відзначають у третій четвер травня.
Окремим явищем повстали вишиванкові ходи наприкінці 2000-х, коли, не прив'язуючись до існуючих свят, однієї вишиванки стало достатньо як причини організації масової зустрічі. Подібні святкові прогулянки з українськими піснями, музикою, патріотичними гаслами найбільшу поширеність набули серед молоді 17-20 років, і регулярно відбуваються в багатьох містах України.
Вишиванкою в переносному значенні називають також і вишиваний візерунок в українському стилі. 2012 року в Луганському відбулися 2 розваги «З вишиванкою в дорозі», коли луганці розмальовували пішохідну плитку в український візерунок.
Російсько-українська війна, а особливо широке вторгнення Росії в 2022 році, зумовили хвилю авторських переосмислень народної символіки. Неодноразово майстри вишивальництва зображають знакові події та поняття війни в формі візерунків на сорочках.

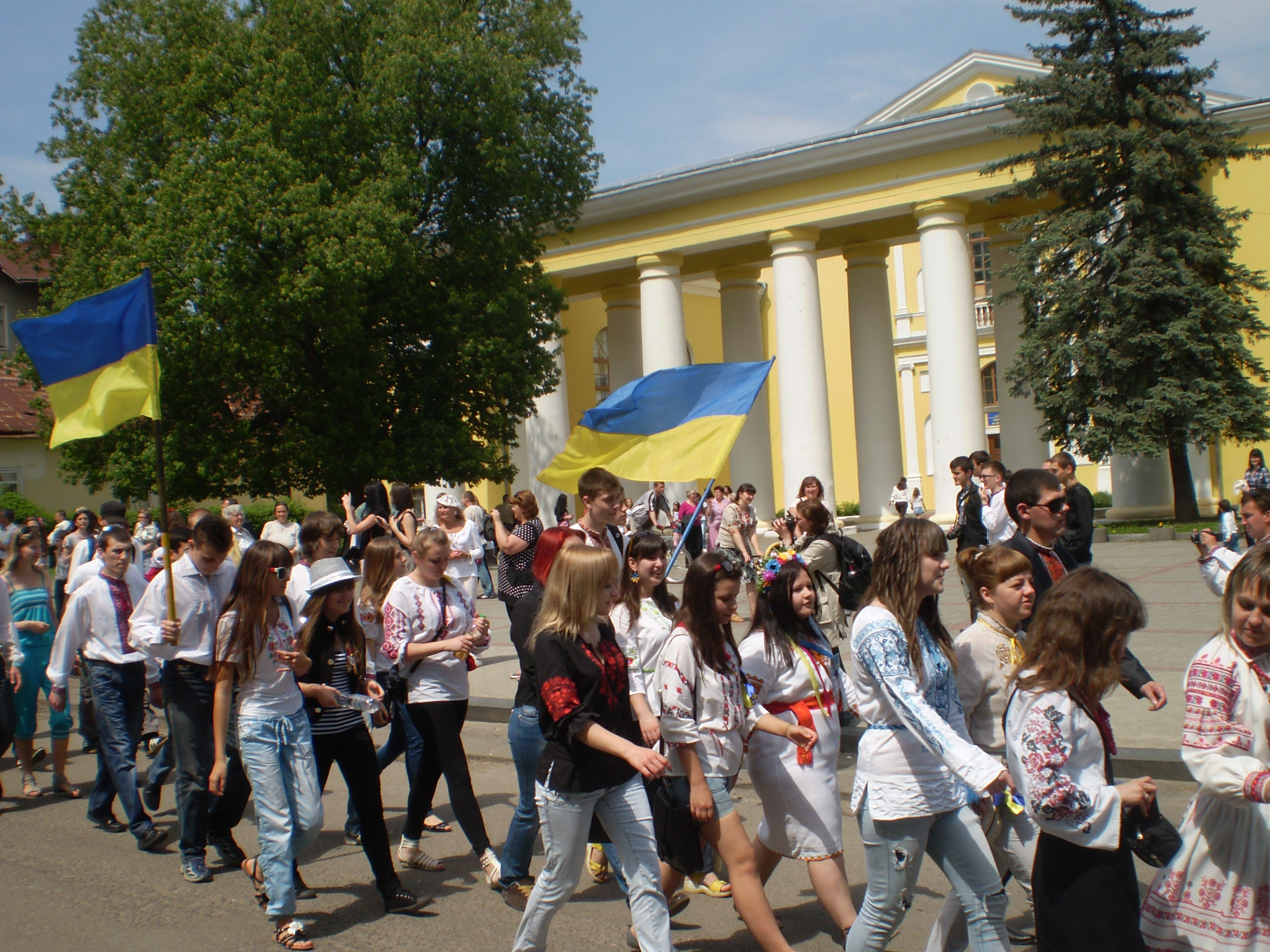
Вишиванка-фест 20 травня 2012 року в Дрогобичі.

## Традиційна українська сорочка
Основними рисами традиційної української сорочки є білий колір, розріз пазухи по середині, крій «до уставки», вишивка. Різниця між сорочками різних суспільних станів була не в крою, а в матеріалі та оздобленні. Так сорочки виготовляли з лляного полотна, плоскінного або матірки. Вищі стани суспільства (шляхта та козаки) шили сорочки також з кисеї (серпанку) або шовку. Сорочка до уставки (зі зборами) була міщанською (шляхетською), та переважала на усій лівобережній Україні, а також на Волині, на Поліссі, на Поділлі, на Лемківщині. Сорочка цього покрою поширена також і в білорусів. Чоловіча сорочка з поликами, зборами та відкладним коміром притаманна також полякам (кошуля) і чехам.
Для жінок як правило використовувалася для пошиття сорочок плоскінна двадцятка. Лляне полотно вважалося кращим за якістю. Якщо сорочка мала підточку, то вона могла шитися з грубшого полотна — з матірки. Грубе матірчате полотно під назвою «кожух» вживалося для пошиття чоловічих сорочок на Дніпропетровщині. Козаки використовували для пошиття сорочок і привозне полотно, а також серпанок і шовк.
Сорочка міщан
У міщан полотно було тонше і краще вибілене. Сорочки (кошулі) шилися з льону та посконного полотна. У свята одягали перкалеві сорочки. Сорочка міщан шилася зі зборами та з комірцем, шириною в 6,5 см. Рукава були з подвійними плечами (прирамниками) з дудами або лиштвами на кінцях рукавів, тобто вузькою або ширшою обшивкою. Така сорочка защіпалися на перламутровий ґудзик або зав'язувались тесьмою. Міщани не вишивали сорочок кольоровими нитками ні на плечах, ні на пазусі. Довжина сорочки була до колін і подолок ховали в штани. По сорочці одягали міщани напівжупанчики з легкої тканими з рукавами або без них, зі стоячим коміром і зверху виставляли комір сорочки. Пізніше замість напівжупанчиків почали носити камізельки.
Міщанки носили в будні дні сорочки з доморобного лляного полотна, а у свята з тонкого лляного полотна: перкалю, зонес. Як правило такі сорочки шилися до підточки, зверху з тонкого полотна, а знизу з грубшого. Крій сорочок в жінок був такий, як і у чоловіків. Рукава сорочки обшивалися внизу дудицями, вузькими обшивками або манетами (шлярками) з лиштвою. Комір був відкладний на 3-4 дюйми. На плечах в дівчат сорочки були мережені. Дівчата зав'язували на шиї сорочку широкою червоною шовковою стрічкою. Поверх сорочки особливо до святкового вбрання одягали корсети з клапанами без рукавів з шовку або кисеї, які стягуються на грудях шнурками або дрібними ґудзичками і мали низький виріз. Шляхта носила такі ж самі сорочки, як і міщани.
«А в нашої бондарівни сорочка мережка.» (Яків Головацький, 1877 p.)
Види сорочок
Усі традиційні українські сорочки можна умовно поділити на два типи: лівобережні та правобережні, а також на сорочки до уставки (зі зборами) і без уставки (без зборів, тунікоподібні). На Лівобережжі крій жіночої та чоловічої сорочки був переважно «до уставки», який мав також два варіанти: з суцільнокроєнною уставкою (Київщина, Чернігівщина) та окремою уставкою (Полтавщина, Слобожанщина). На Запорожжі (в степу) були поширенні чоловічі сорочки чумацького та лоцманського типу, без уставки та без зборів. Вишивалися лівобережні та степові сорочки біллю, основними техніками були: мережка, вирізування та настилування (лиштва).
Правобережні сорочки чоловічого типу були так само «до уставки» і без уставки (без зборів). Чоловічі сорочки без уставки та з уставкою носилися в деяких місцевостях по штанах (Буковина, Гуцульщина, Бойківщина, Полісся, Придністров'я). Гірське населення, Буковина, а також і частково лівий берег Дністра носило сорочки по штанах, як і росіяни, болгари, чорногорці. Лемки і населення Закарпаття носило сорочки заправлені в штани. На Волині господарі носили сорочки теж по штанах, а наприкінці 19 ст. почали заправляти в штани «по-міщанському» або по «шляхетському» звичаю. Жіночі сорочки Правобережжя були або без уставок («хлоп'янки» у дві пілки; Буковина, Покуття, Гуцульщина) це були переважно повсякденні сорочки або широкі безуставкові зі зборами (у три пілки, Поділля). Вишивалися такі сорочки чорними (Поділля) або червоними нитками (Волинь, Полісся, Покуття). Основними техніками були: «заволікання» (Волинь, Полісся) або «низина» (Поділля, Покуття, Гуцульщина, Буковина). В деяких місцевостях (Поділля, Покуття) вишивали також білими нитками, технікою вирізування та настилування.
Лівобережжя
Головна частина сорочки — станок, зшивається з трьох полотнищ, що бувають завширшки 40-50 см. На Полтавщині станок мав довжину 65-70 см. На вставки відмірялося полотно рукою, на одну чверть, приблизно 25 см і розрізалося навпіл. Вставки пришивалися ззаду двойним вистігом, а спереду пішвою. Станок з пришитими до нього вставками збирався вгорі на нитку. При збиранні зборів бралося по дві нитки (по чисниці). Для коміра відрізалася від полотна смуга, завширшки 2 см у всю ширину полотна, яка підгиналася з двох сторін. Спочатку комір пришивався з лицевої сторони, а потім з середини двічі або тричі вистігом. Інколи для обшивки коміра брали ткану стьожку і обшивали нею збори, а кінці залишали для зав'язування. Іноді на чоловічих і жіночих сорочках комір робили зубцями. На кінцях коміра робили прорізні або накидні петлі для стьожки, якою зав'язували сорочку. Рукава робили з усієї ширини полотна завдовжки 50 см. До уставки рукава пришиваються вистігом, часто вистіг переривають пухликами (приб 15 см.). Пухлики можуть бути в один чи й сім рядів. Інколи пухлики пришиваються до вставок мережкою. Найбільше поширені пухлики у східній Полтавщині. Між рукавами та станком вставлялися ластки (12 на 12 см, які пришивалися прошвою. Внизу рукави збиралися як і комір і вшивалися в чохлу (2,5 см, іноді робили ширишою до 6 см). Старовинні сорочки Слобожанщини не відрізнялися від полтавських. Жіночі сорочки Чернігівщини були довші за полтавські і мали менші комірці, тобто при самій шиї та довгий розріз пазухи до 30 см. Рукав тут був часто суцільний з уставкою або пришивався до уставки особливим видом мережки — розшивкою. Такою мережкою з'єднувалися підрублені частини рукава і уставки. Такою ж розшивкою пришивалася ззаду уставка зі станком до коміра. Рукава були іноді в півтори пілки зшиті зверху розшивкою. Сорочки Дніпропетровщини подібні до описаних, але вони були довші (до 75 см). Підточка часто була з полотна впоперек. Загальна довжина сорочок була до 112 см. Сорочки Київщини належать до лівобережного типу і наближені більше до чернігівських. Вони мали суцільний зі вставками рукав. Для того щоб їх пришити в верхній частині станка робилися вирізи. Сорочки були довгі порівняно з ін. місцевостями (до 155 см). Розріз пазухи коротший, як в чернігівських, комір був ширший ніж в полтавських (3,5-4,5 см).
Старовинні чоловічі сорочки були кроєм майже такіж як і жіночі, завдовжки до 90 см. Різниця полягала в тому, що чоловічі сорочки мали стоячий або виложистий комір. Він робився зі складеного вдвоє полотна. Комір оздоблювався вишивкою та зубцями. Чохли в чоловічих сорочках були широкими до 4 см. Рукави могли бути також не призбирані в чохлу, а простими широкими. Поряд з цим типом чоловічої сорочки був ще один тип — чумацька або лоцманська (степова). Такі сорочки шилися з перегнутого пополовині полотна, до якого з боків пришивалися бочки з половини полотнища, зверху вони були зрізані в вигляді трикутника. Ці сорочки були довгими (до 100 см.). Рукави робилися з полотна перегорнутого по довжині або впоперек. Здебільшого рукави були поперечні і пришивалися до станка особливим видом мережки. Бочки до станка пришивалися пішвою. Розріз в таких сорочках був довгий (до 40 см.). Виріз для коміра підрізається кругло, на переді нижче. Комірець до такої сорочки був вузьким (1-1,5 см.) складений з тканини вдвоє і пришивався двійним вистігом. Такі комірці завжди зубцьовані і вишиті дрібними узорами. Такі сорочки часто мали підоплеки — куски полотна пришиті до плечей так, що звисають на груди і на спину. Ці сорочки були поширені по всій Україні.

Слобожанщина (Харків. обл.)
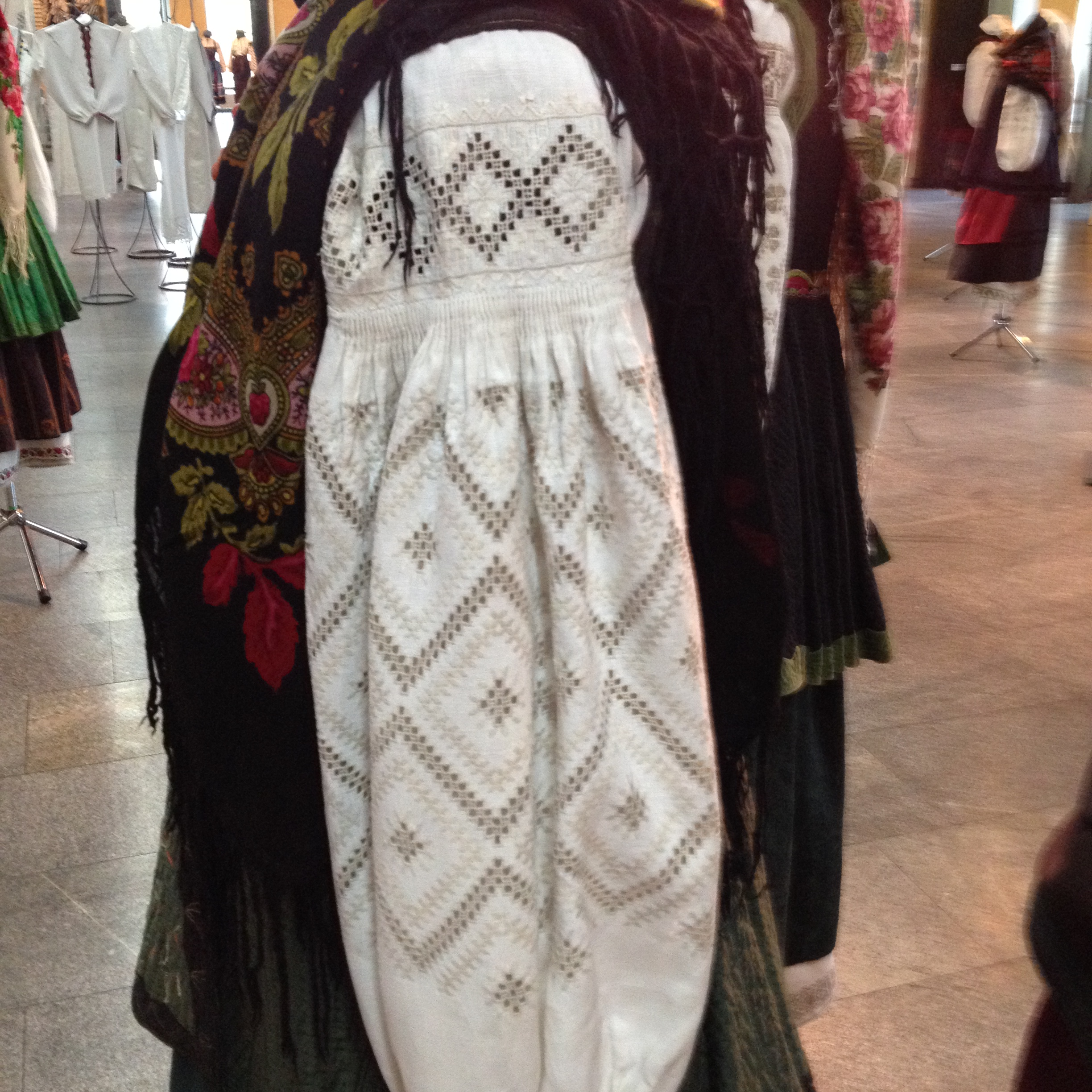
Київщина Переяслав-Хмелн. р-н
Київщина Переяслав-Хмелн. р-н
Слобожанщина (Луг. обл)
Полтавщина, Миргородський р-н
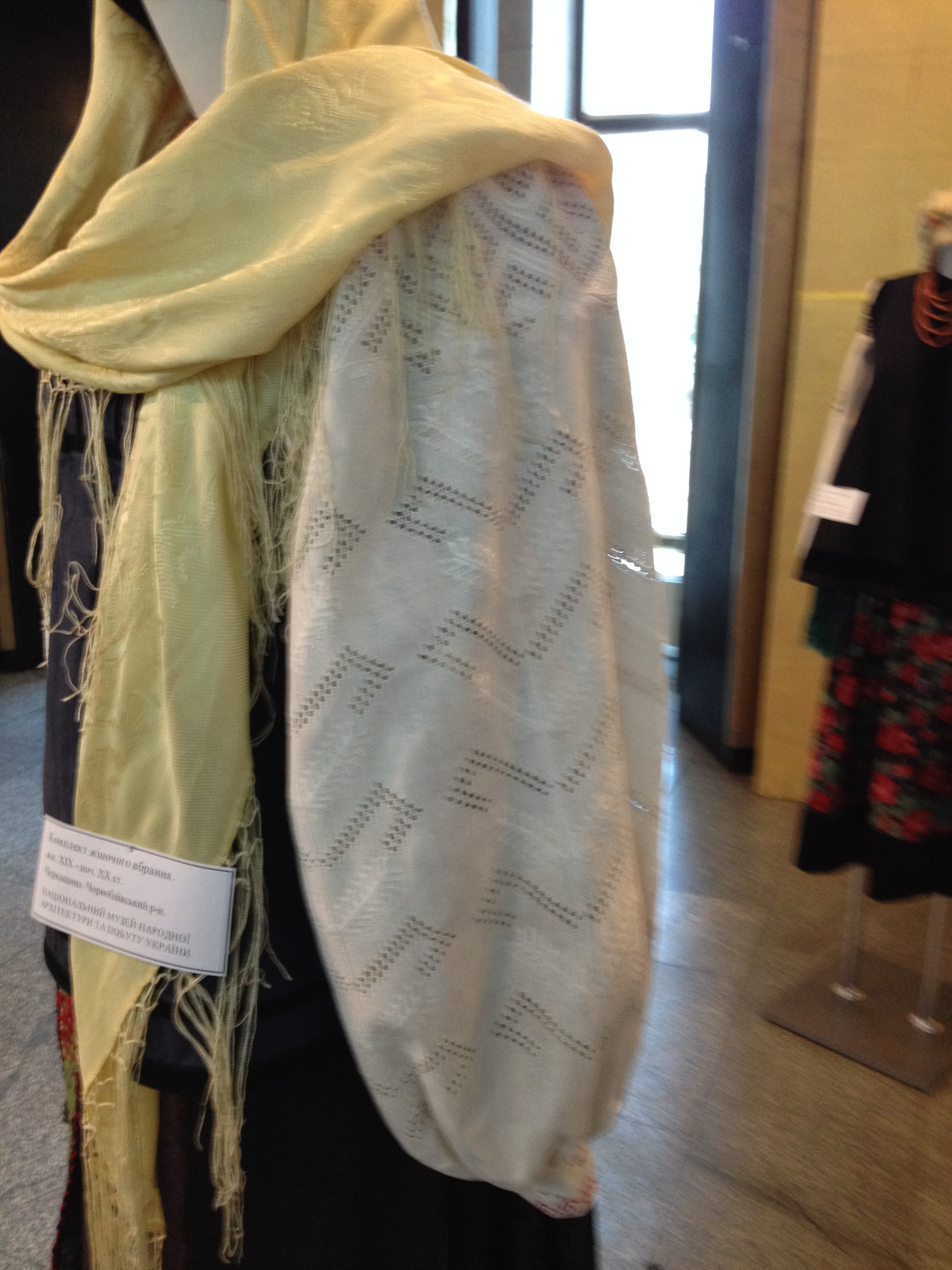
Черкаська обл., Чорнобаївський р-н

### Орнаментація українських сорочок
Орнаментація українських сорочок органічно поєднанна з кроєм, тому часто важко розрізнити прикрасу від способу зшивання, що часто виконує подвійну функцію. Так наприклад рукава чоловічих сорочок на Полтавщині та Дніпропетровщині пришиваються до станка спеціальною мережкою. Такими ж є і чернігівські розшивки червоною та синьою заполоччю. На Поділлі усі шви як чоловічих так і жіночих сорочок з'єднані мережкою. Перехідними від швів до оздоби є мережки, найпростішою формою яких є рубець. Кількість оздоблень на сорочці залежить від того чи це буденна чи святкова сорочка. Основними способами виконання орнаменту були: занизування червоною заполоччю переважно геометричним орнаментом (Полісся), підбір червоною та синьою заполоччю геометризованим рослинним орнаментом (Київщина, Чернігівщина), вирізування та настил білими або сировими нитками (лиштва) геометризованим рослинним орнаментом (лівобережна та південна Україна), низь чорного або червоного кольору (Поділля, Покуття, Гуцульщина, Лемківщина, Закарпаття, Буковина), мережки, хрестик.

### Способи вишивання та розміщення візерунків
«Не дивлячись на те, що це будуть різні речі, прикрашені різними способами за допомогою різних ліній, — наш народ визначаючи їх орнаментальну прикрасу, висловиться однаково: мережані рукави, мережений рушник, мережане ярмо, мережана порохівниця, миска і т. ін.»
Усі сорочки за технікою виконання можна поділити на лівобережні та правобережні. Так сорочки Лівобережжя шилися «біллю» (вибіленими нитками), настилом (лиштвою) та вирізуванням. Нитки для вишивання використовували з льону. Інколи для вишивки використовували сурові (небілені) нитки або підфарбовані в попелясто-синій колір (пофарбовані куницею). Узори для такого шиття були сильно геометризованні рослинні мотиви. Настилування часто поєднувалося з вирізування, вистігом. Червоною заполоччю вишивались на Лівобережжі лише рушники та скатертини. В кін. 19 ст. молодь почала вишивати заполоччю й сорочки, це нововведення поширилось спочатку на Слобожанщині. Найкращі зразки настилування, вирізування та мережок були на Полтавщині та в східній Київщині. Чоловічі сорочки до уставки вишивалися на комірі (спеціальною мережкою «ретязок»), на уставках та чохлах. На чоловічих сорочках чумацького типу (степових) технікою вирізування в поєднанні з лиштвою оздоблювали пазуху та низ рукавів. Комір в цих сорочках зубцювався та вишивався дрібно лиштвою «ретязок». Лоцманські (Дніпропетровщини) сорочки цього типу вишивалися чорними нитками.
На початку 20-го ст. відбувся занепад старовинних технік шиття. Виконанні біллю сорочки Лівобережжя на початку 20 — го ст. почали вишивати кольоровою заполоччю. Найшвидше ці зміни відбулися на Слобожанщині та Дніпропетровщині. Старі техніки вирізування та настилування почали замінювати простішими та примітивнішими техніками: «хрестиком» та «гладдю». Кольори використовували переважно червоний та синій (чорний), з перевагою червоного або з використанням цих кольорів однаковою мірою. Натуралістичні узори брали з паперових та ситцевих взірців. Так наприклад улюблений в народі геометризований мотив «повної рожі», замінюється реалістичним мотивом червоної рожі. Поряд з рожами улюбленими мотивами стали також лілеї, гвоздики, дубове та виноградне листя.
Найдавнішими техніками можна вважати мережки, які повстали з рубцювання, а також оздоблення пазухи та уставок.
«Нитяна сітчаста мережка здається появилася як спосіб шиття, а не вишивання. Так під рубцем висмикувалось декілька поперечних ниток і спутування дольових ниток, яке утворювало суцільну смугу, йшло разом з підрублюванням рубця. Такі первинні мережки шиються під рубцем і тепер. В яких основний узор занизування, а нитяна сітчаста мережка під рубцем, як додаток до нього. І взагалі більш розширені мережки цього типу зустрічаються переважно вздовж рубців на пазухах, подолах сорочок, нижніх та верхніх частинах рукавів.»
Занизування завжди виконували червоним кольором з незначним додаванням синього.
«Вирізування, напевне наслідування сітчастих мережок, які без сумніву старіші за нього, бо повстали власне з шиття. Ці два способи шиття виглядають на око як мереживо.»
Вирізування, як і настил виконували вибіленими або сировими (невибіленими) нитками, інколи і кольоровими.
«До числа способів власне шиття, яке перетворилося частково в вишивання потрібно віднести і примережку, яка утворює з'єднання окремими нитками двох країв одягу.»
Мотиви уставок повторювали також на рукавах під назвою «одскочки». Вони могли розміщуватися поздовжніми або поперечними, а також скісними смугами. Інколи такі лінії робилися технікою вистігу чи іншою і заповнювали всю площину рукава. Таке розміщення називали «рецентуванням».
Традиційні способи вишивання
- Мережка. Цим способом в давнину з'єднували різні частини сорочки. Пізніше, коли сорочку шили машинкою, він використовувався як декоративний у тих самих місцях.
- Вирізування. Цей спосіб виконувався лляними або й конопляними нитками (біллю (вибіленою), сировою (небіленою), підфарбованою в полелясто-синій або охристий колір). Вирізування часто поєднувалося з лиштвою (настилуванням). Переважав цей спосіб вишивання на лівобережній (подніпрянській) частині України, тобто на Чернігівщині, Києвщині, Полтавщині, Черкащині, Слобідській Україні, Запорожжі.
- Настилування (лиштва).
- Низь (низинка). Цей спосіб виконувався переважно чорними або й червоними нитками зі споду полотна, від чого отримав свою назву. Низь переважала у вишивках правобережної (подністрянської) частини України. Полягав він у тому, що узор заповнювався чорною ниткою і розцвічувався незначно кольоровими (жовтою, червоною, інколи й зеленою). Цей спосіб вишивання переважав передусім на Поділлі, Гуцульщині, Буковині, Закарпатті, Покутті, Галичині.
- Заволоч. Цей спосіб вишивання виконувався переважно червоною ниткою. Він переважав на Волині та Поліссі. Узори цією технікою виконують лише темно-червоною ниткою, а вузенькі смужки білою, синьою або чорною. Заволікання вишивають справа на ліво на всю довжину візерунку. Узори виконанні цим швом можуть бути лише геометричними, вони можуть розміщуватись на всіх деталях сорочки, але найчастіше на вставках та рукавах. Цей шов може бути поєднаним з занизуванням, низиною, настилом, проте цей шов рідко поєднується з іншими.
- Вишивання кольоровим шовком. Цим способом вишивали вишивки козацької старшини. Вишивали шовком однієї барки з золотою або срібною ниткою. Барви таких вишивок були: зелені, червоні, а також і чорні. Цей спосіб вишивання використовувався також для церковиних речей, тому його неправильно називали — церковним стилем. Правильніше було би назвати, стилем козацької доби.
- Хрестик. Не належить до традиційних українських способів вишивання, яким заповнювали узор вишиванок. Поширився він з кін. 19-го ст — поч. 20-го ст., і частково витіснив традиційні способи. Вишивали цим способом спочатку червоно-синьою заполоччю, а пізніше червоно-чорною. Вишивали не традиційно по полотні, а по канві, тому вишивка виходила грубою.

«Для української вишивки притаманні прямі та ламані лінії, криві лінії властиві вишивці сріблом, золотом, шовком та шерстю. Український народний орнамент має чітко орнаментальний характер, тобто простий, реальний, не штучний.»

Низинка
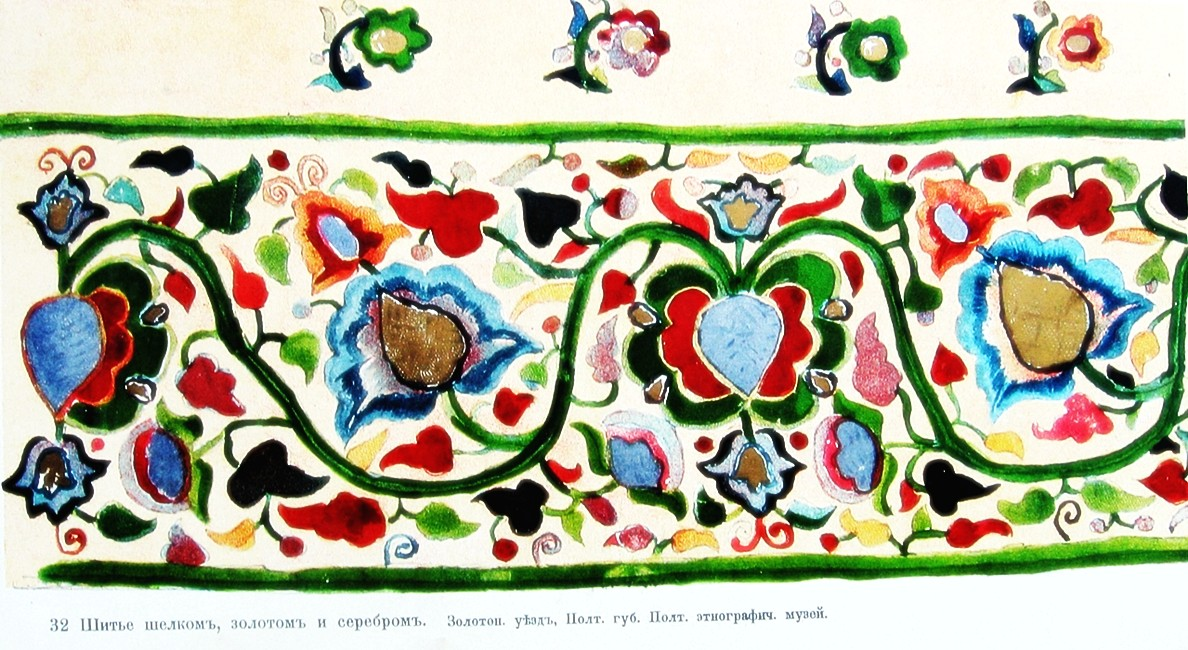
Шиття сріблом та шовком, Золотоноський п-т, Полтавщина

### Матеріал для вишивки та місце розташування візерунку
Про вишивки козацької доби багато відомостей нема. Відомо, що вишивалися тоді сорочки срібною та золотою ниткою: кошуль 15 золотом і сріблом шиті (з опису майна), а також шовковою ниткою переважно червоної, зеленої, попелясто-синьої барви або поєднанням цих барв. Пізніше вишивали шовками різних барв в одному орнаменті.
Київщина, Полтавщина, Чернігівщина, Запорожжя, Слобідська Україна — це землі колишньої Гетьманщини та Запорозької Січі. На цих землях найкраще розвивалися всі види мистецтва і в тому числі одяг. На Кубані в основі лежить одяг центральної України (Запорожжя), але він має уже елементи кавказького одягу.
Візерунки у вишиваних сорочках цих країв викладали на уставках, рукавах, пелені, що було зумовлено жіночим святковим вбранням. Так, якщо вбрання складалося з керсетки та плахти, то відкритими залишалися лише рукава і поділ сорочки. Основними способами вишивання були: мережка (ляхівка), вирізування, лиштва виконувалася переважно лляною або конопляною ниткою. Лляна нитка мало піддавалася фарбуванню. Кольорами вишивки були білий (біллю — вибіленими нитками), охристий (нитка підфарбована дубовою корою) та попелясто-синій. В полтавських жіночих сорочках вишивали рукав (полик, підопліччя, пелена рукава) та поділ сорочки. На Чернігівщині рукава до уставки часто пришивалися особливою мережкою — розшивкою. Якщо рукава шилися у 1,5 пілки, то зшивався рукав спереду так само розшивкою. Поліна Літвінова відмічала, що заволікування заполоччю зустрічається біля Курської та Могилівської губернії. Інколи до лиштви додавали кольорових ниток, тоді вся сорочка вишивалася кольрововими нитками. В такому випадку уставки і пелена вишивалися — занизуванням, а рукави — лиштвою. Основними кольорами були червоний або синій, хоча перевагу надавали червоному. Чоловічі сорочки безуставкового типу вишивалися на пазусі та на низу відкритих рукавів дуже добірно мережками, вирізуванням, зубцюванням коміра — білим кольором.
«Вишивання сорочок квітками, червоною та чорною заполоччю, так званим хрестиком, стало явищем останніх 20-30 років, що пішло в широкі маси під міщанськими впливами.» (1929 p.)
Вишивки Галичини, Поділля, Покуття, Гуцульщини, Закарпаття та Буковини являють теж одну групу. Основний спосіб вишивання для вишивок цієї групи є низь. Яка виконується переважно червоною або чорною барвою і незначним додаванням для оздоби жовтої або зеленої барви різних відтінків. Вишиваються в жіночих сорочках такого типу: полик, рукав, дуди, комір і погрудки (дві паралельні поздовжні смуги спереду і ззаду сорочки (не завжди)). В чоловічих безуставкових сорочках переважно вишивалися комір та пазуха, інколи ще й поділ сорочки (Покуття, Гуцульщина, Буковина) та низ рукавів. Для цієї групи вишивок характерно використання для оздоблення основного орнаменту золотої та срібної нитки, а також леліток та бісеру.
До окремої групи вишивок можна віднести вишивку Полісся та Волині. В цих краях сорочки часто шилися з витканого полотна. Вишивка була переважно червоною барвою, а також білою, і незначно для оздоблення могли додавати синій або пізніше чорний колір. Основним способом вишивання була — заволоч (заволікання). Вишивалися в жіночих сорочках переважно полики та рукав, а також комір, а в чоловічих пазуха та комір, чохли.
Сорочки виготовляли з домашнього лляного та конопляного полотна, плоскінного або матірки, бамбаку (Поділля, Буковина), а сорочки вищих станів суспільства (шляхти, козаків, міщан) шилися також з серпанку та шовку. Ширина доморобного полотна становила переважно 40-50 см. Жіночі сорочки шилися переважно з дванадцятки — тринадцятки. На Гуцульщині виготовляли двадцятку. Також сорочки шили з покупного полотна (коленкору, зону) різної ширини.

### Традиційна жіноча вишиванка
Жіноча традиційна сорочка була обов'язково білого кольору, вишита білими або кольоровими нитками. Вона могла бути довгою, якщо її носили до плахти або запаски і коротшою, якщо її одягали до спідниці. Традиційні жіночі сорочки поділяються за особливостями крою на три види:
- сорочка «до уставки»
- сорочка з цільнокроєним рукавом
- та сорочка «хлоп'янка»

Перших два види мали численні збори біля коміра, сорочка «хлоп'янка» зборів не мала, вона шилася без коміра та з відкритими (непризбираними) рукавами. Перший тип сорочки був поширений на Лівобережжі, Поліссі, Волині, другий тип — на Правобережжі, Буковині, Гуцульщині. Вишивалися сорочки усіх типів біля коміра або комір, на уставках, на манжетах, та нерідко зашивався і весь рукав, особливо в дівочих сорочках, а також сорочки, які носилися до плахти або запаски вишивалися на подолку.

Жіночі сорочки Полтавської області
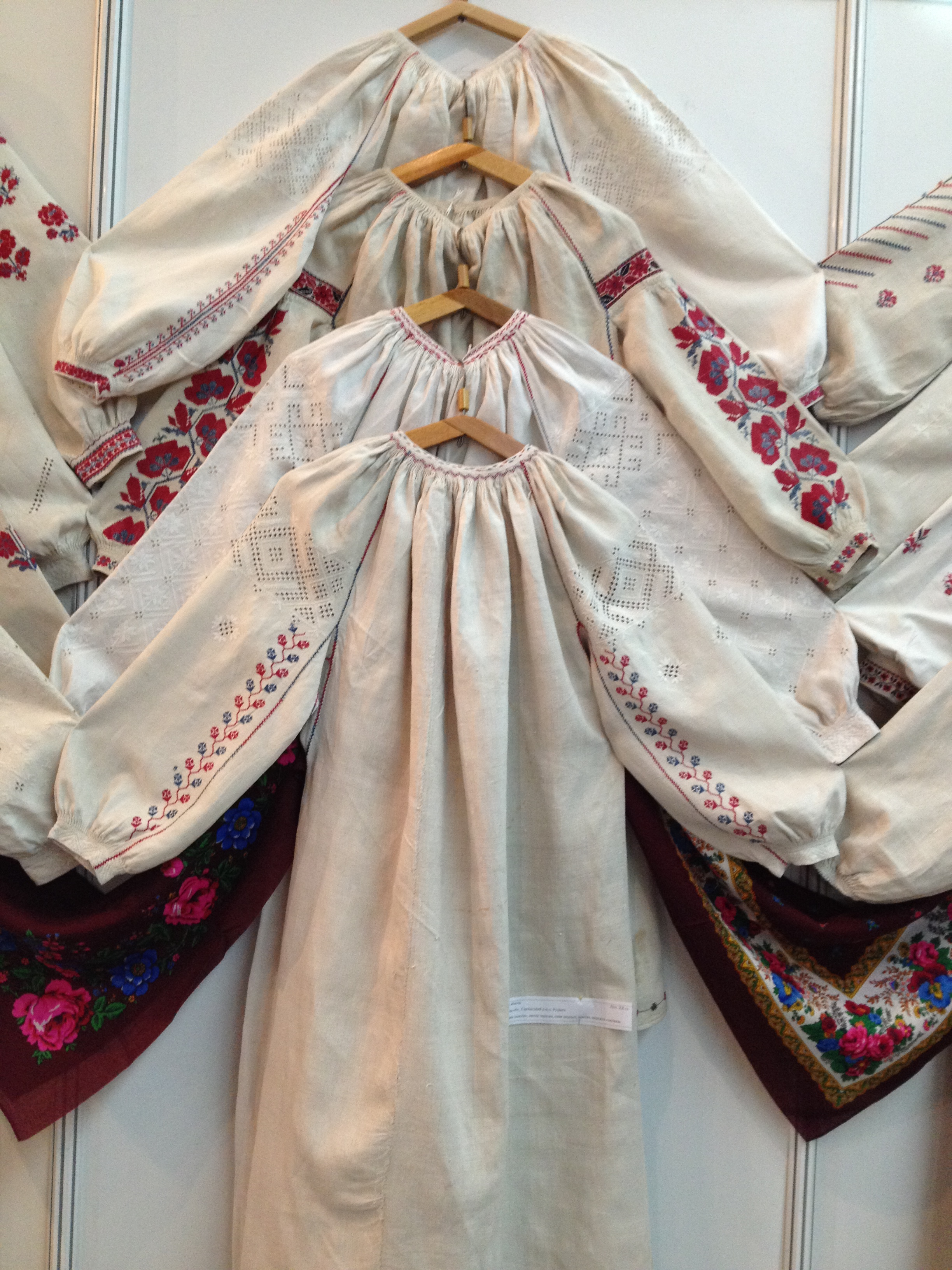
Жіночі сорочки Луганської області

### Типи традиційних чоловічих сорочок
- 1. Сорочка до уставки — це давній традиційний крій української чоловічої сорочки, яка призбирана біля шиї та біля рукавів. Крій цих сорочок такий самий, як і жіночих сорочок Лівобережжя. Така сорочка могла мати відкладний або стоячий комір. Як різновид могла мати відкриті, тобто непризбирані внизу рукава. Таку сорочку носили на території всієї України, крім Буковини. Зараз цей тип сорочок не поширений. До цього типу крою можна віднести також стрілкову сорочку. Цей тип сорочок носили заправленим в штани, окрім Волині та Полісся. В цих сорочках пазухи не вишивали.
- 2. Сорочка без уставки (без призбирування біля коміра) — це також давній традиційний крій сорочки, який був безуставковим з коміром, обшитим лямівкою і відкритими, непризбираними на кінцях рукавами. Ці сорочки на запорозьких землях називали чумацькими (на Полтавщині — степовими) або біля порогів (на Дніпропетровщині) — лоцманською. Як різновид така сорочка могла мати відкладний комір та призбирані рукава. Також рукава сорочки могли бути врізані по прямій нитці в сорочку, тобі вони в місці з'єднання прикрашалися спеціальним швом (вишивкою). Вишивали таку сорочку на пазусі та на кінцях рукавів широкими смугами. Безуставкову сорочку носили на Гуцульщині, Покутті, Буковині, Запорожжі, Поділлі, Полтавщині. Ці сорочки на придністрянському Поділлі, Буковині, Гуцульщині, Бойківщині носили по штанах, на решті території України заправляли в штани по козацьки (по шляхетськи, по міщанськи): «Не угинайся буковий мосте,

Через тебе йдуть тури та олені,
На тих оленях високий терем,
А в тим теремі красна панна,
Шила-вишивала отцу кошулю,
Коло ковнірця — яснії зорки,
На пазушках — ясний місяць,
А у полах — сиві голуби…»

## Групи орнаментів вишиванок 20 ст

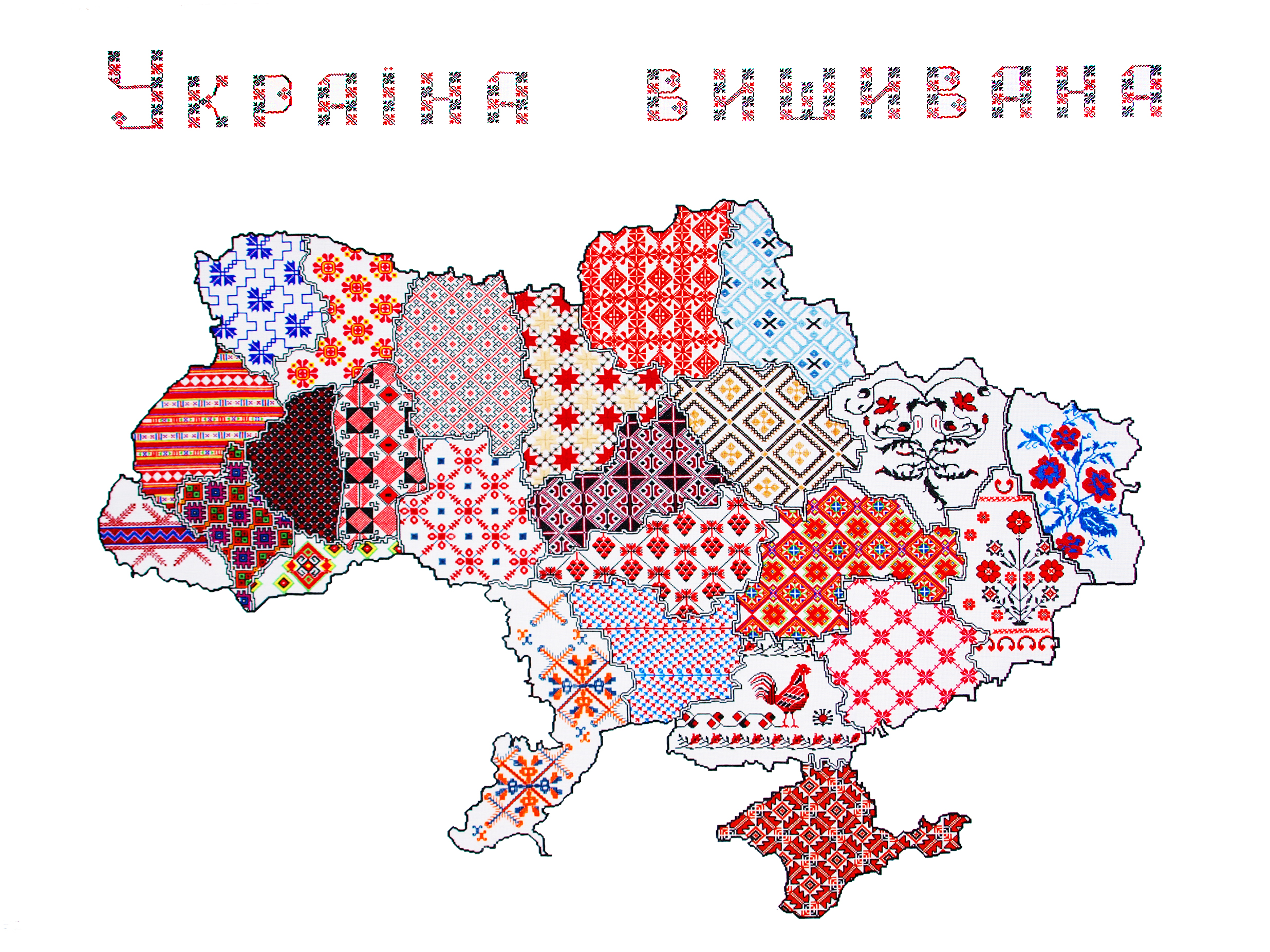
Географічні особливості на мапі «Україна вишивана», зробленій луганськими майстринями

За мотивами орнаменти вишивок поділяються на три групи:
- геометричні (традиційні)
- рослинні (перенесені з паперових та ситцевих реалістичних мотивів)
- зооморфні (тварини)(зустрічаються дуже рідко в традиційних сорочках).

Геометричні (традиційні) орнаменти властиві всій слов'янській міфології. Вони прості: кружечки, трикутники, ромби, зиґзаґи, лінії, хрести (прості й подвійні). Важко судити, який зміст вкладався в ці символи раніше. Сьогодні на їх основі в народній вишивці широко використовуються такі мотиви, як «баранячі роги», «кучері», «кудрявці», «гребінці» тощо.
Рослинні мотиви поширилися в зв'язку з занепадом старовинних технік і переносилися з паперових та ситцевих мотивів на вишиванки. В українській вишивці 20-го ст. часто використовуються такі мотиви, як «виноград», «хміль», «дубові листи», «барвінок» тощо.

## Техніки та географічні особливості
Вирішальний вплив на характер орнаментальних мотивів мають різноманітні вишивальні шви, так називані «техніки», яких в Україні відомо близько ста. Окремі вишивальні шви характерні для тих або інших етнографічних районів України, а деякі зустрічаються також у білоруській і російській вишивках.

### Середня Наддніпрянщина
Вишивкам Київщини властивий рослинно-геометризований орнамент зі стилізованими гронами винограду, кольором хмелю чи восьмипелюстковими розетками, ромбами, квадратами. Основні кольори вишивок Київщини — білий, коралово-червоний, відтінений чорний. Основним матеріалом для вишивки на центральній Україні були червоні та сині кручені бавовняні нитки «заполоч». Заполоч привозили через Крим зі сходу. Пізніше почали використовувати інші сині нитки, які швидко линяли і тому синій колір заполочі був замінений на початку 20 століття чорними нитками.
Чоловіча сорочка. Сорочки Київщини та західної Полтавщини були з низьким комірцем-стійкою та широкими прямими рукавами, інколи призбираними в манжет. Біля шиї сорочки мали дві петлі, в які просилявся чорний шовковий шнурок або червона шовкова стрічка, які називали застіжкою. Комірець завжди був вишитий: сірими нитками (переважно в старших) або червоною та синьою заполоччю. Пазуха та кінці рукавів, якщо вони були не призбирані, також вишивались. Чоловічі від жіночих узорів досить часто відрізнялись. Для комірця, рукавів, пазухи були окремі узори. На Київщині вишивання було розвиненіше.
Існували такі назви візерунків на комірах: рожевий, човниками, настилування, човники з попинами, проскурочки, човники з крильцями, кривоніг, пупчики.
На пазухах були такі візерунки: ляхівка на 3, 4, 5, 7, 9 дірочок, ляхівка ціле коліща, ляхівка цілий збан, ляхівка хрестиками, ляхівка кругла нашиванка, ляхівка коса, ляхівка кругла і хрещата, ляхівка решіточки, прутик.
На рукавах була мережка з ляхівкою.
Старші люди мали сорочки вишиті або тільки на комірці або ще невеликими мережками на пазусі, на рукавах сірого кольору; заполоч в невеликій кількості була тільки на комірцях.
Іншого крою сорочки були з відкладними комірцями, мали багато складок біля шиї і не вишивались, або зрідка тільки комірець. Біля кисті рукав збирався на нитку і пришивався манжет — чохли. У західному Поділлі і на Поліссі сорочки носили поверх штанів. (За описом Павла Чубинського 1870 р.)
Жіноча сорочка. Жіночі сорочки Київщини в 20-му ст. вишивались синіми та червоними бавовняними нитками. Візерунки вишивки на поликах називались: книші, ціле хрещате, кривоніг, простий кривоніг, половина кривоногу, цілий кривоніг, цимбали, половина цимбалів, цимбалики, метелики, човники з вирізуванням, човники з крильцями, хмелик рожовий, хмелик коло шнурочка, хмелик чорнобривцями, хмелик лапками, хмелик молоточками, павучки, чорнобривці, цілі огірки, повна рожа, головатий хміль, реберця, горли, ламані хрести, косиці, павичі, раки, цілі починки, дубові листки.
На комірцях: скраклі, огірки, хрестики, чорнобривці, рачки щиплені.
На підтачці: чорнобривці, хмелик, паслин, реп'яшки (чоловічі сорочки мали ці узори на пазусі).
Старші жінки рідко прикрашали сорочки кольоровою заполоччю, а мали дуже часто вирізування (сірими нитками) на рукавах. Пазухи і комірці не вишивалися.
На Поділлі сорочки були зашиті на рукавах суцільною широкою смугою, на Підляшші та Поліссі сорочки мали відкладний комірець та не мали вишивок ні на рукавах, ні на подолі. На Поділлі крім червоного і синього вишивали також ще й жовтим, блакитним, зеленим та ін. кольорами. Шиття заполоччю називалось мережкою, шиття сірими нитками вирізуванням. Поділ сорочки вишивався сірими нитками широкою смугою і називався лиштвою. (За описом Павла Чубинського 1870 р.)
Техніка вишивання Харківської області має дуже багато спільного з формами вишивки, що установилися в центральних областях України, але їй властиві і зовсім своєрідні поліхромні орнаменти, створювані напівхрестиком або хрестиком. Ці орнаменти вишивають переважно грубою ниткою, внаслідок чого візерунки створюють враження рельєфних.
Київщина

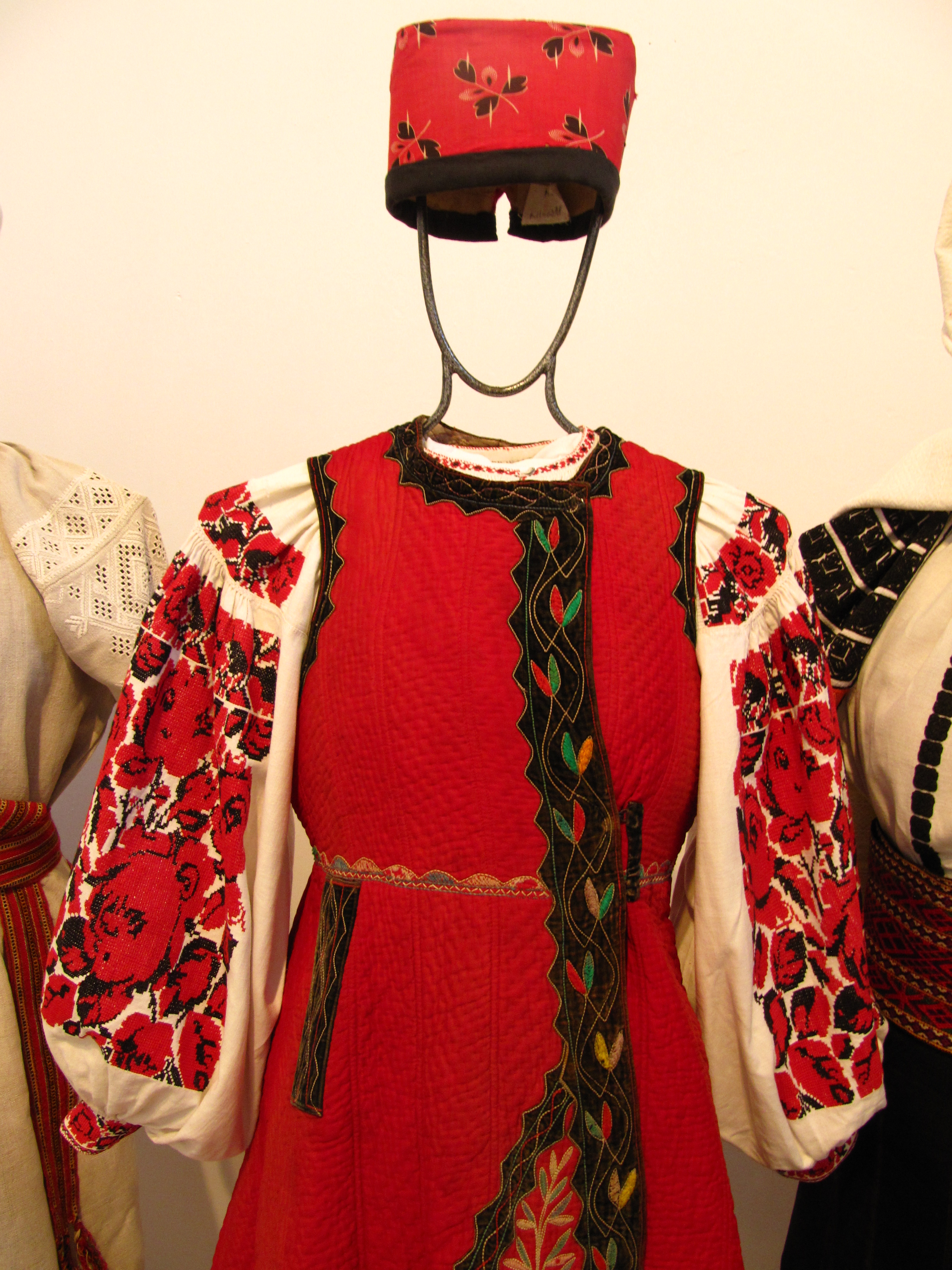
Костюм жіночий. Кінець 19-го ст. — початок 20-го ст. Київська обл. Києво-Святошинський р-н.
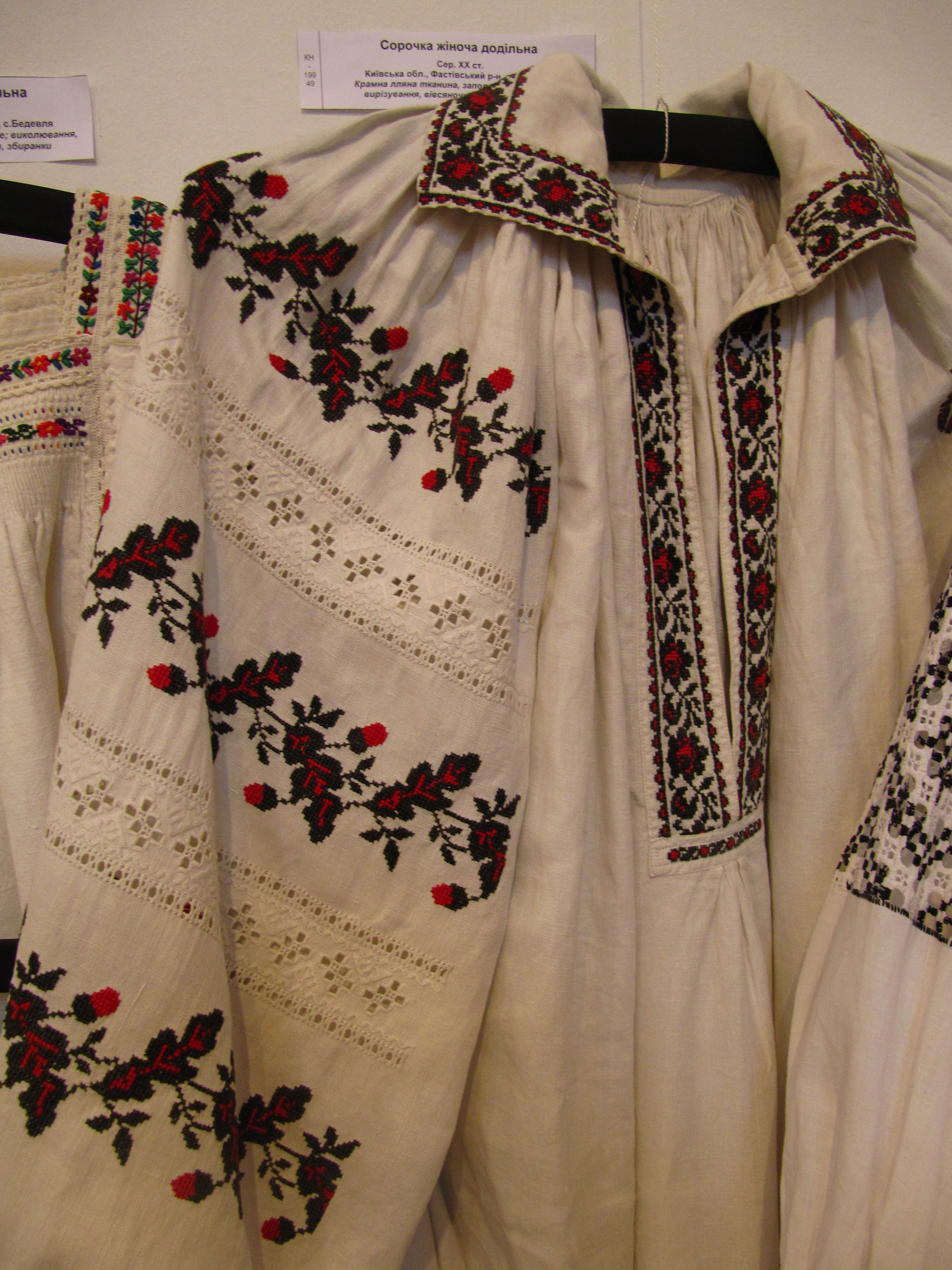
Середина 20-го ст. Київська обл. Хвастівський р-н, с. Оленівка
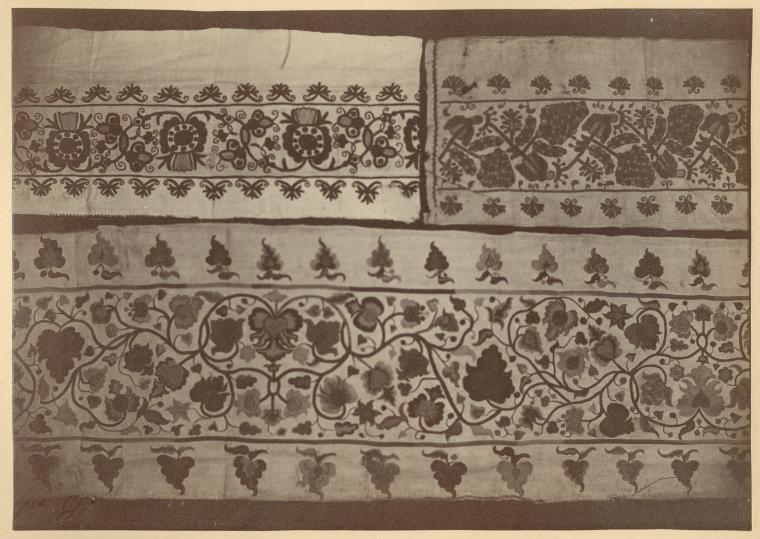
Старовинні вишивки подолів жіночих сорочок з Київської губернії.
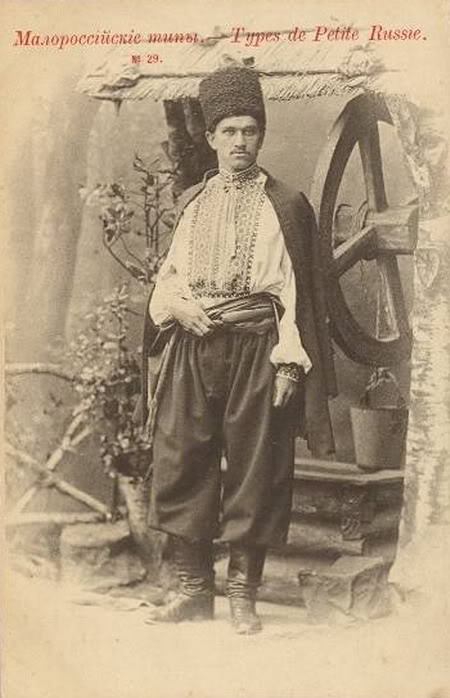

### Сіверщина та Чернігівщина
Чоловіки носили короткі сорочки з конопляного або лляного полотна домашнього виробництва. Сорочки були кроєм до уставки, призбирані біля коміра. Комір сорочок був відкладним. Комір пов'язувався гарусною стрічкою або стьожкою. Чохли та надпліччя вишивали інколи мережкою, а комір (комняр) заполоччю по таких візерунках: сухарики, заступці, гапличок, сливки, гусяче око, маківки, карточки. Сорочка носилася всередину широких штанів. Якщо чоловіки виходили з дому, то обов'язково по сорочці одягали кобеняк.
«В м. Вереміївці спостерігається деяке повернення до старовини: замість сорочок з відкладними комірами пришитих до зборів, тут починають знову носити сорочки з маленькими стоячими комірами пришитими до гладкої спини, вишитих у парубків власноручно заполоччю та чорним шовком.»
Жінки носили сорочки довжиною поза коліна з домашнього полотна. В Козелецькому повіті носили сорочки довші. Крій сорочки надзвичайно простий: брали два полотнища зшивали посередині, зверху пришивали два прямокутні полики, до яких пришивали призбирані рукава. Святкові сорочки шили з крамного полотна. Виріз призбирують та обшивають або вишитою смужкою або купленою тасьмою. Рукава та полики в сорочках завжди вишиті, а в святкових сорочках ще й помережині. Вишивають білими нитками технікою настилування, інколи й червоними. Вишивки надзвичайно вишукані. Вишивають на рукаві зверху широку смугу від якої вниз ідуть поздовжні смуги або окремі елементи вишивки розташовані по пелені рукава у вигляді решітки. Узори мережки: метелик, прутик, двоголкова, триголкова. Вишивки та мережки складаються завжди з прямих ліній. Подолки сорочок завжди помережині. Поверху сорочки виходячи на вулицю одягають корсетки. В кін. 19 ст. вишивки помінялись:
"вишивають уже не по самому полотні, а по канві, червоними і чорними нитками. Узори уже не свого власного домислу, а запозичені з друкованих збірників — великі квіти, побутові картинки і т. ін. Взагальному виходить набагато грубше ніж раніше (1890 р., М. Степовий)
"

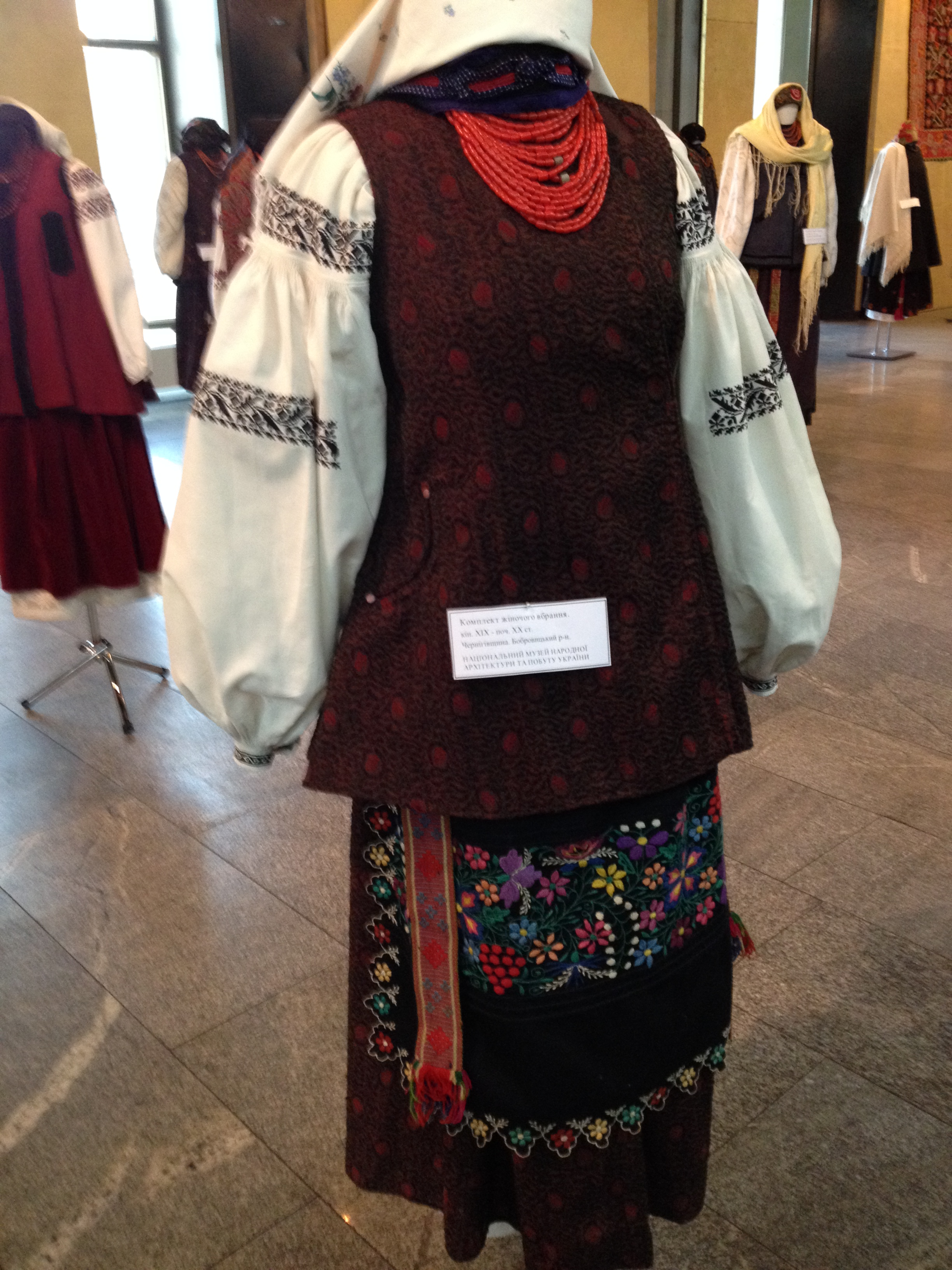
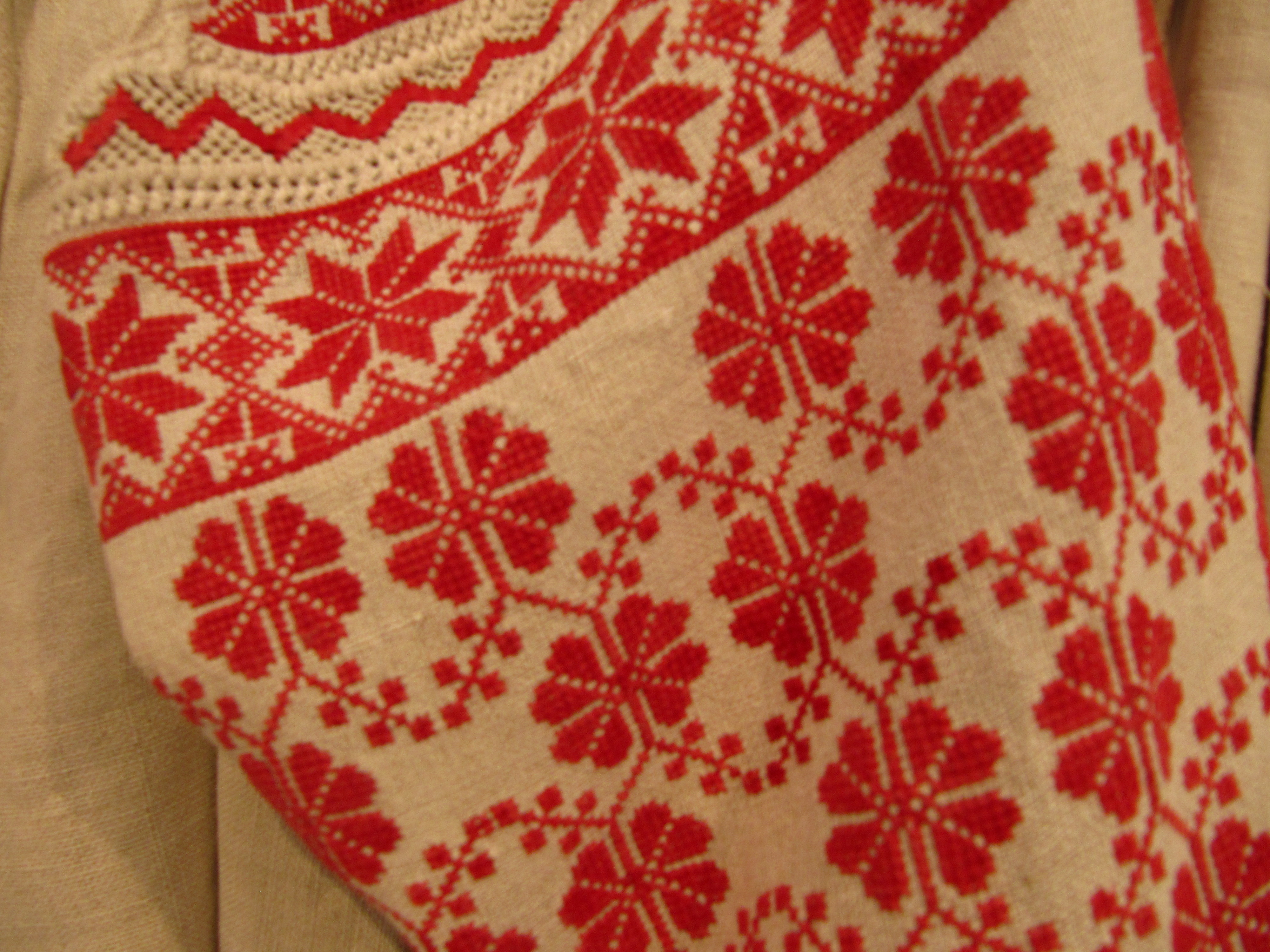
Жіноча додільна сорочка. 2 половина 19-го ст. Чернігівська обл. Корюківський р-н, с. Холми
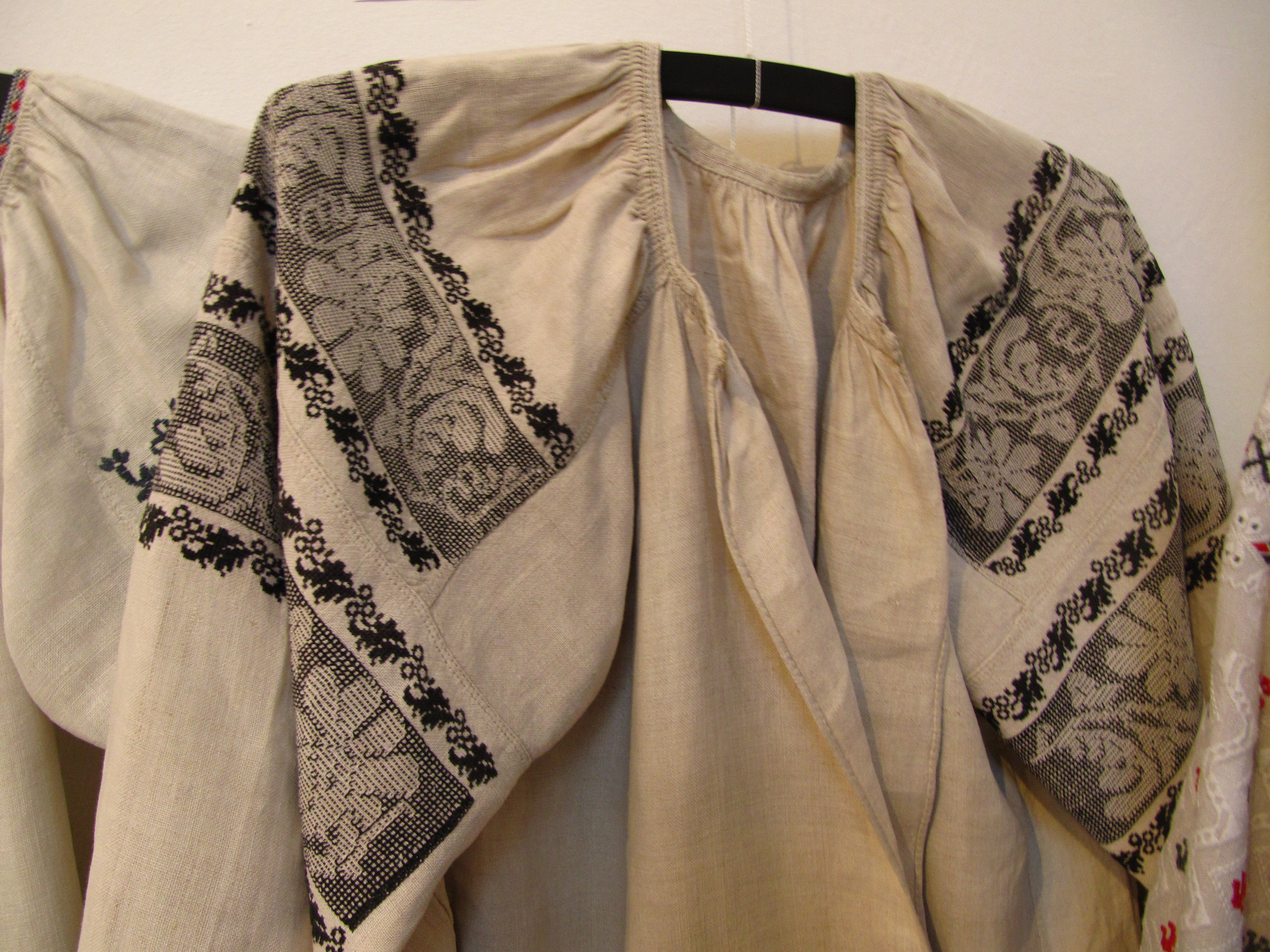
Жіноча сорочка додільна. Початок 20-го ст. Сумська обл.
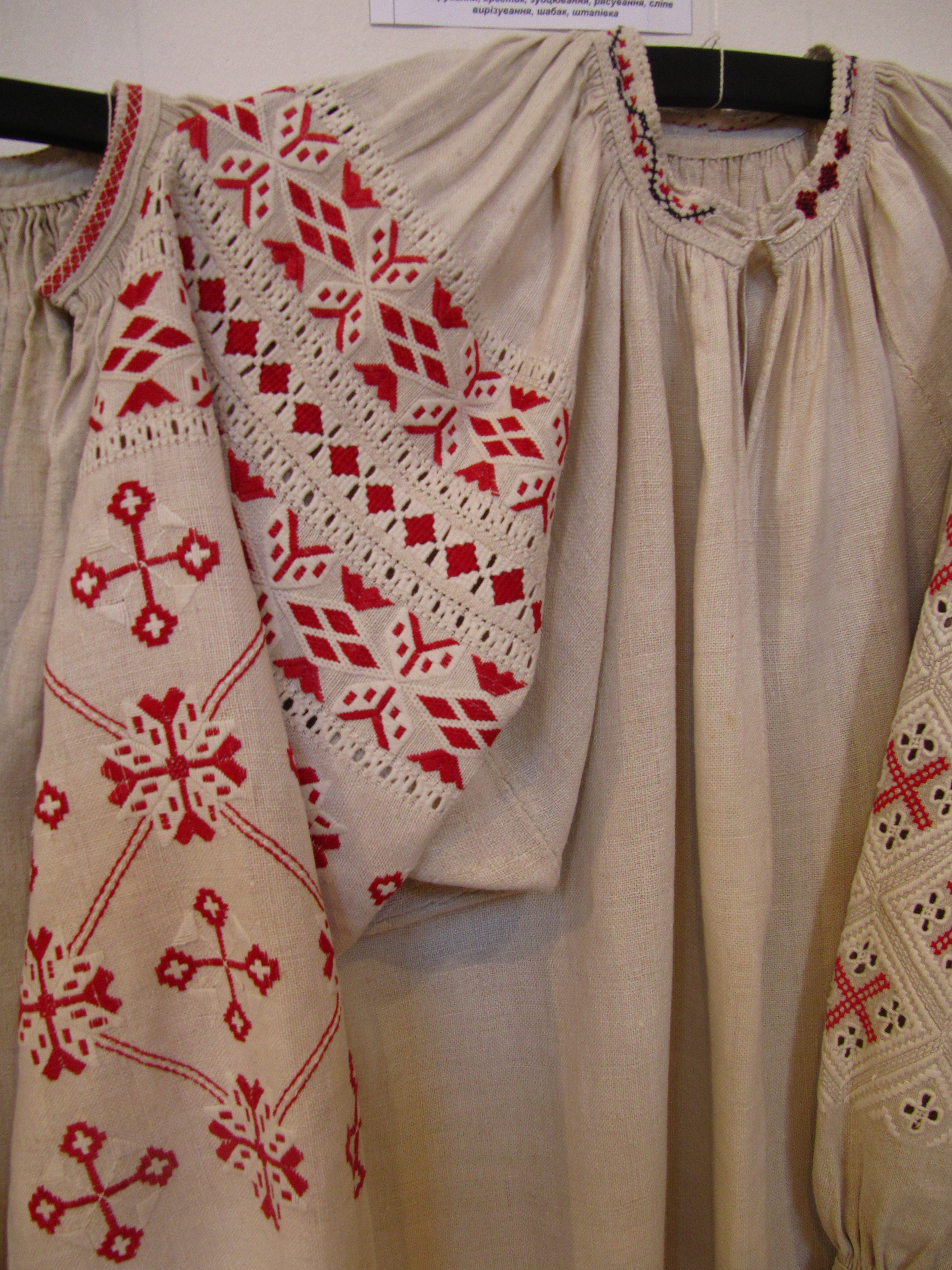
Жіноча додільна сорочка. Поч. 20-го ст. Чернігівська обл.
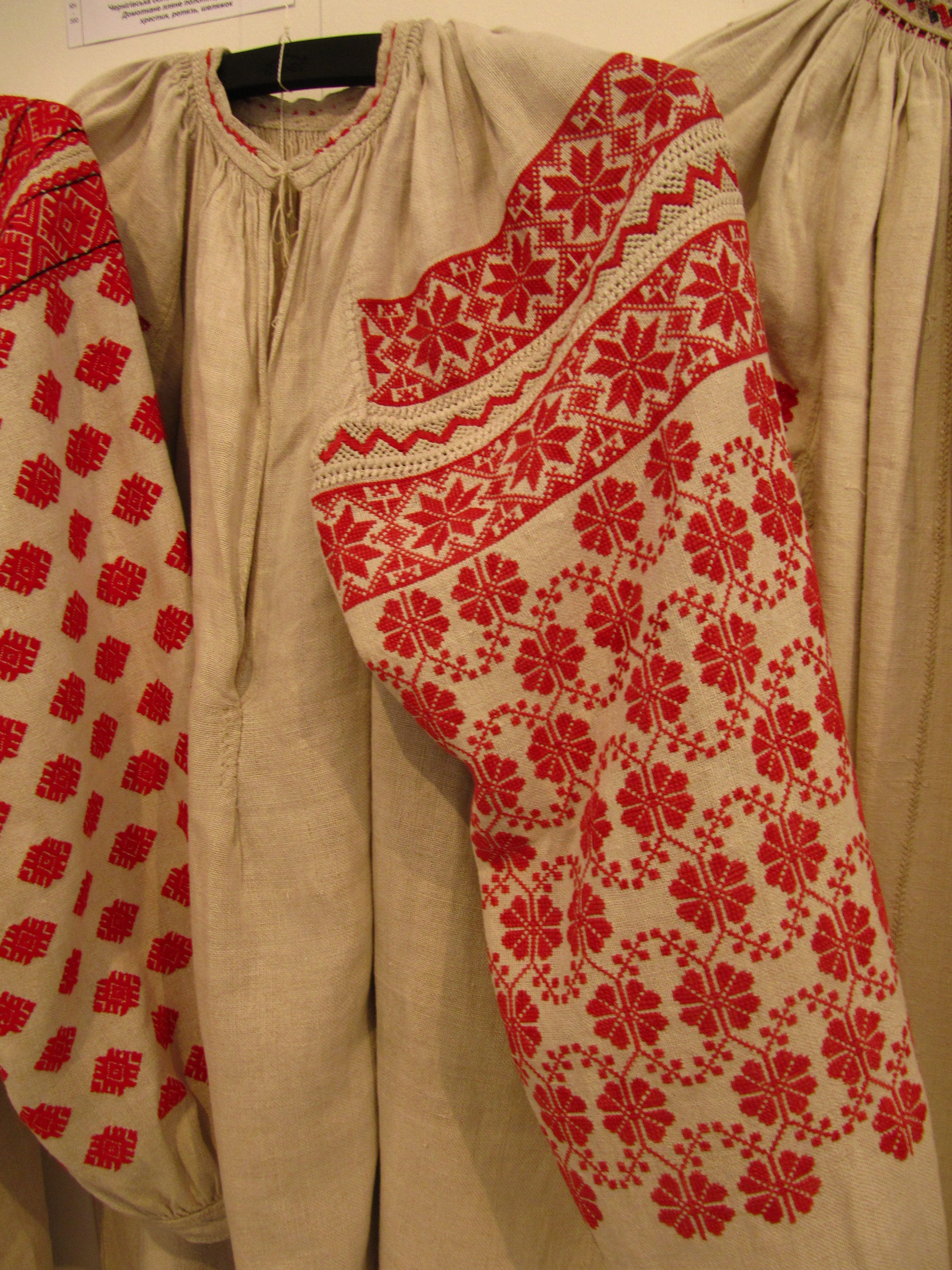
Жіноча додільна сорочка. 2 половина 19-го ст. Чернігівська обл. Корюківський р-н, с. Холми
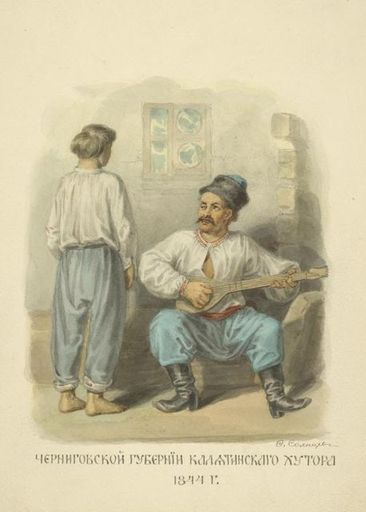
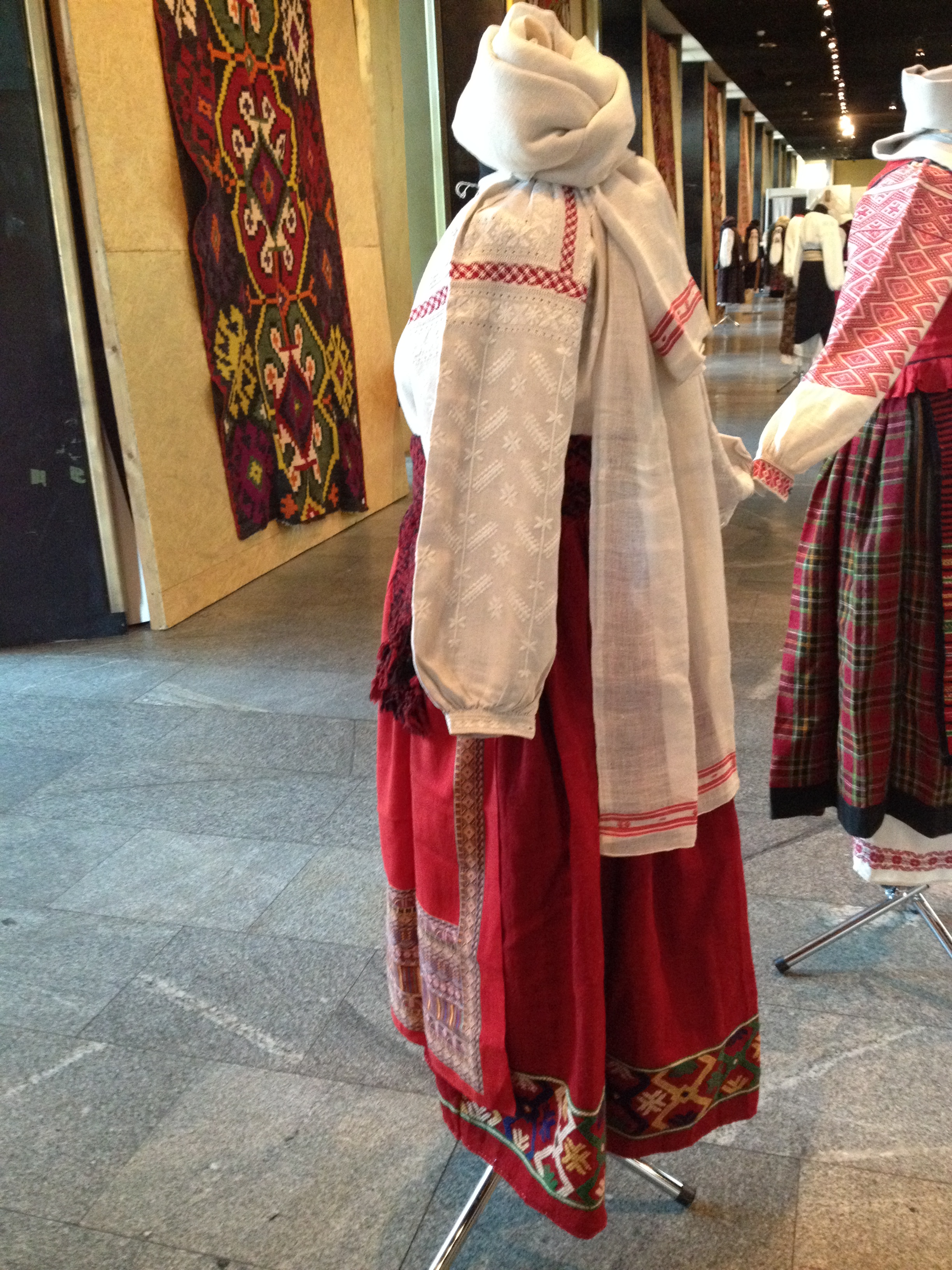
Чернігівщина
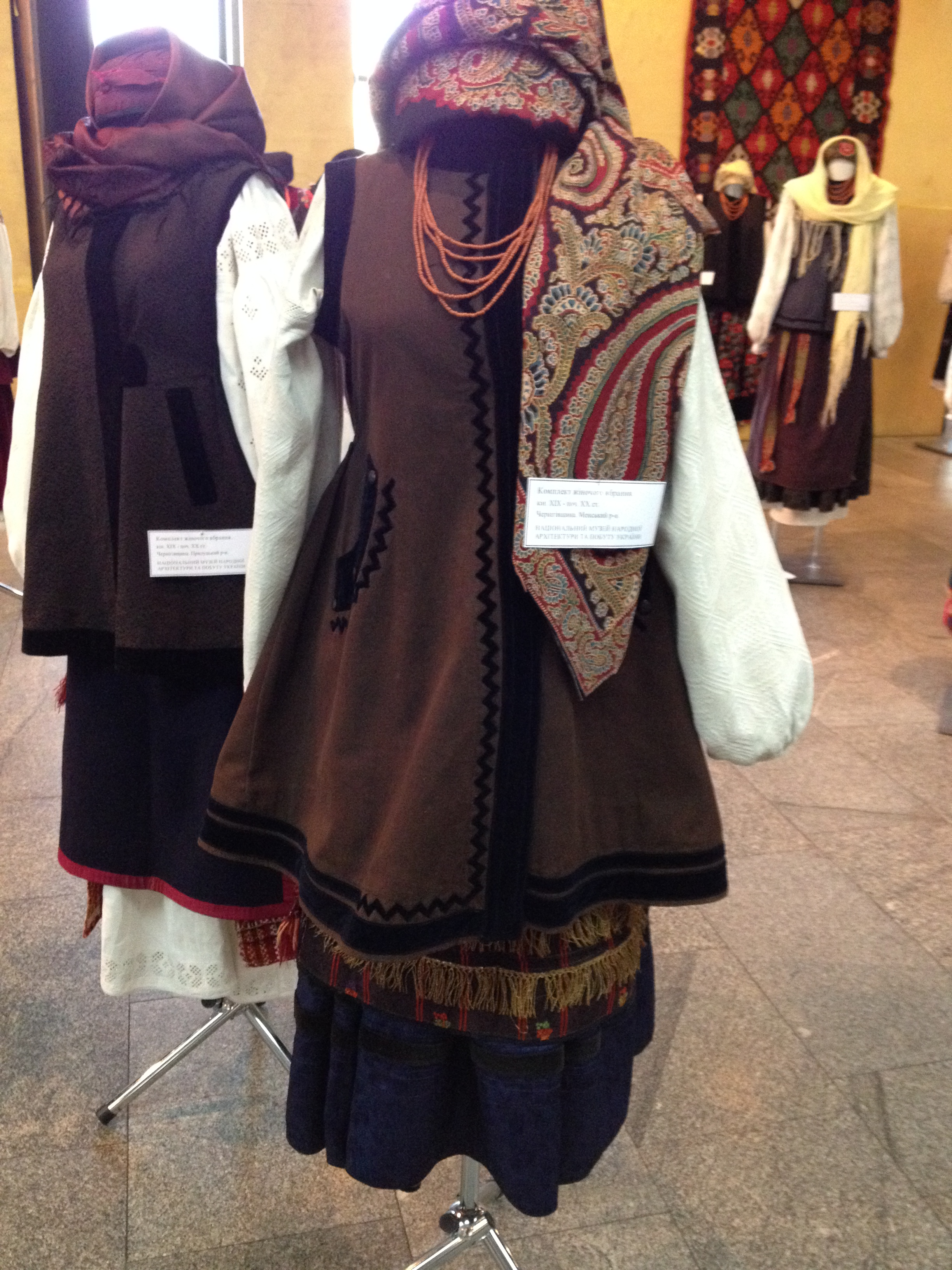
Чернігівський стрій. Менський р-н

### Полтавська вишиванка
Сорочки на Полтавщині вишиваються головним чином лляними білими нитками (біллю), дуже рідко лляними червоними або попелисто-синіми. Пазухи білих сорочок у старих зразках прикрашалися білим візерунком, виконаним лиштвою. Візерунок обводився чорними або кольоровими смугами. Техніка вишивання — шов «уперед голкою», шов «за голкою».
Жіноча сорочка. На Полтавщині сорочки власного коміра не мали, замість нього виріз збирався складочками або «пухликами» та обшивався тоненькою полотняною «стьожкою». Рукава були широкі, а нижній край збирали та вшивали в «чохлу». Жіночі сорочки вишивалися переважно білими та «сировими» (невибіленими) нитками. Візерунки були на вставках, рукавах та пелені. В сорочках переважали геометричні чи рослині геометризовані мотиви. За технікою виконання візерунки розподілялися приблизно на: вставки лиштвою або вирізуванням з лиштвою, рукава — вирізуванням, а пелена пруткованням або мережкою. Часто траплялося, що вся сорочка вишита лиштвою. Зустрічалися сорочки, де поряд з лиштвою до білої нитки додавали кольорову, переважно червону, а іноді вся сорочка вишивалася кольоровою ниткою. В таких випадках уставки та пелена вишивалися занизуванням, а рукава лиштвою. З кольорів найбільш поширеними були чисто червоний або попелясто-синій. Вишивання сорочок квітками, червоно — чорною заполоччю (хрестиком) почалося з поч. 20-го ст.
Чоловіча сорочка. Чоловічі сорочки шилися з домашнього полотна. За кроєм поділялися на два типи: перший тип подібний на жіночу: виріз призбирувався на нитку і до нього пришивали високий м'який комір. Рукава були також широкі з ластками під плечима, зібрані внизу та вшиті в чохли. Такі сорочки подібно жіночим мали вставки та шились лиштвою. Таку ж лиштву шили і на чохлах. Другий тип — це чумацька сорочка, вона шилася на дві пілки з примережиними по бочках «бочками» (п'ятикутниками). Рукава в таких сорочках були прямі (без зборів). Комір в чумацьких сорочках був низеньким 1-2 см. Чумацькі сорочки завжди добірно вишивалися. Комір здебільшого — лиштвою, пазуха — вирізуванням, а рукава вирізуванням з лиштвою.
Візерунки. Візерунки: вирізування на чотири дірочки, вирізування косе, вирізування книшикове, вирізування хрещове, вирізування з клинцями, вирізування по одній дірочці, вирізування з хмеликом, вирізування книшикове, вирізування клинчасте, вирізування орлове, лиштва хмелева, лиштва соснова, гілки, лиштва метеликова, клинчаста, пупкова, баранячі ріжечки, морока, верхоплут, виколювання, мережки, ключі і зірки, зірка, клинова, купочкова, ляльки, занизування, вирізування з клинцями, вирізування з верхоплутом, дзвоники, жучки. (За описом Я. Риженко)

Полтавщина
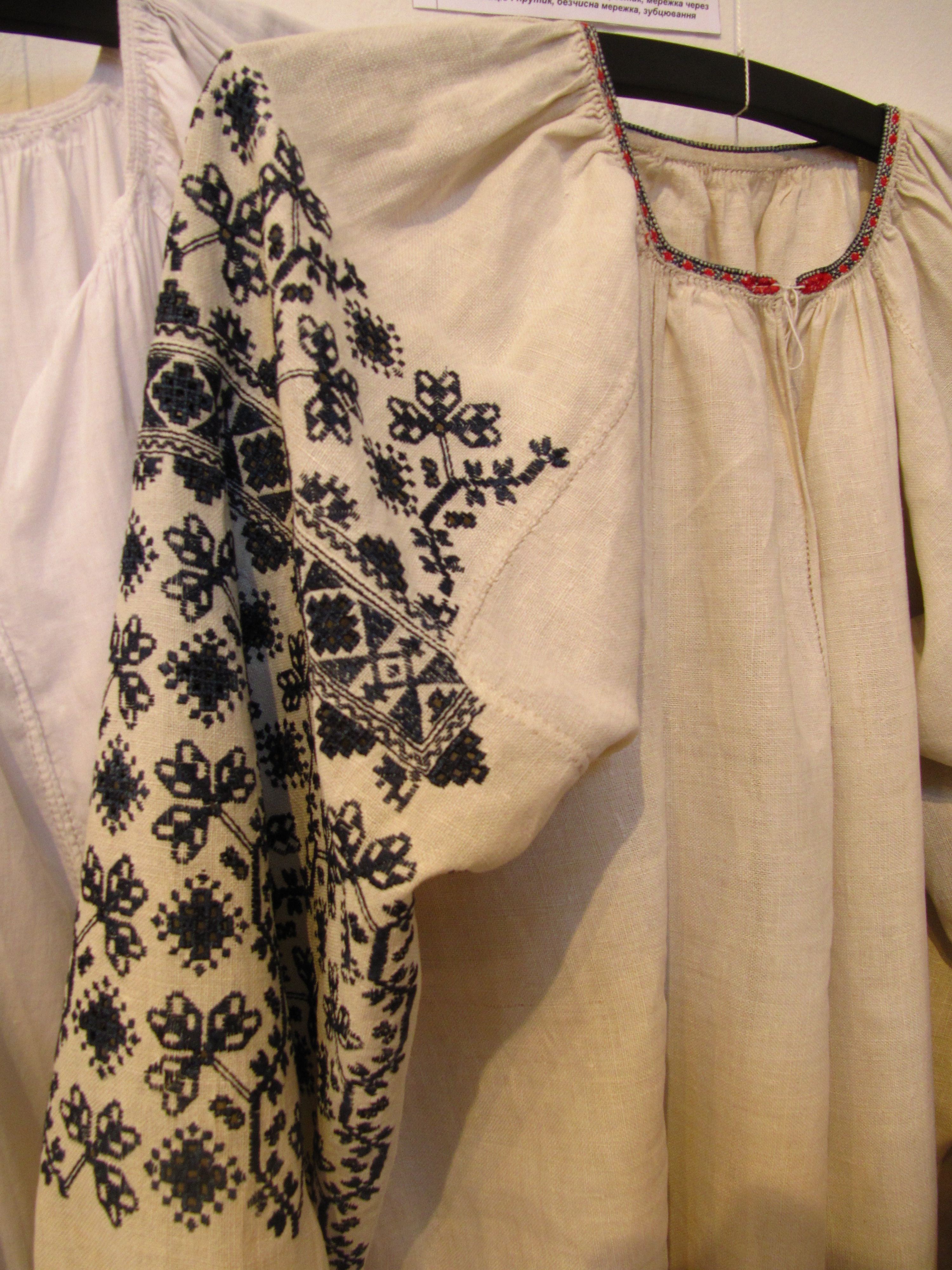
Поч. 20-го ст. Полтавська обл. Гадяцький р-н.
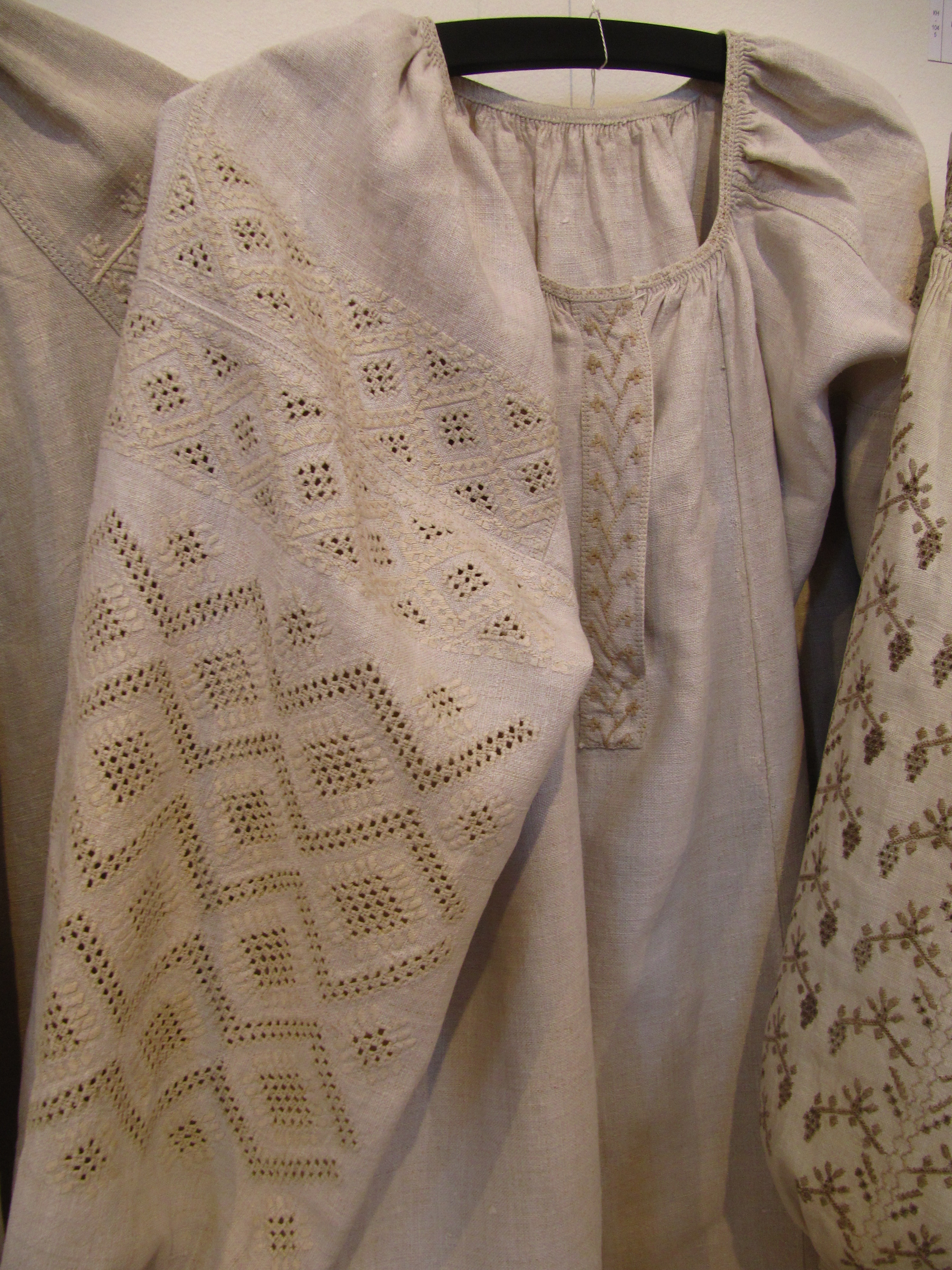
Жіноча сорочка. Кінець 19 ст. Полтавська обл. Миргородський р.
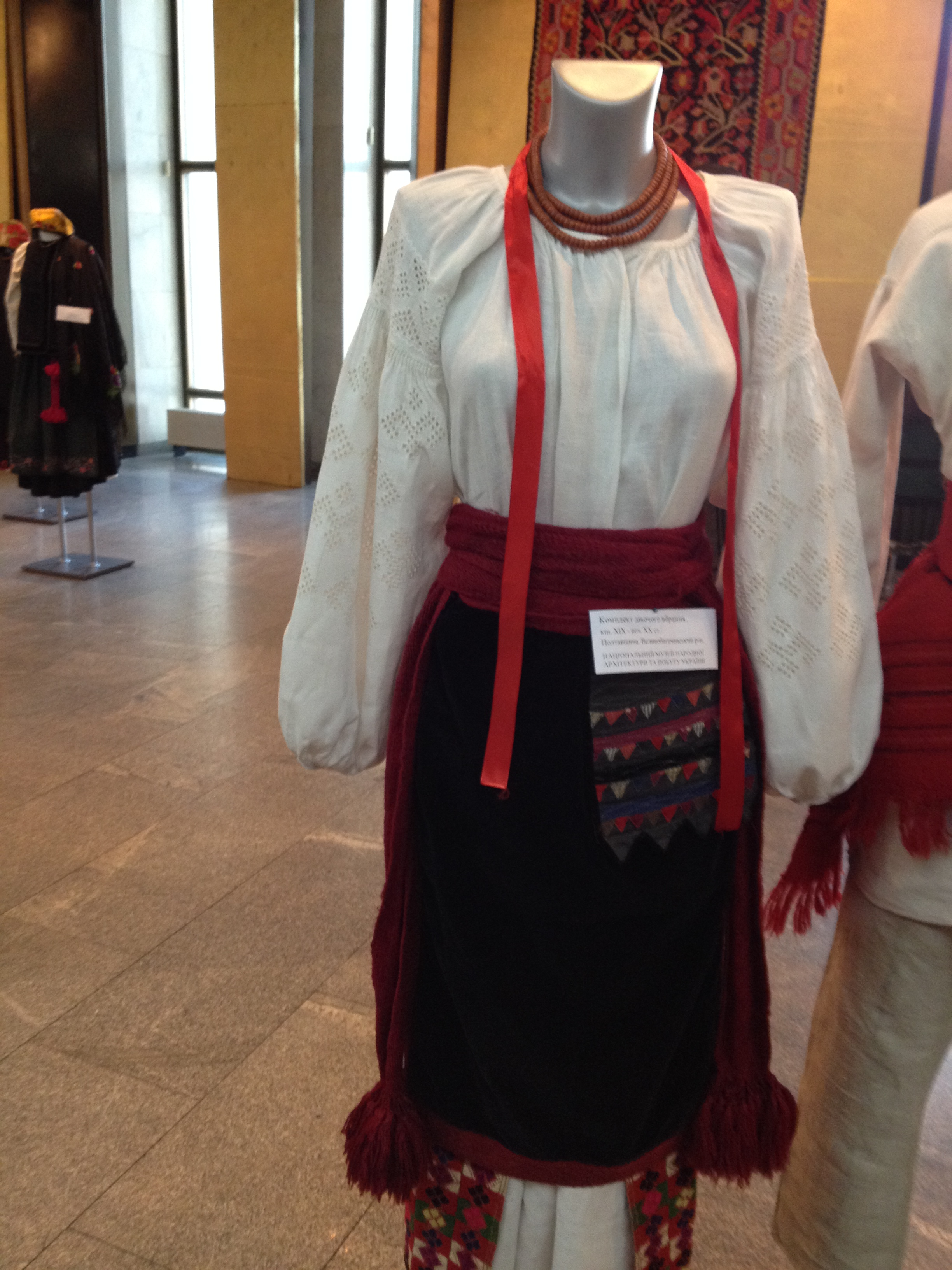
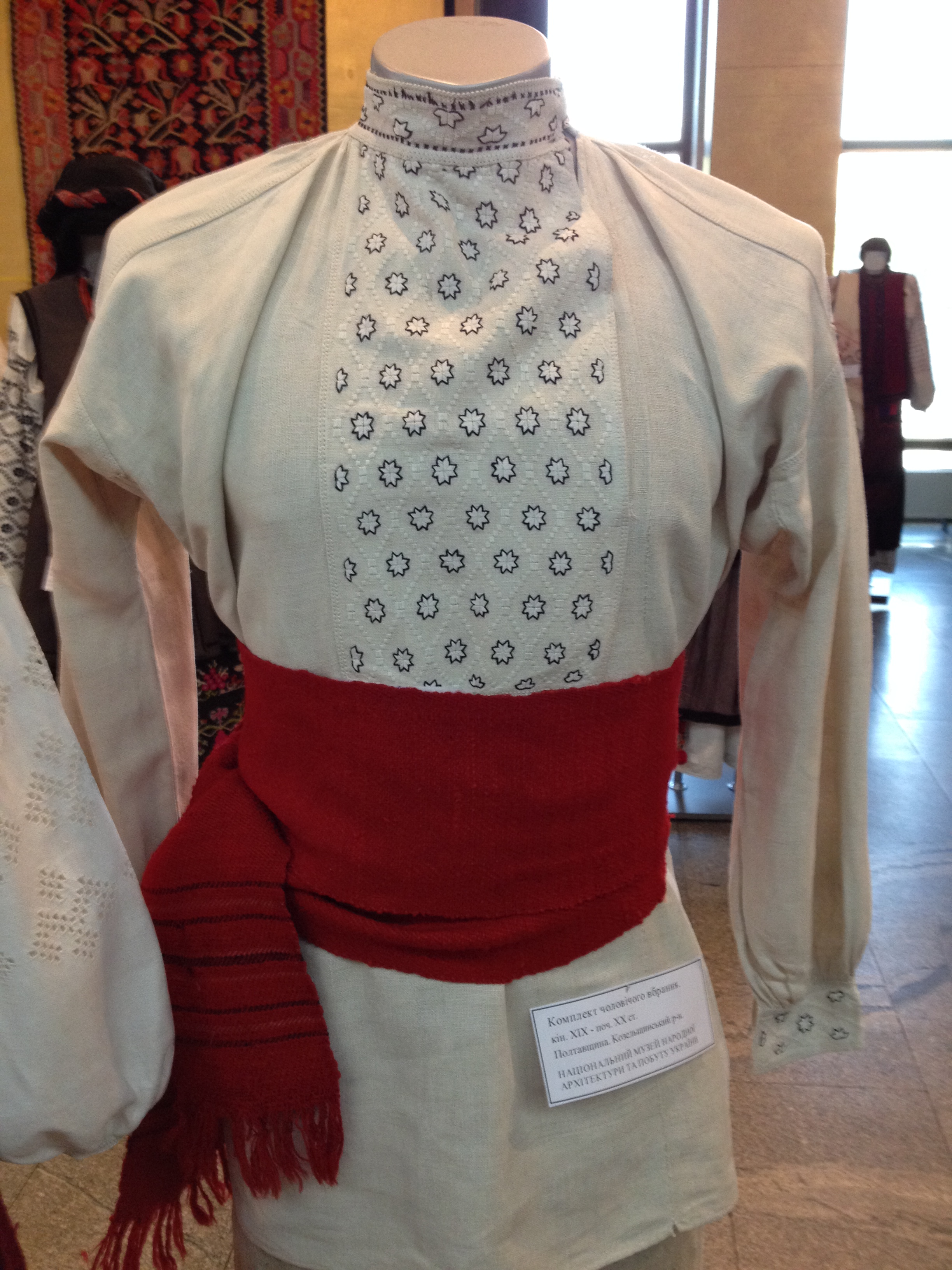
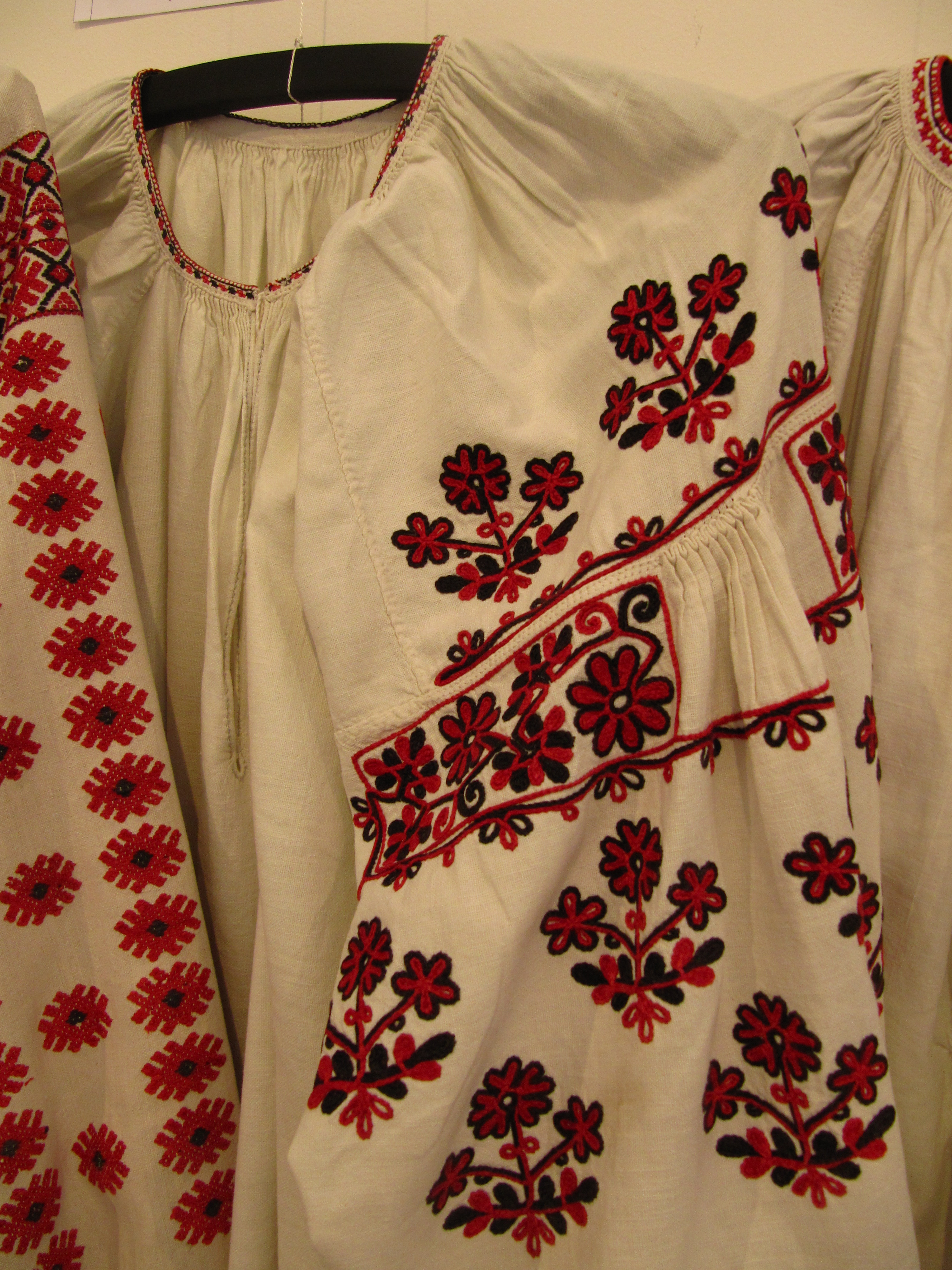
Початок 20-го ст. Полтавська обл. Гадяцький р-н, с. Ручки.

Черкащина

Черкащина, Золотонінський р-н
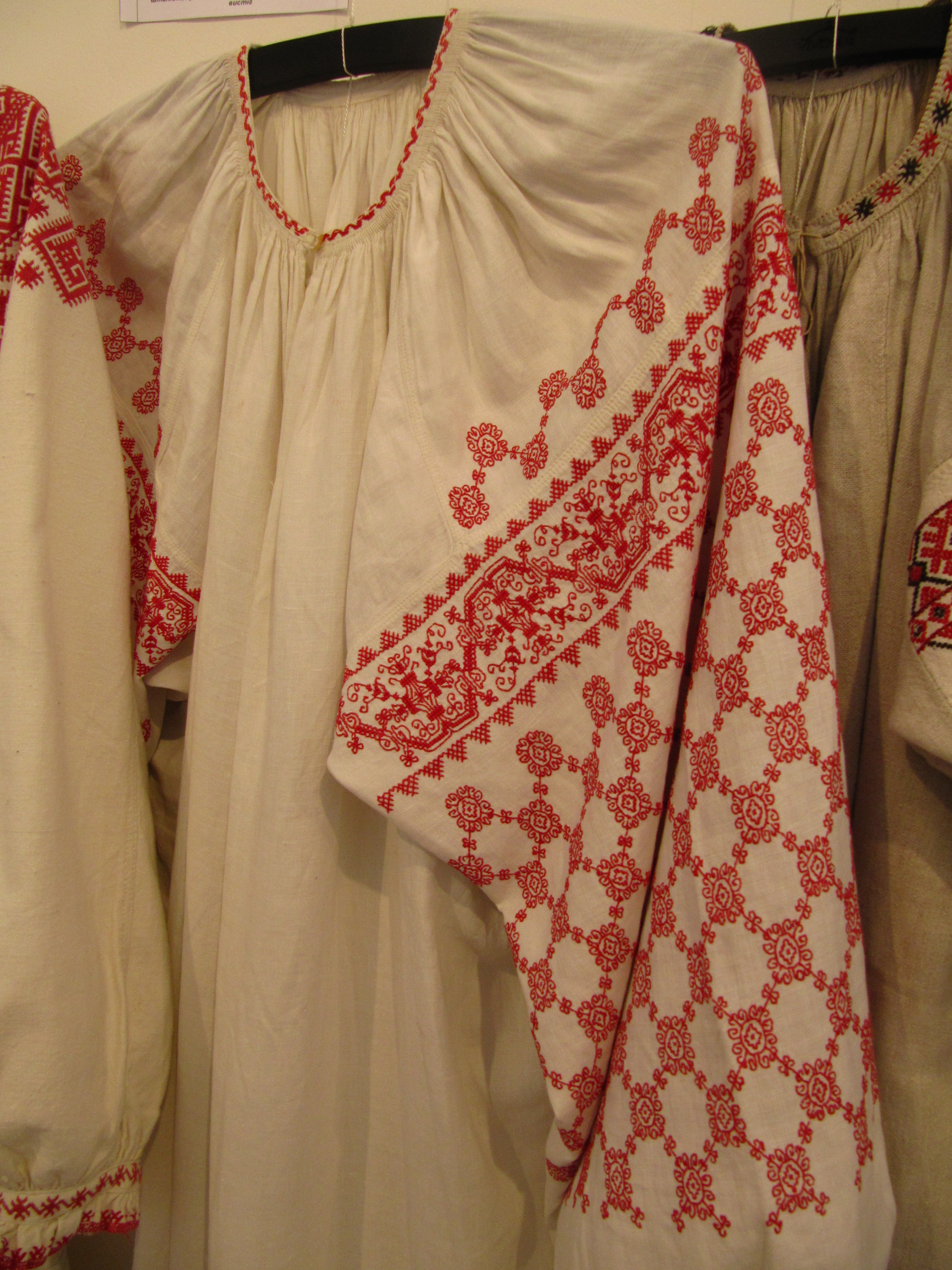
Кінець 19-го ст. Черкаська обл. Чорнобаївський р-н, с. Мельники
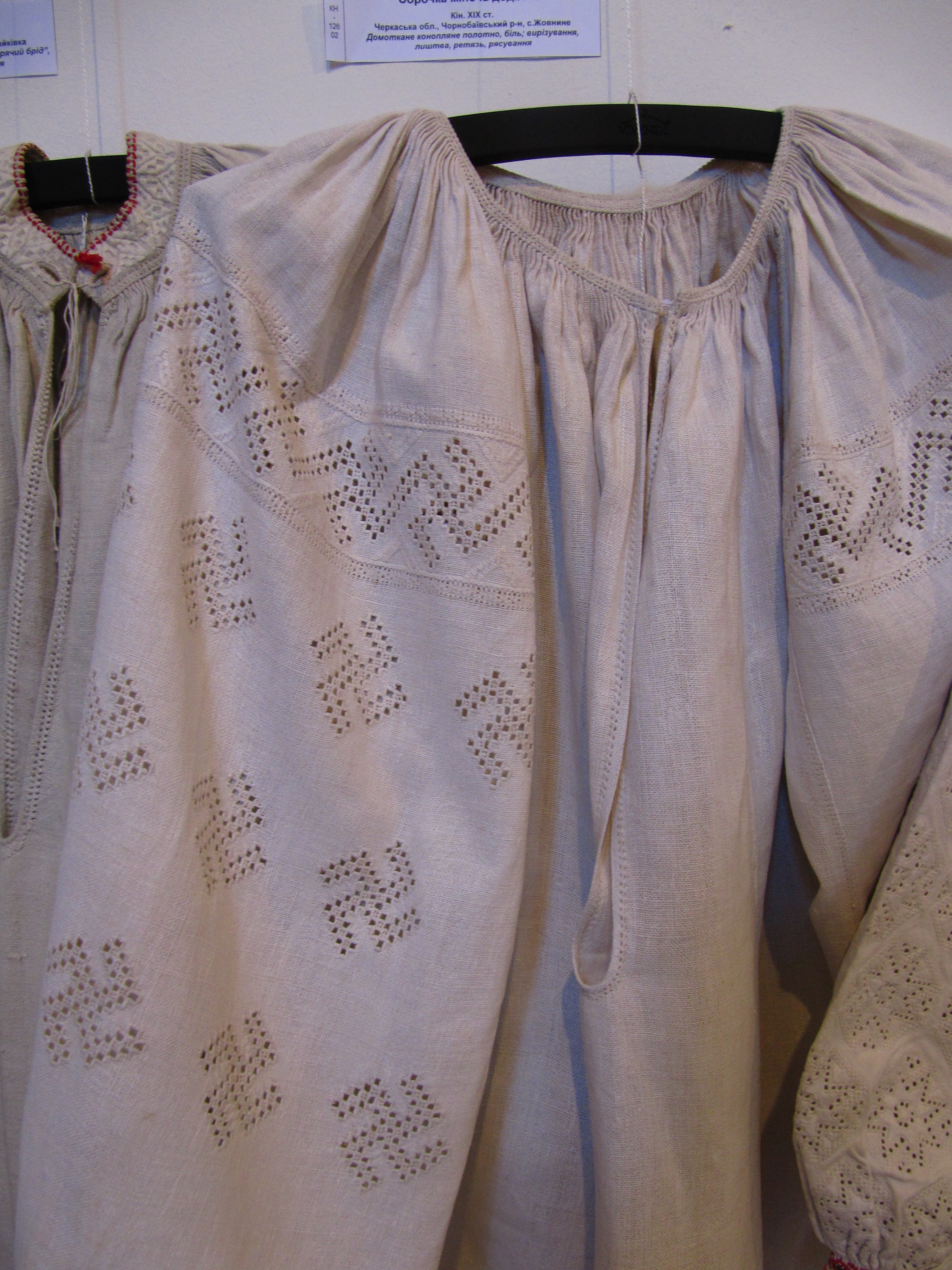
Жіноча сорочка додільна. Черкаська обл. Чорнобаївський р-н, с. Жовнине

### Слобожанщина
Стрій Слобожанщини має багато спільних рис із одягом Наддніпрянщини, особливо Полтавщини, і зберігав свій традиційний характер до кінця 19 століття навіть на північно-східній, воронізькій, Слобожанщині.
Жіночі. Жіночі сорочки-вишиванки Слобожанщини — переважно полтавського типу, носили їх носили до початку 20-го ст. Наприкінці 19 ст. поширюються сорочки-вишиванки з високим стоячим вишитим коміром, накладною нашивкою на пазусі та вишитими манжетами. А на початку 20-го ст. під впливом міської культури у побут входять сорочки на кокетці з великим викотом горловини та рукавами, пришитими до кокетки. Своєрідність вишивки слобожанських вишиваних сорочок 20-го ст. полягає в багатоколірній візерунчастості, виконаній півхрестиком і дрібним хрестиком та півхрестиком, іноді грубою ниткою, що надає їм рельєфності.
Характерним є шиття білими нитками, настилування (лиштва), вирізування. Переважають геометричні та рослинно-геометризовані візерунки.
Для закріплення краю тканини служили такі види швів, як: зубцювання і змережування. Поряд із набируванням і настилуванням, для яких характерна червона колористика вишивки, побутувало ажурне шиття.
Чоловічі. Чоловічі сорочки (як тунікоподібного крою, так і з уставками) шиються з грубого лляного домотканого полотна. Сорочки переважно полтавського типу, а з кінця 19 століття зокрема і стрілкові вишиванки, від «стрілки» — плечової вставки у вигляді трикутного клина, розширеного до коміра. Форма стрілки могла бути й більш складної форми, коли трикутна стрілка доповнюється прямокутником, що створював ефект погона. Поверхня стрілки вишивається чи шиється з червоного кумачу, яким також обшивається комір та пазуха сорочки. Комір, манжети рукавів і поділ чоловічих сорочок вишивалися синіми і червоними нитками. Вплив міста простежувався у використанні білого ситцю для пошиття сорочок з манишками. До цих сорочок парубки носили на шиї кольорові хусточки, так звані шари.

Вишиванка з Харківщини
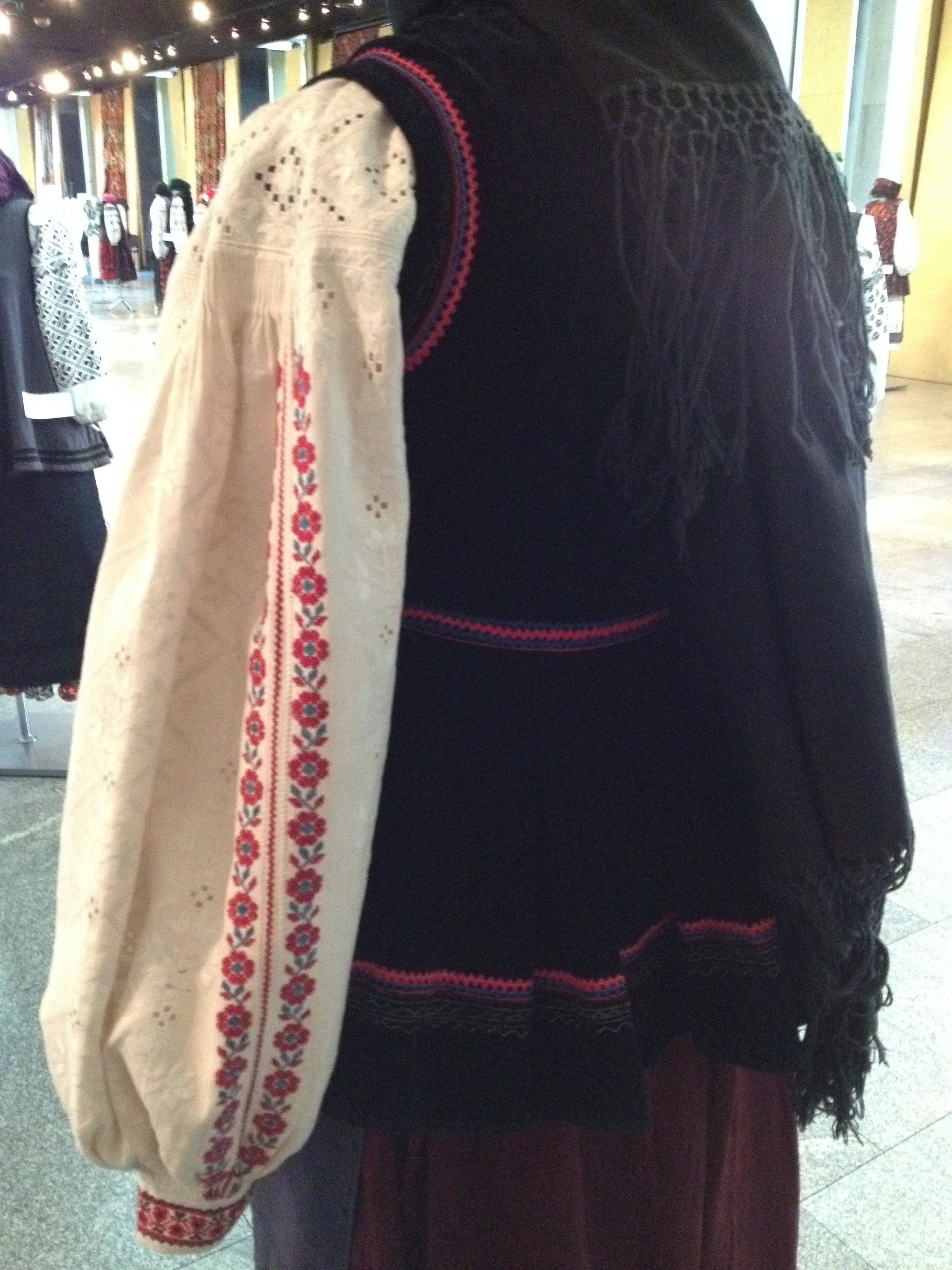
Жіноча сорочка Луганської області
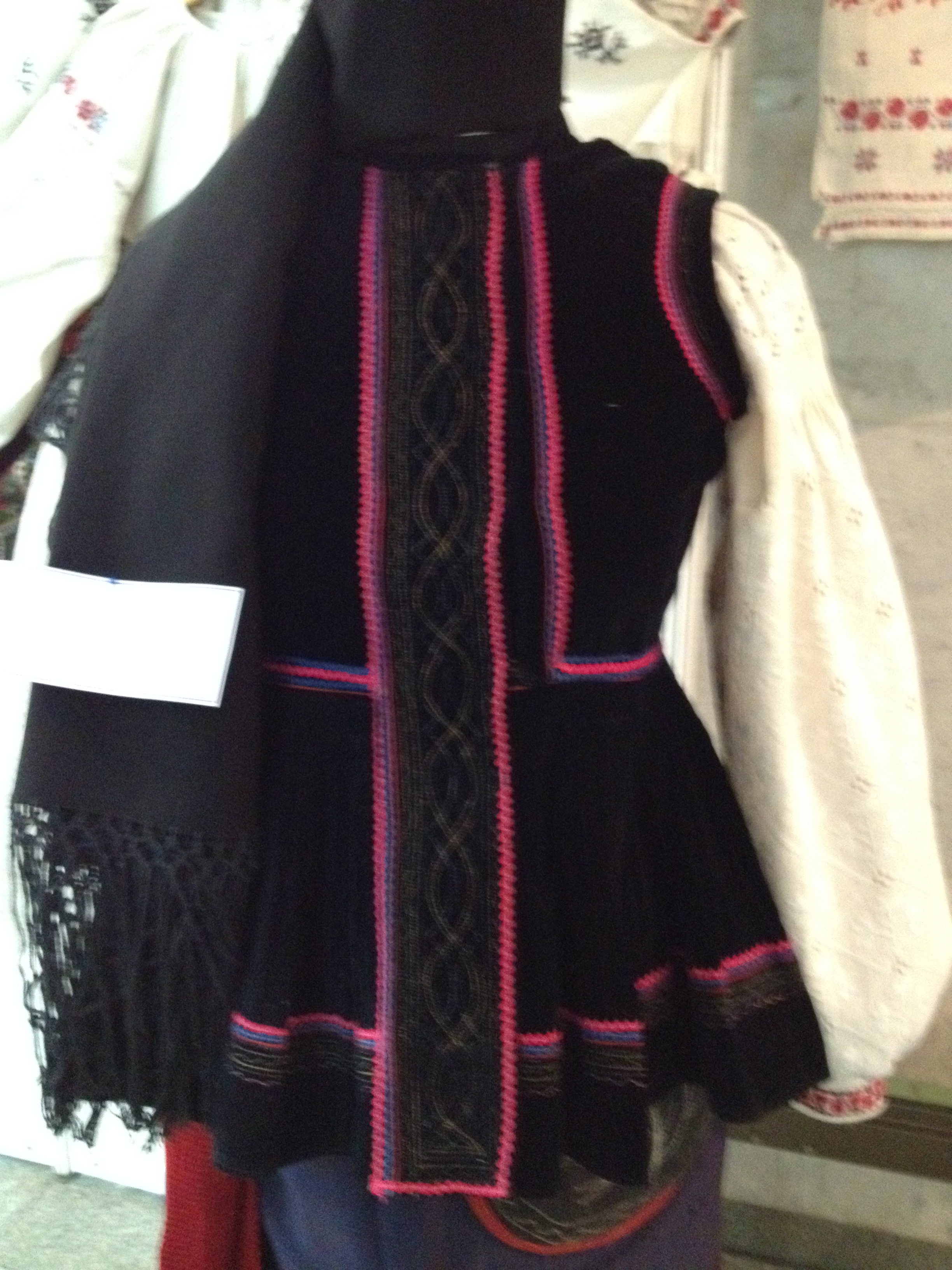
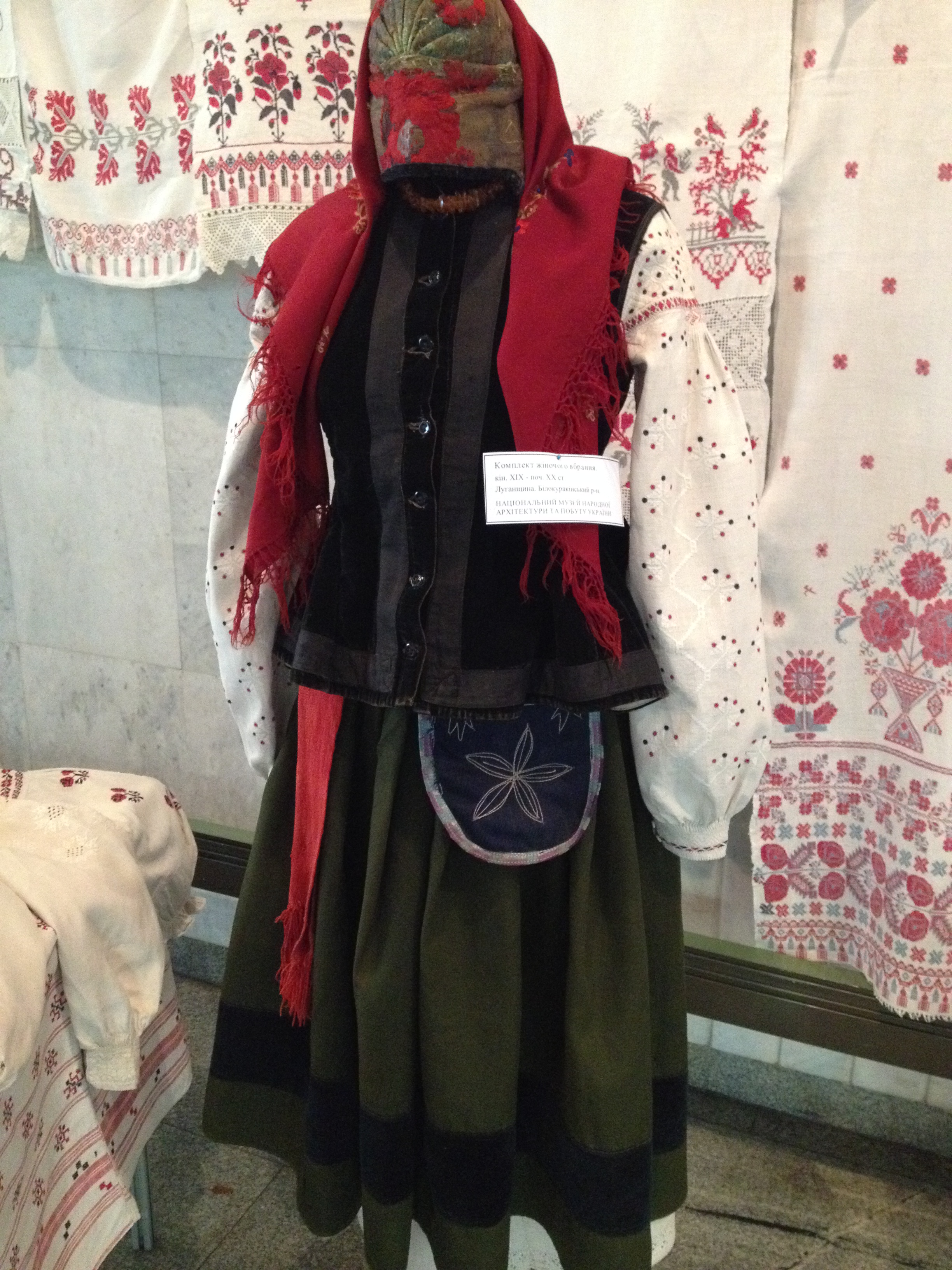
Жіноча сорочка Луганської області
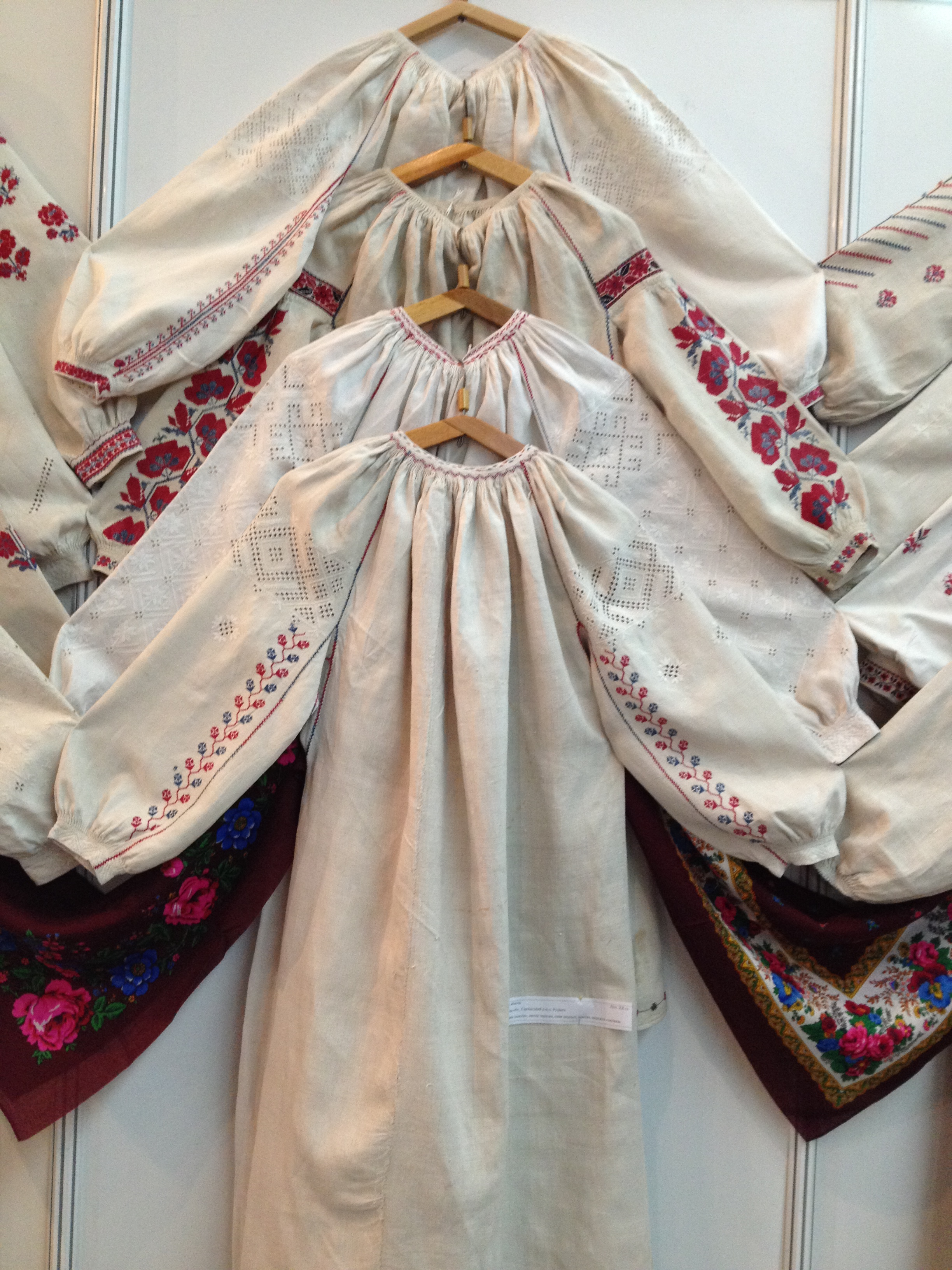
Жіночі сорочки Луганської області
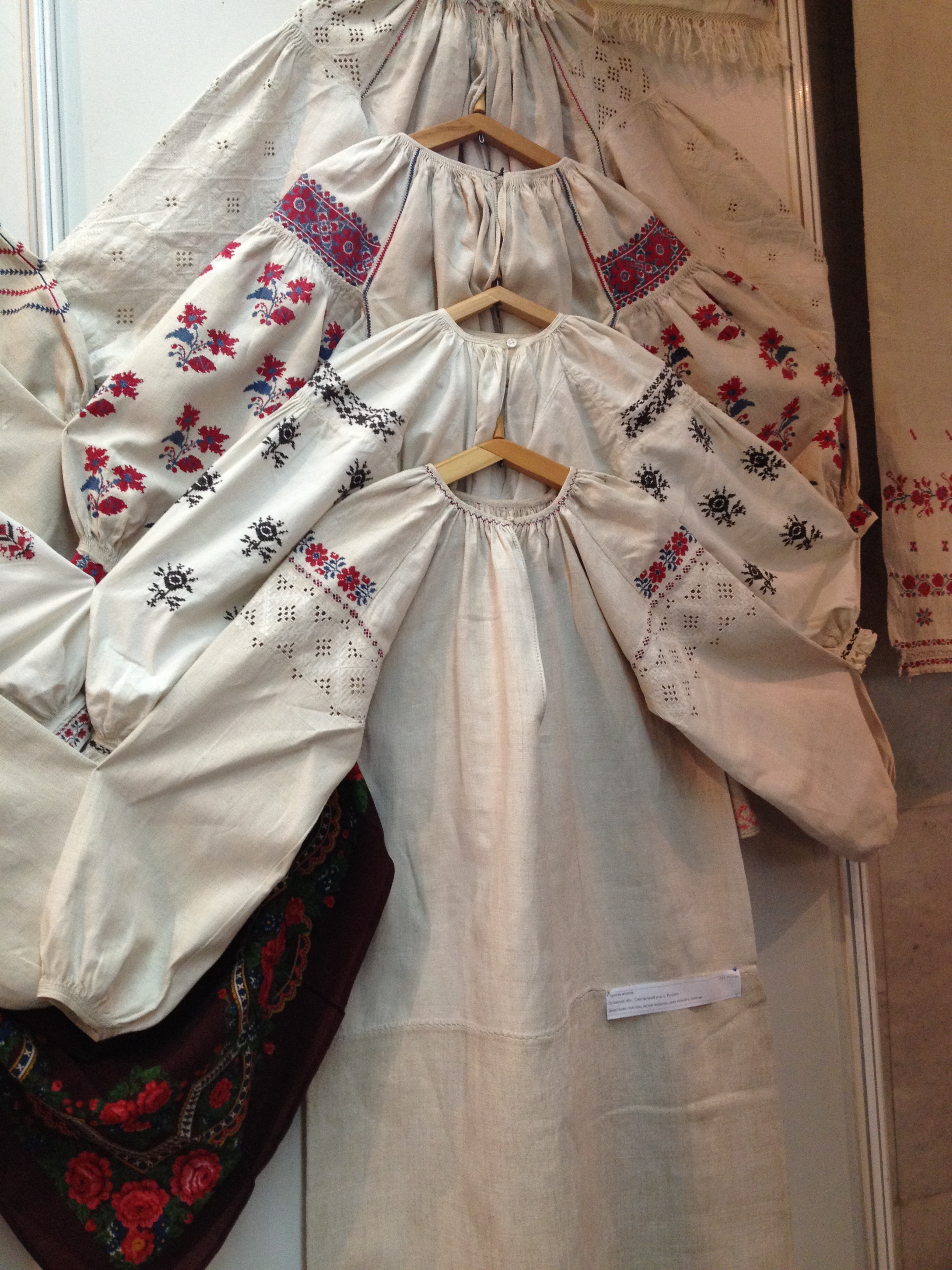
Жіночі сорочки Луганської області

### Степова Україна
Південь — етнографічний регіон України, заселений переважно вихідцями з Середньої Наддніпрянщини та Поділля, тому тут збереглися особливості оздоблення виробів, притаманні цим регіонам. Переважають такі техніки вишивання, як «гладь», «стебловий шов», «ланцюжок».
Жіночі. Жіночі сорочки вирізняли чотирикутний виріз довкола шиї та вільні, без зборок у зап'ясті рукави. Побутували стилізовані рослинні мотиви. Це сосонки, дубове листя і шишки хмелю, різноманітні квіти та квітучі гілки. Не менш популярними були зооморфні мотиви.
Традиційні сорочки з пухликами (збираною тканиною на рукаві трохи нижче плеча) шили з білої бавовняної тканини. Пухлик додавав рукавам пишності та об'єму. Стоячий широкий комір густо збирали у дрібні «зморшки», які оторочували тоненьким рубчиком. Верхній край рукавів призбирували, а нижній вишивали геометрично-рослинним візерунком у техніці хрестика. Основними кольорами були переважно червоний, чорний, синій та жовтий. Побутувала також вишивка білим по білому, що походить з Полтавщини. Краї рукавів обробляли вузькою смужкою.
Чоловічі. Відомою на всю Україну була чоловіча так звана чумацька сорочка — з широкими рукавами, де вишивкою оздоблювався лише комір. Такий рукав служив своєрідним прапором для подачі сигналу при переправі через дніпровські пороги. Чумацькі сорочки завжди добірно вишивалися. Комір здебільшого — лиштвою, пазуха — вирізуванням, а рукава — вирізуванням з лиштвою.

#### Кримськотатарська вишивка
Природно, що кримська вишивка відрізняється від більшості типових на материковій Україні. Важливими тут є контрасти (які можна побачити й на народному верхньому одязі). Кримські татари часто використовували квітчасті орнаменти з ніжними кольорами, правильно підбираючи кожну квітку.
Головні знаки, використовувані майстрами тут такі: жіночий знак — вигнута гілка (егрі дал) — означає мінливість, динамічність, розвиток. Чоловічий — родове дерево — надійність, стійкість та сила. Гвоздика — літня людина. Тюльпани символізують молодих хлопчаків, а троянди — жінок. Є також символ «марам», який досить часто зустрічається на вишивці і орнаментах, особливо головних покривалах і поясах з широкої вовняної тканини (учк'урах) — це «дерево життя».

### Волинська вишиванка
Рукава та пазушина на Волині в традиційних сорочках (також кошуля) не вишивалися кольоровими нитками.
«Рукава і пазушина в цій країні ніде не вишивається кольоровими нитками.»
Подолик сорочок були до колін, інколи ще нижче. Сорочка для господаря та старшого парубка шилася з тонкого полотна, а для хлопця (погонича, підпасича, пастуха) з грубого (з дванадцятки). Жіноча сорочка теж була довжиною нижче колін, але з меншим розрізом пазухи. У святкові дні жінки одягали сорочки з крамного полотна, такі сорочки часто мали підточки з грубшого полотна. Сорочка не вишивалася кольоровими нитками і уставки були зовсім білі. Сорочку з купленого полотна називали крамська сорочка.
Орнаменти на Волині геометричні, чіткі і прості за композицією, що зумовлює традиційна техніка «заволікування». Чіткість ритму підсилюється однобарвністю вишивок, виконаних червоною ниткою на біло-сірій полотнині. Поряд з основною технікою заволікування незначною мірою використовували також техніку «вирізування» та «хрестик».
Сорочки біля коміра та на рукавах на поч. 20 ст вишивали білими, попелясто-синіми або червоними кольорами.
В чоловічих сорочках вишивали, рукави, комір та пазухи, а в жіночих ще й вставки і часом подолки. Вишивали технікою «заволоч», з лицевої або виворотньої сторони. Тобто поздовжніми узорами. При заволікуванні нитка йде вздовж усього узору, якої би довжини він не був. Часто на Волині шили рукава сорочки з «заболоті», тобто тканини тканої в червоні і сині смуги, проткані здебільшого вздовж рукава. На Волині пазухи жіночих сорочок часто були вишиті хрестиками і не поєднувалися з узорами уставок. В 20-му ст. узори хрестиками повторювали геометричні узори занизування.
«Змінилася на них вишивка. Замість заволочі вишивають хрестиком та півгладдю, останнім часом модним став шов гладдю. Геометричний орнамент замінений на рослинний, а в останніх роках на рукавах сорочок в деяких місцевостях (Мілятин, Садки) вишивають птахів. Міські сорочки мають сучасний крій, а мотиви вишивки взятті з куплених серветок, рушників тощо» (1934 p.)
Сорочки викроювались ножем. Частини сорочки: стан, рукави, уставки, цвиклі (клинки під рукавами), комір, чохли. Довжина стану — 85 см, довжина рукава — 57 см, ширина — 32 см, довжина коміра — 38 см, довжина вставки — 24 см, ширина — 12 см, ширина чохлів — 4 см. Комір був викладний та запинався на шпонку з олова зі скельцем або на «жичку» — смужка з вовни червоного або зеленого кольору. В молодих хлопців сорочки були вишиті на комірі, пазусі, на чохлах. Чохли запиналися на ґудзики, часто домашньої роботи з сирових ниток. Крій жіночої сорочки був такий самий як у чоловіків, тільки сорочки були довгі (по кісточки).
Візерунки. Назви волинських візерунків: цвіткі, хміль, лапатий хміль, хмелик, лапатий хмелик, виноград, ягідний хміль, хміль ягідки, хрести гречкою, хрести, безконечник, хрести повії, купчаті, кукурузка, огірочки на дві половинки, звізди, кошички, кошичаста рожа, вилка, баранячі роги, таргачики, рутка, чорнобривці, очка, ягідки, цимбали, кучері, рожа повна, рожа клинчаста, рожа шулякова, рожа барвінкова, рожа шулякова повна, сокирки, копита, копитка, розбиті хрести, хрести, сливочки, дубове листя, полоничник на дві половинки, полоничник хрещатий, полоничник.

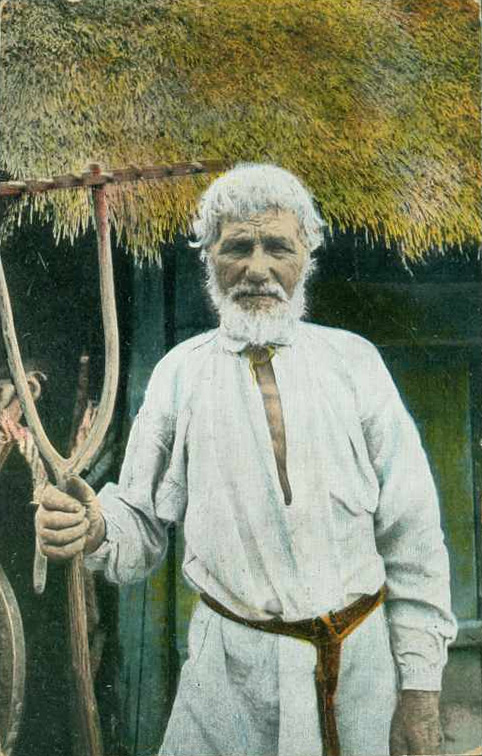
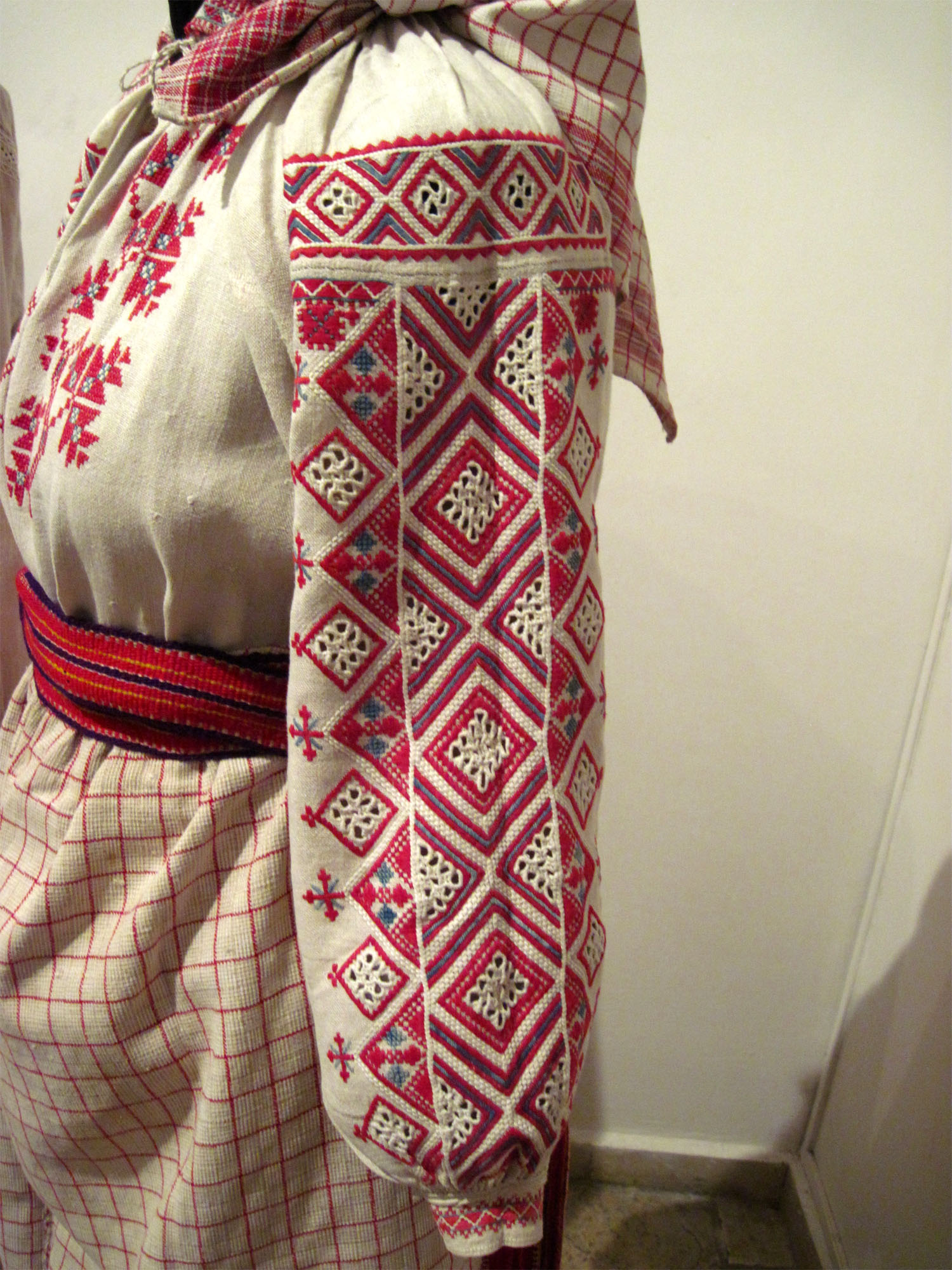
1 Хрещаті гречкою, 2 Хрещаті купчасті, 3, 8, 9 - З нашивки, 4 Безкінечик, 5 Хрести повії, 6 Кукурузка, 7 Огірочки на дві половинки.

### Вишиванка Полісся
Вишивки Полісся — прості й чіткі за композицією. Ромбоподібна лінія геометричного візерунка повторюється кілька разів. Вишивка червоною ниткою на білому-сірому тлі лляної полотнини — графічно чітка. У вишивці домінували прості геометричні візерунки червоного кольору з добавкою синього. На Поліссі жіночі сорочки не вишиваються або вишиваються тільки червоною заполоччю та дуже простим орнаментом.

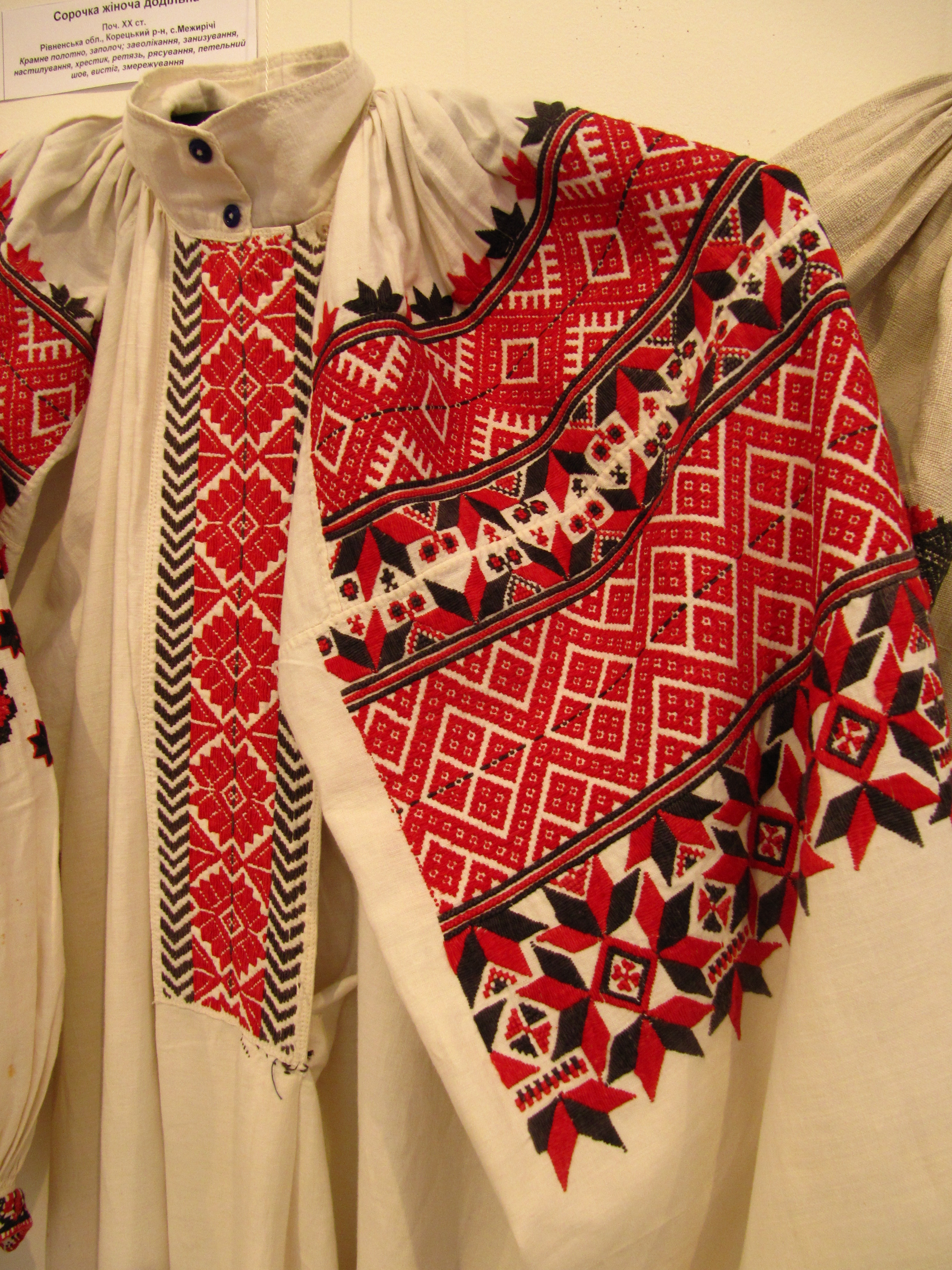
Жіноча додільна сорочка. Початок 20-го ст. Рівненська обл. Корецький р-н, с. Межирічі.
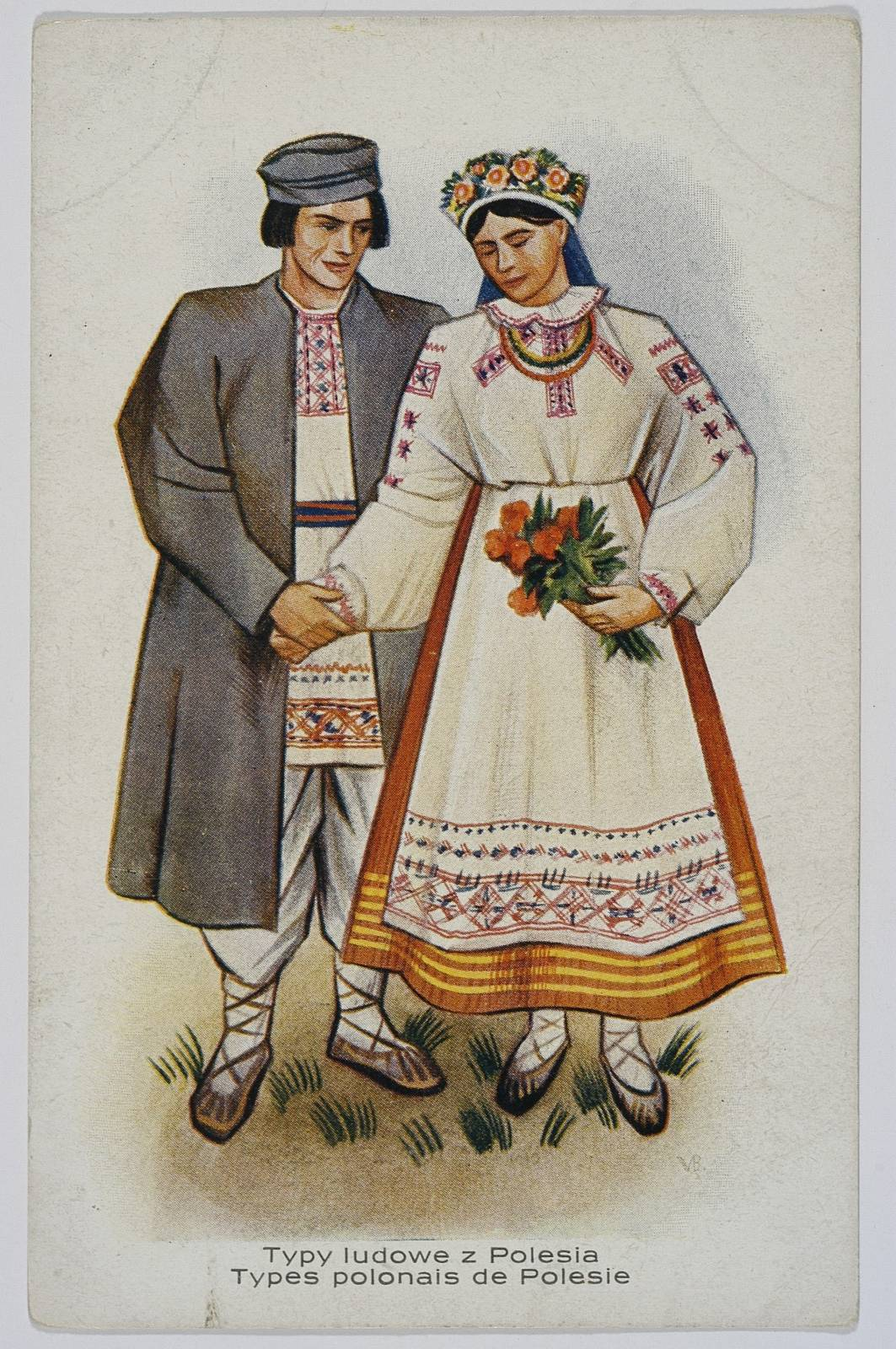
Вацлав Боратинський
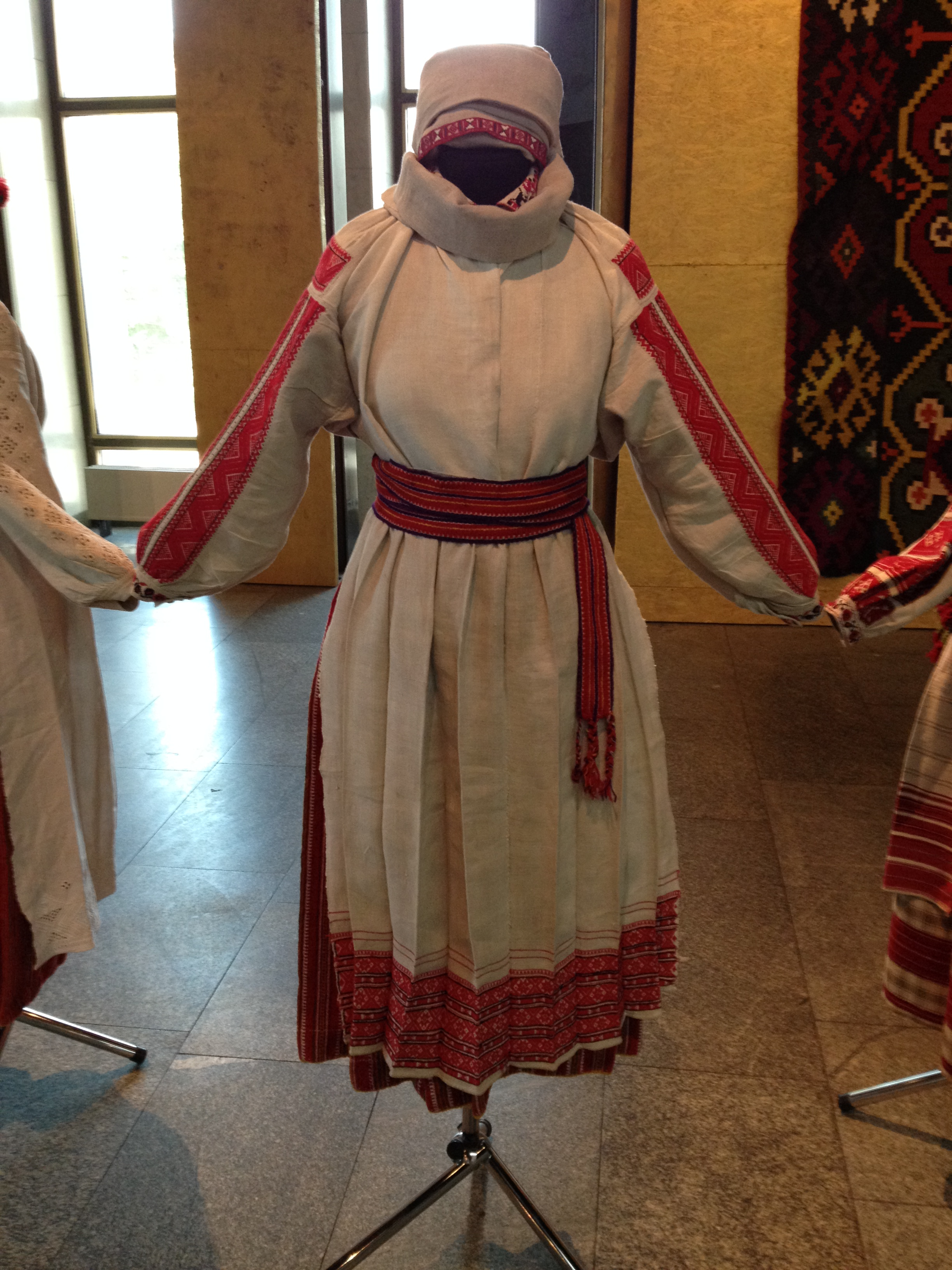
Поліський стрій

### Подільська вишиванка
На Поділлі всі шви чоловічих та жіночих сорочок оздоблюються мережкою, в якій чергуються всі кольори вишивки. Основною технікою є поперечне занизування (низь, низинка). Занизування часто буває поліхромним. Характерною особливістю подільських сорочок є вишиті на грудях та часто й на спині поздовжні смуги, які бувають розбиті на окремі геометричні мотиви. Поли сорочок тут майже не вишиваються. Колір низинки тут переважно чорний, може однаковою мірою використовуватись червоний та чорний. Можуть використовуватись ще червоний та жовтий для оздоблення основного чорного тла. Геометричними узорами переважно є ромби і свастики, що пересікаються кінцями. Часто бувають невеликі лиштвочки з ромбами або свастиками всередині.
У подільській сорочці основним був «полик» («опліччя»), (12—20 см), який був тридільним. На Поділлі полик (верх рукава) розшивався суцільною широкою смугою поперек рукава геометричним орнаментом в вигляді мозаїки. Типовими швами є мережка «павучками», якою примережують вставки на рукави, клинці. Використовується і кольорова мережка — «шабак».
Придністрянська частина Поділля відрізняється незначно в вишивці від решти Поділля і має деякі спільні риси з вишиваниками Буковини та Покуття. Різниця полягає в матеріалі, мотивах вишивки і композиціях вишивки. Так полики вишиваються двома різними за техніками поперечними смугами. Матеріал для вишиванки — «бамбак» (льон з домішками бавовни). Верхня смуга заповнюється темними шовковими або вовняними нитками густим рельєфним узором без чітких мотивів чорною ниткою. Нижня смуга виконується світлими нитками рідким узором. Від уставок вздовж рукава йдуть вишиті смуги. Придністянська вишивка часто оздоблена золотими та срібними нитками з додаванням леліток та бісеру. В Ушицькому районі ця вишивка називається «заповнянка».
На півдні Тернопільської області в придністрянських районах типовою є вишивка вовняними нитками зі згущеними стібками: окремі елементи обводяться кольоровими нитками, що забезпечує високий рельєф і колірний ефект. Такі вишивки розміщають уздовж усього рукава поздовжніми або скошеними смугами від полички до краю рукава.
Велике багатство технік вишивання характерно для Вінницької області (Східного Поділля): низь, хрестик, вишивка штапівкою, настилання, верхошов (верхоплут), зерновий вивід, вирізування; різноманітні види чорних, білих і кольорових мережок. Поряд з основними швами застосовуються і допоміжні — вишивка штапівкою, шов «уперед голкою», контурні шви, якими обрамляють і з'єднують окремі елементи композиції.
Чоловічі сорочки тут двох типів: «до уставки» і тунікоподібні з високим стоячим коміром. У тунікоподібних сорочках вишиваються коміри, пазухи, краї рукавів та всі шви.
Рубаха, рубашка — тут означає сорочку з грубшого полотна і взагалі сорочку гіршої якості.

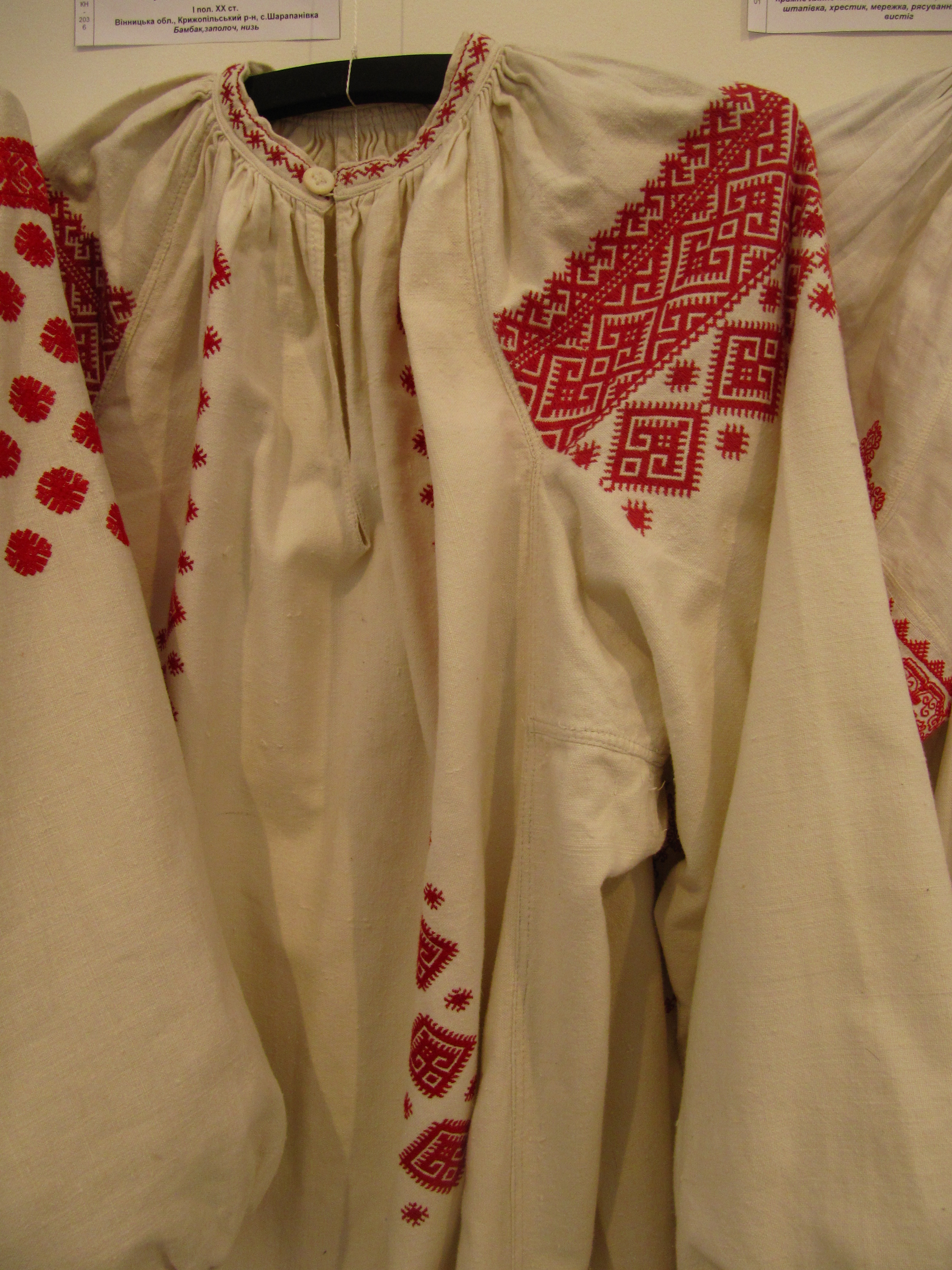
1 половина 20-го ст. Вінницька обл. Крижопільський р-н, с. Шарапанівка.
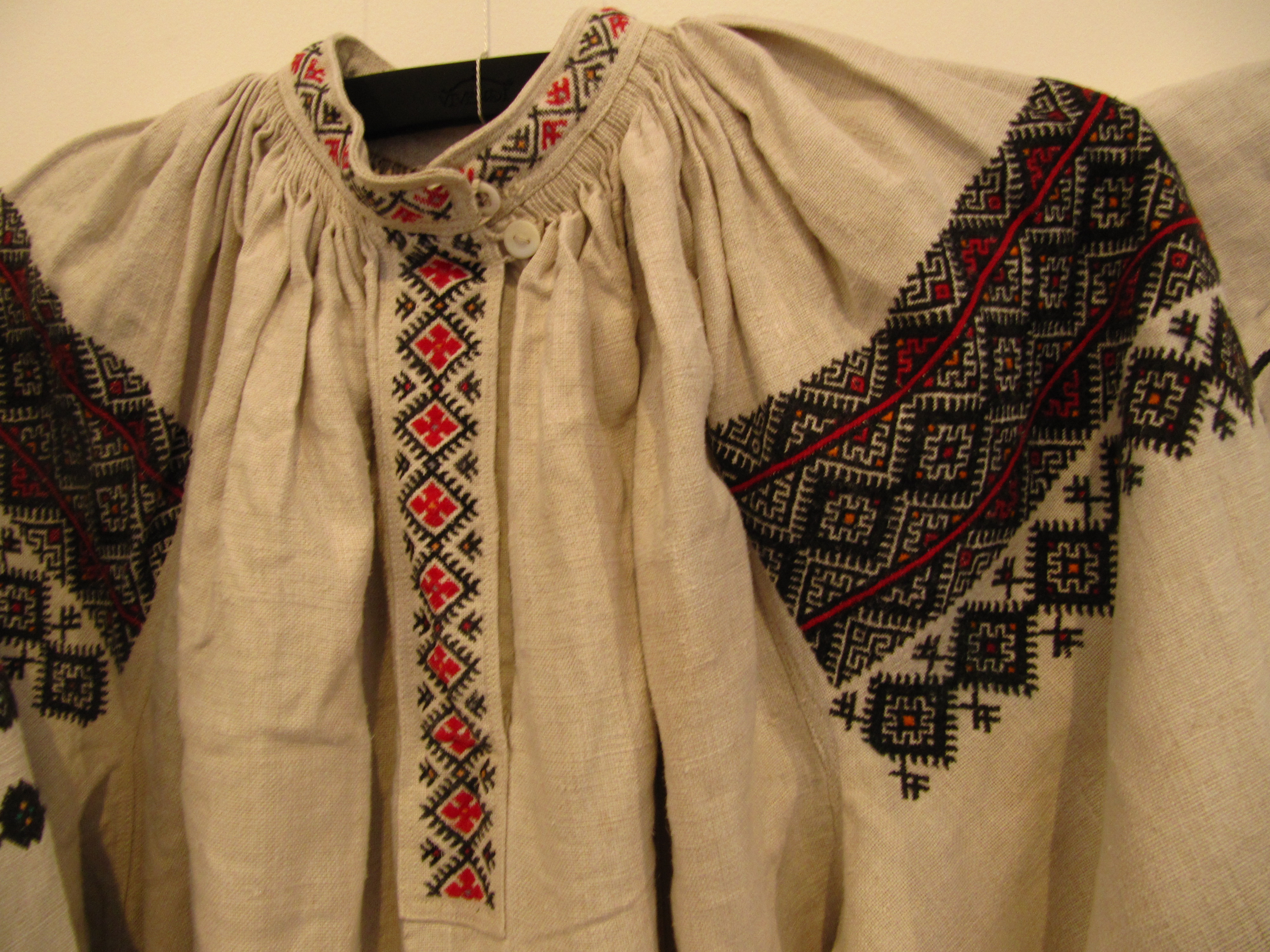
Жіноча сорочка до підточки. 1 половина 20-го ст. Вінницька обл. Теплицький р-н, с. Орлівка
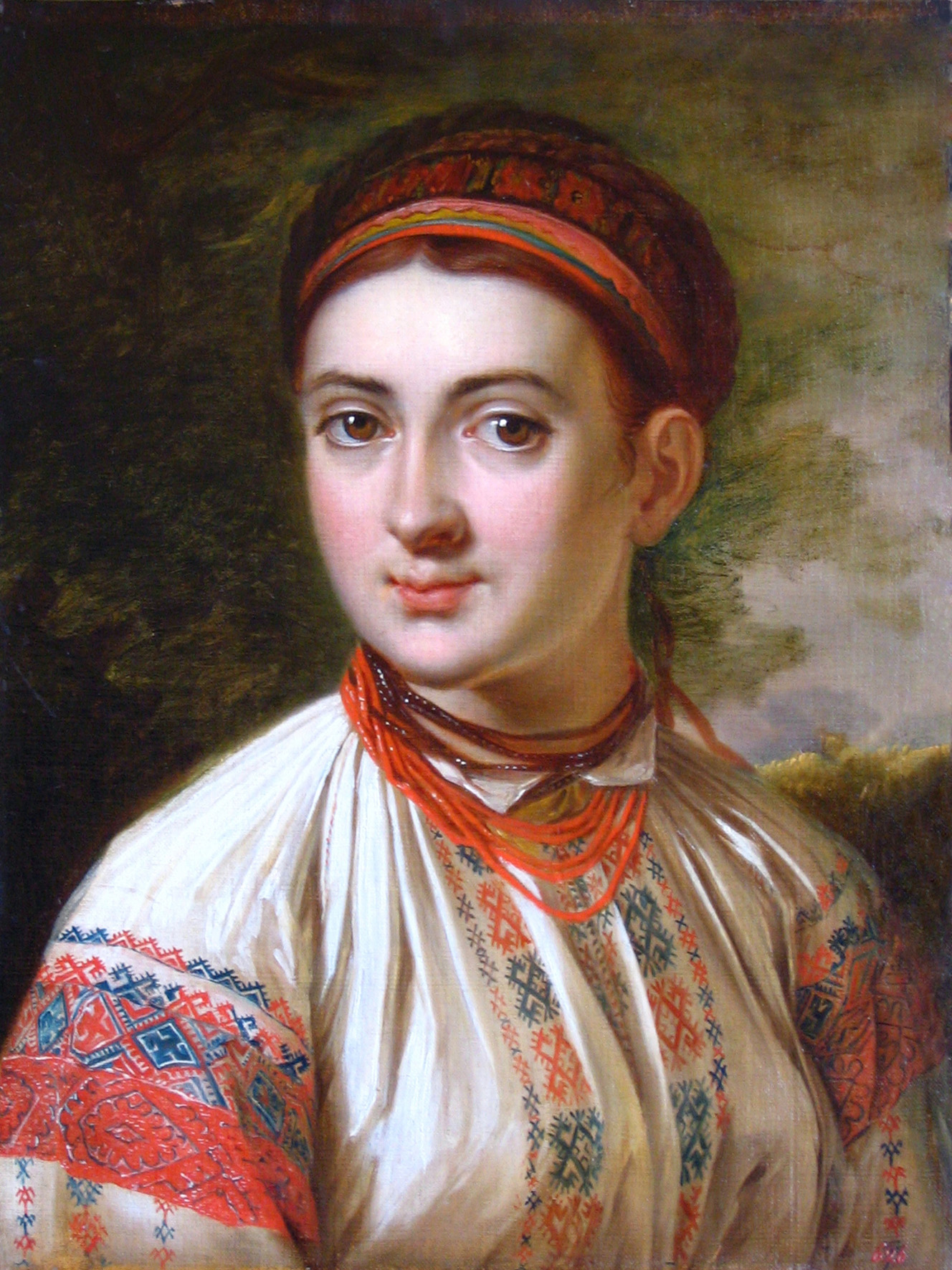
Подільська вишиванка. Василь Тропінін 1804
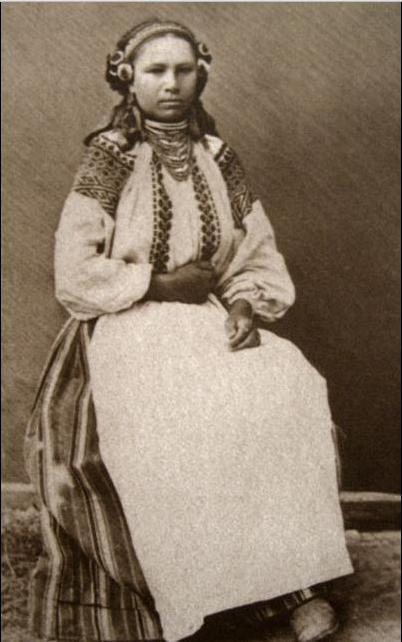
Кам'янець-Подільський. Традиційна подільська сорочка
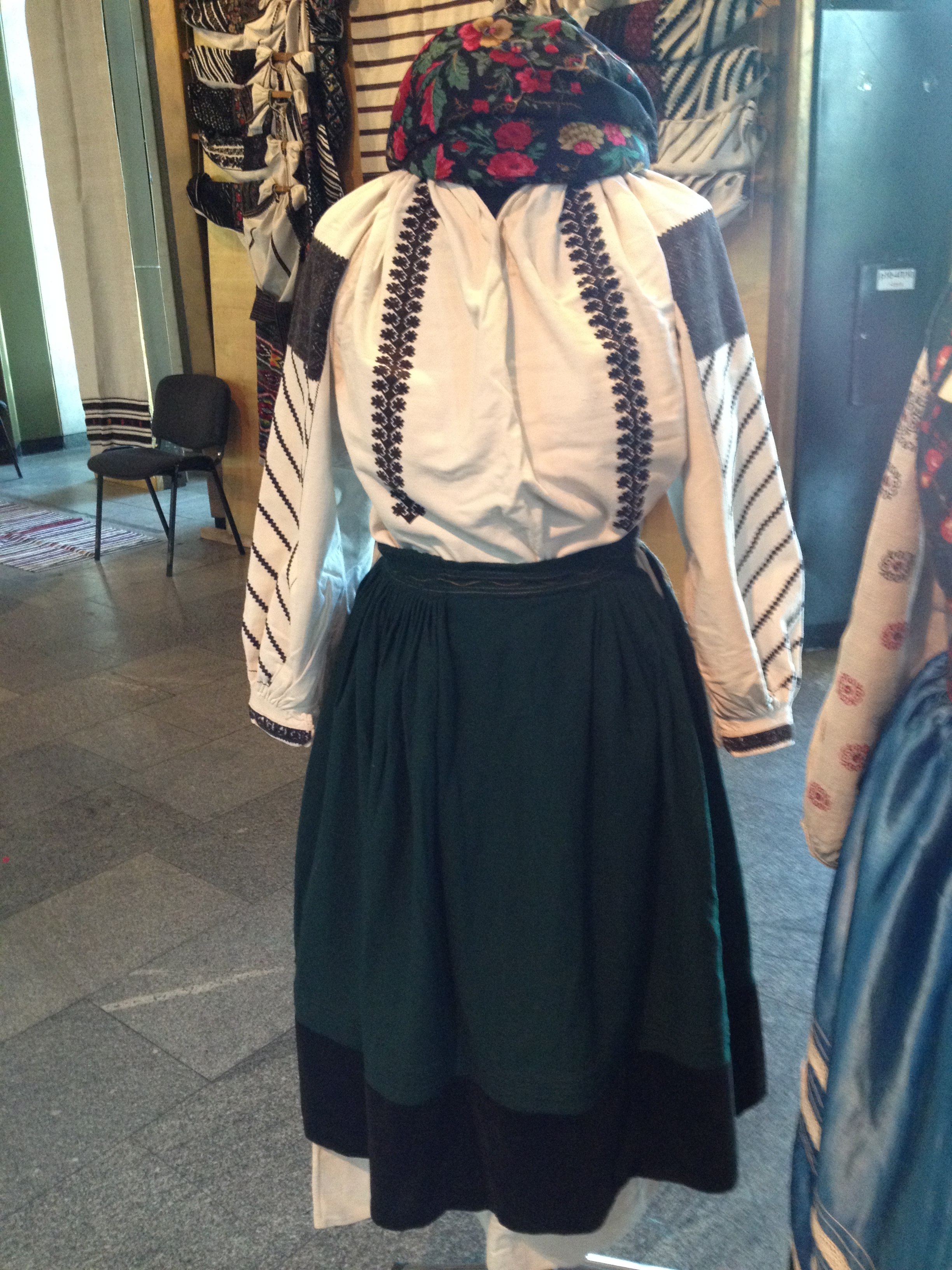
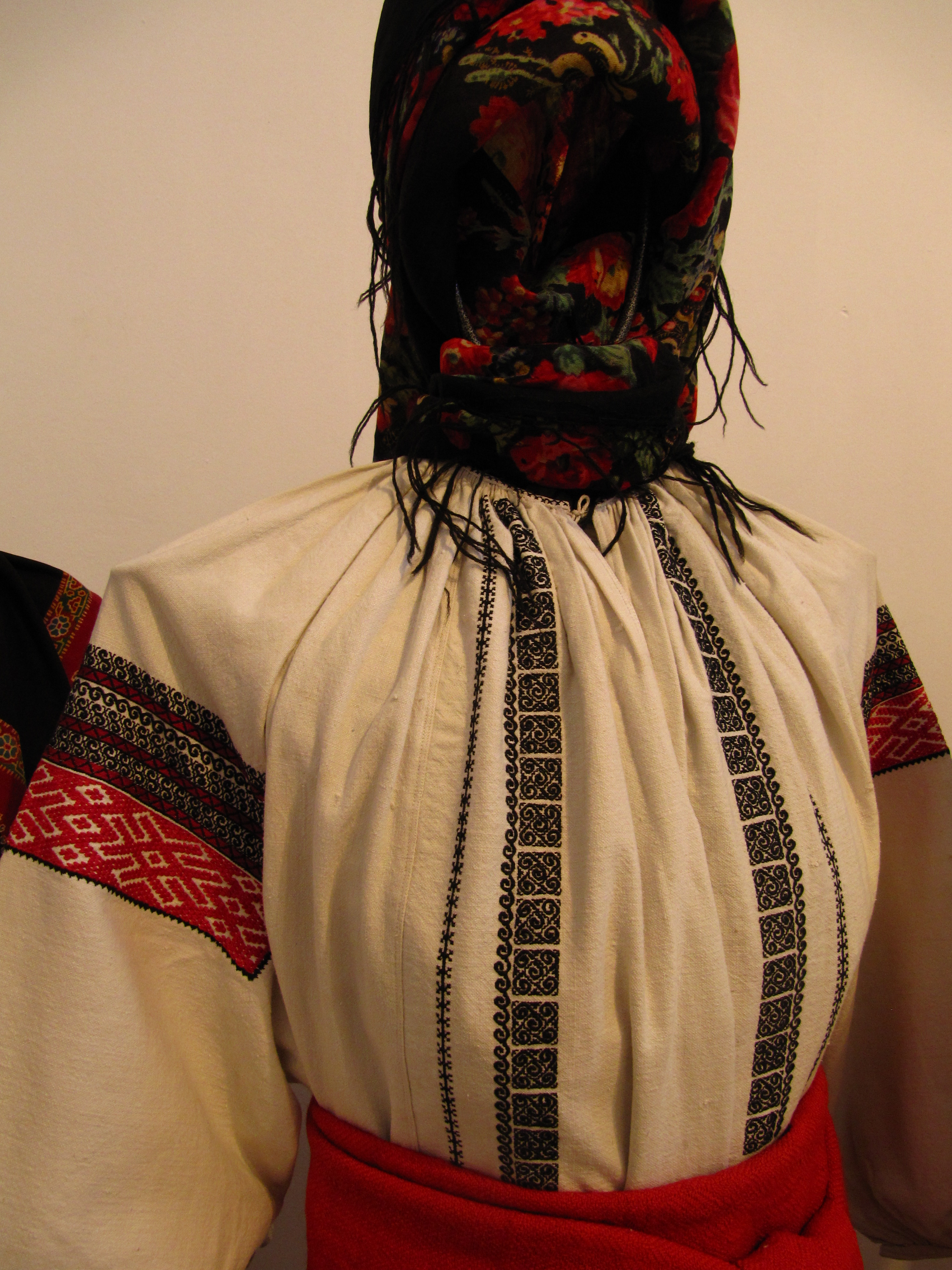
Костюм жіночий. Кінець 19-го ст. — початок 20-го ст. Вінницька обл. Могилів-Подільський р-н.
Зх. Поділля (Придністрянська частина)

### Вишиванка Буковини
Буковинська жіноча вишиванка поділяється на святкову та буденну (робочу) сорочку. Які відрізняються кроєм та кількістю оздоблення.
Святкова сорочка шилася з трьох пілок, ширина її в залежності від ширини пілок була 1,40 — 1,60 м.
Частини сорочки: рукав (верхня частина — морщинка), плечико (в гуцулів — уставка), пахи, станок. Особливістю цих сорочок є те, що плечико вдвічі або втричі вужчі за сам рукав і пришивається спочатку до рукава, а потім все разом паралельно до станка, так що плечики пришиваються до отвору на шию і вже тоді все разом стягується ниткою утворюючи зморшки.
Вишивка плечиків становить 10-20 см. Зверху на пелені рукава знаходиться вишите пасмо іншим кольором та іншою технікою (морщинка). Це пасмо однобарвне, найчастіше — жовте, у селах над Дністром — зелені, зустрічаються також чорної, білої, сріблистої, та червоної. Інколи це пасмо обшивається волічкою іншого кольору або нашиваються блискучі золочені або посріблені цятки.
Сама пелена рукава вишивається трьома повдовжніми пасмами. Ц і три пасма можуть бути однакові, або центральне пасмо має домінуючу роль і може бути вишите осібним візерунком, а два бічні вужчі пасма (вилянки) однаковим візерунком.
Інший спосіб прикраси пелени рукава становлять скісні пасма. Рукав внизу призбираний, як і розріз на шию або лише ниткою, або роблять ще й цирку. На грудях і на спині з обох боків вишивають поздовжні пасма з окремих елементів, які йдуть один під одним або суцільними смугами.
Вишивки рукавів гуцулів густіші, там пасма поздовжні або скісні розміщені дуже близько одне біля одної або ціла площина рукава заповнені нейтральним візерунком. Такі рукави називаються писані, вони зустрічаються рідше і то лише в заможних людей. Найчастіше вишивають вгорі рукава поперечну смужку. Рукави гуцулів завжди стягнуті при кінці — циркою, а нижче неї розташоване ще одне різнобарвно вишите пасмо, яке становить якби манжет. Гуцульські сорочки мають однаковий крій з сорочками русинів з буковинського поділля.
У святковій сорочці застосовують такі фарби: чорну, білу, кармазинову, циноброву, цитринову, помаранчеву, синю і зелену (темну і ясну). На початку 20-го ст. природні барвники почали заміняти штучними і від цього втрачалися традиційні барви і якість виробу.
Хлоп'янка
Хлоп'янка це простіша за кроєм жіноча сорочка, яка вдягалася на кожний день. Крій хлоп'янки: До станка з суцільного полотнища пришиваються по основі прямі рукави. З боків пришиваються рівні бочки з половини пілки. Зверху розрізається отвір для шиї та пазуха. Рукава внизу не призбируються. Оздоблюється така сорочка лише в місцях пришиття рукава до станка вузькими смужками та спереду і ззаду на спині, зліва і справа йдуть дві поздовжні смужки. Інколи прикрашали також низ рувава та подолок сорочки. Гуцульські хлоп'янки мають призбирані внизу рукави і вишивку на плечиках, яка складається з кількох поперечних смужок. Хлоп'янки вишивають одним кольором (червоним, синім, чорним) або двома-трьома (чорно-червоні; чорно-червоні-жовті)
Вишивають заполоччю, шовком та волічкою. Мережка називається — цирка, виконується білими нитками або й кольоровою.
Візерунки: в буковинських вишивках використовуються геометричні візерунки (в гуцулів) або сильно геометризовані рослинні візерунки (в русинів поділля)
Основними стібками є: низинка, настилування, вирізування, косичка, ланцюжок, соснівка, перетикання, стебнівка. Основною технікою є низинка.
«Я свекрусі поклонюся,
Свекрусі з поклоночком,
З чорним шовком сорочечку. (З весільної обрядової пісні с. Отаки, Хотинщина)»

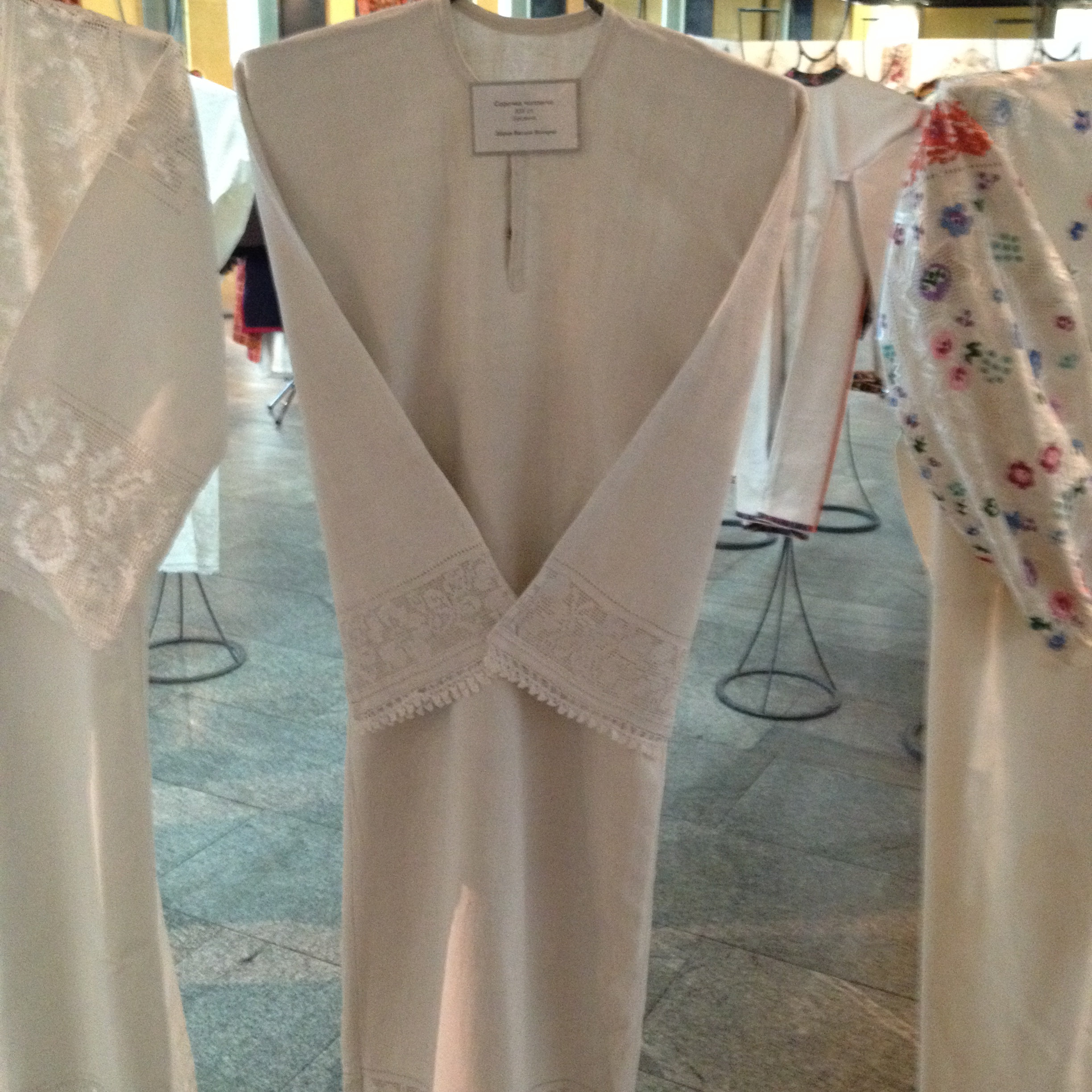
Буковинський стрій
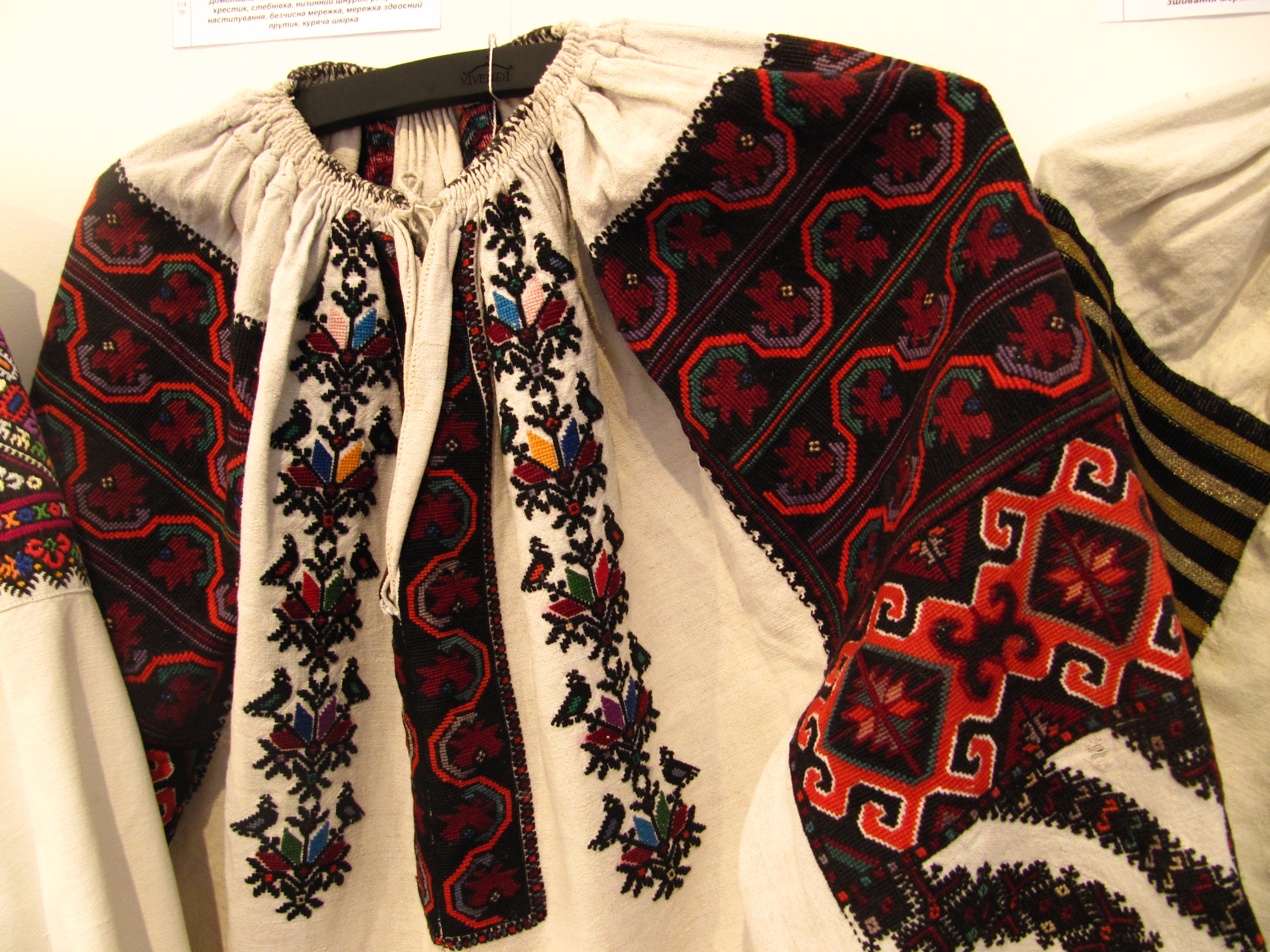
Жіноча сорочка. Поч. 20-го ст. Чернівецька обл. Заставнівський р-н, с. Репужинці
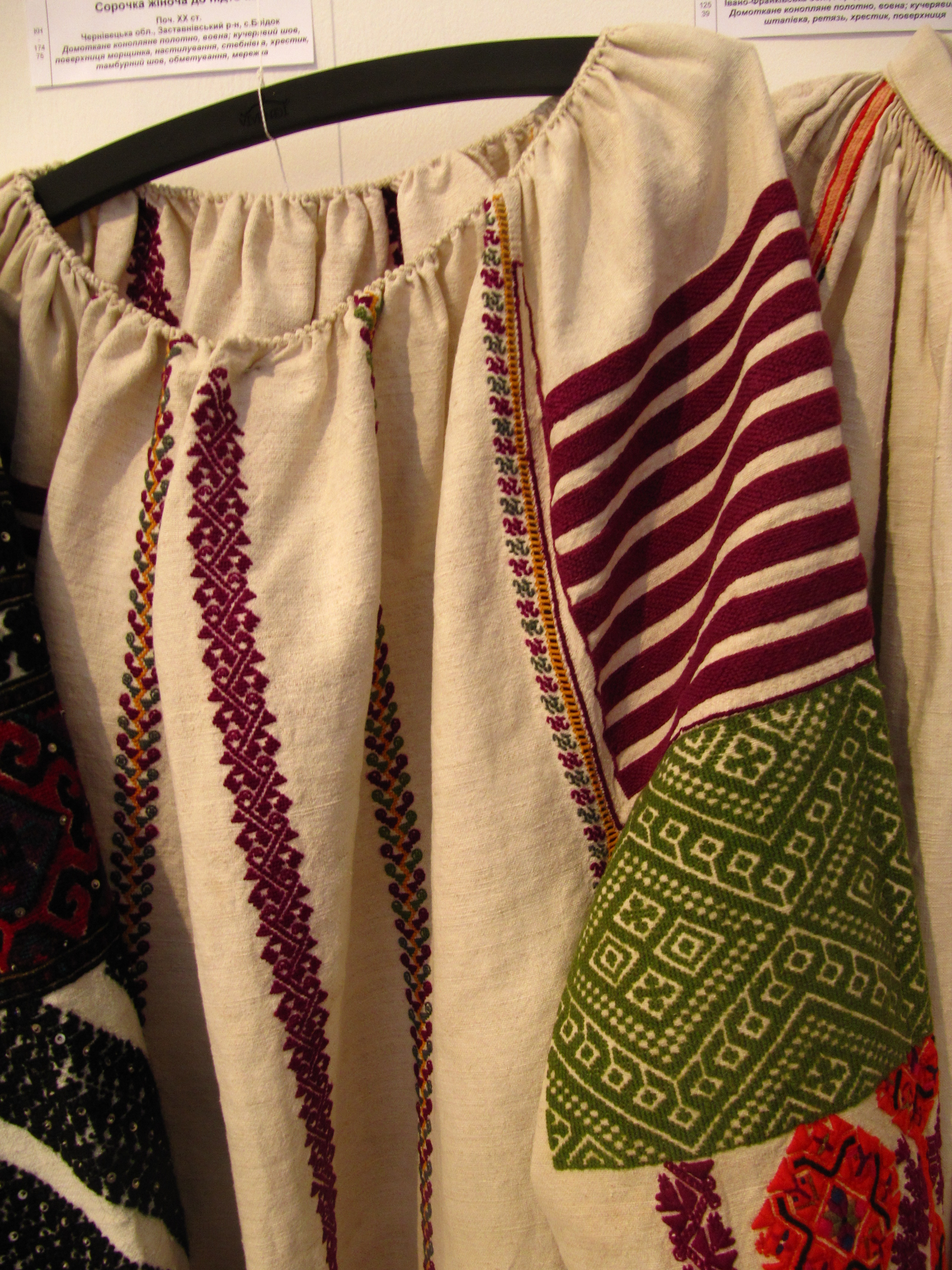
Жіноча сорочка до підточки. Початок 20-го ст. Чернівецька обл. Заставнівський р-н, с. Брідок
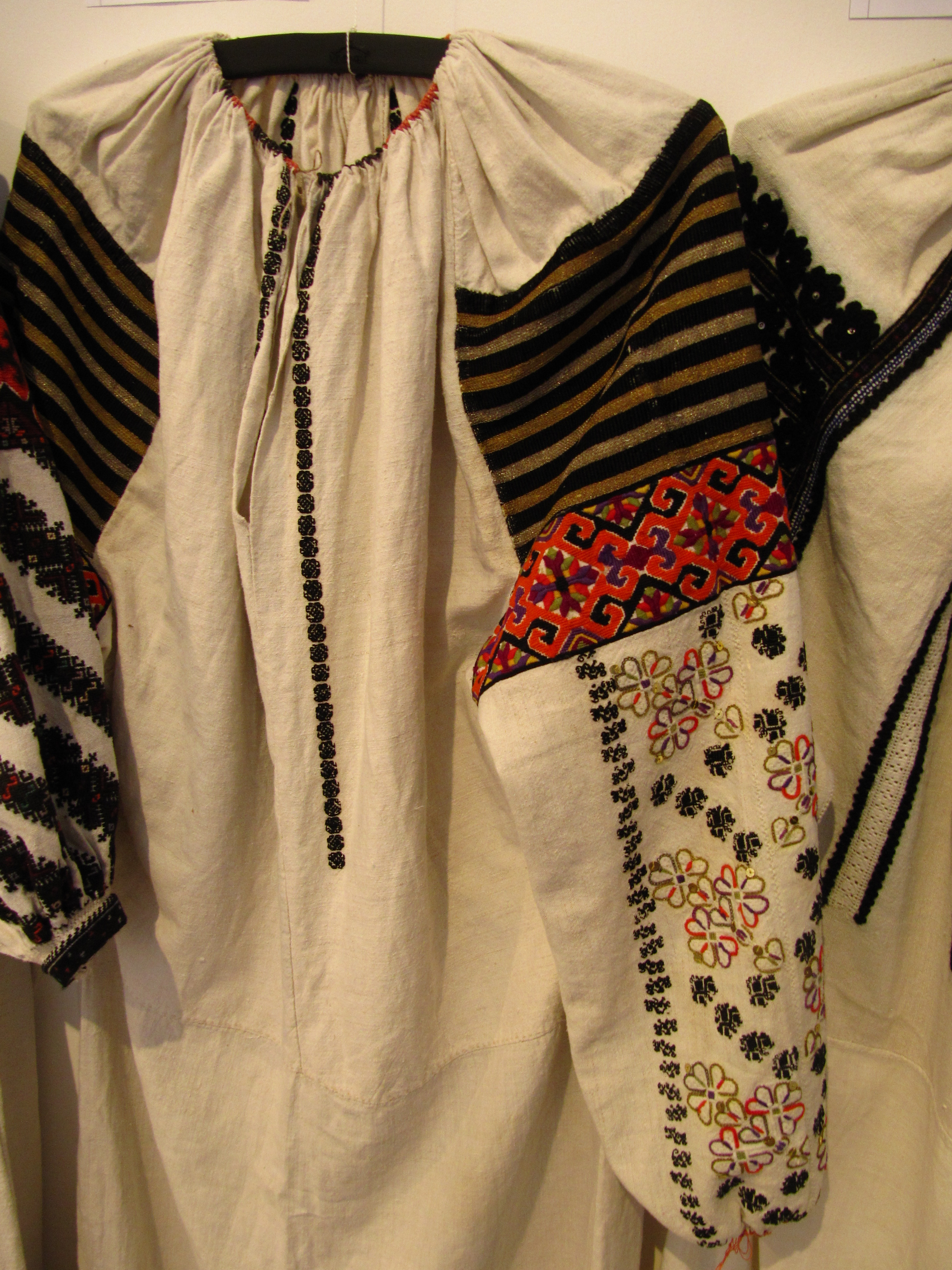
Жіноча сорочка до підточки. Поч. 20-го ст. Чернівецька обл. Заставнівський р-н.
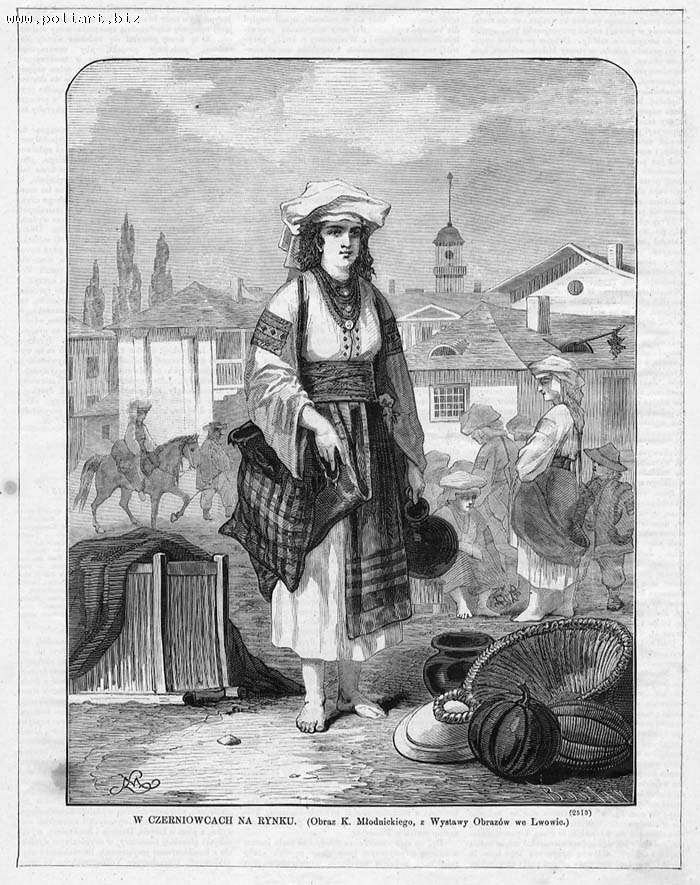
Чернівці 1873

Буковинська вишиванка з музею в Сучаві (1851—1900)
Гуцульська [Архівовано 22 жовтня 2014 у Wayback Machine.]
Гуцульська [Архівовано 23 жовтня 2014 у Wayback Machine.]
1876-1900 [Архівовано 23 жовтня 2014 у Wayback Machine.]
 [Архівовано 22 жовтня 2014 у Wayback Machine.]
 [Архівовано 22 жовтня 2014 у Wayback Machine.]
 [Архівовано 23 жовтня 2014 у Wayback Machine.]
1876-1900 [Архівовано 23 жовтня 2014 у Wayback Machine.]
1851
Карпатська [Архівовано 23 жовтня 2014 у Wayback Machine.]

Карпатська 1890 [Архівовано 23 жовтня 2014 у Wayback Machine.]
1901-25 [Архівовано 23 жовтня 2014 у Wayback Machine.]
Карпатська 1851—1875 [Архівовано 22 жовтня 2014 у Wayback Machine.]
1876-1900 [Архівовано 23 жовтня 2014 у Wayback Machine.]
1875
Карпатська 1851—1900 [Архівовано 23 жовтня 2014 у Wayback Machine.]
Брашов 1875

### Вишиванка Покуття
Чоловіки носили довгу лляну сорочку поверх штанів з вузьким комірцем — стійкою, який був вишитий шовком або шерстю. Молоді хлопці носили сорочки, також ще й вишиті спереду.
«Там іде селянин з косою на рамені в солом'янім капелюсі та тільки довгій по кістки сорочці, підперезаній ремінцем.» (Яків Головацький, 1834 р.)
Жінки носили сорочки з грубого лляного полотна. Святкова сорочка зверху була з тонкого полотна і підточка з грубшого. Сорочки мали вузький комірець — стійку та вишиті були на комірці і на манжетах (дудах). Сорочки були вишиті також на поликах шовком або шерстю. Святкова сорочка була вишита широкими смугами на «поликах». Традиційними кольорами були світлий та темний зелений, жовтий, чорний, червоний. В заможних жінок та в дівчат були вишиті цілі рукави спереду («вишивані рукави»).
«Вишивці уставок дівчатка привчаються вже змалку. Семирічна дівчинка бере голку і починає шити заполоччю або волічкою, а пізніше подорослішавши збирає, стебнує, мережить, вишиває вставки по різних візерунках, придуманих відповідно до народного смаку: в хрестики, полиці, коники, церковці, капки (розетки). Дівочі сорочки були до уставки, зі зборами. Пазуха була вишита двома смужками, уставки були вишиті кольоровими нитками. Широкі рукави буки розшиті кольоровими капками (капані рукавці).»
Назви покутських візерунків : проскурчесті, кучері звіздаті, від вусатих різки, качори, від макових різки, чубаті, вусаті цілі, клинчасті головочки, сливкові цілі, рожеві, купчасті, лабаті, копитці, шестаки, сповпчесті, качористі цілі, колістні, копичасті, зерняткові, чубаті, черковці, сливкові.

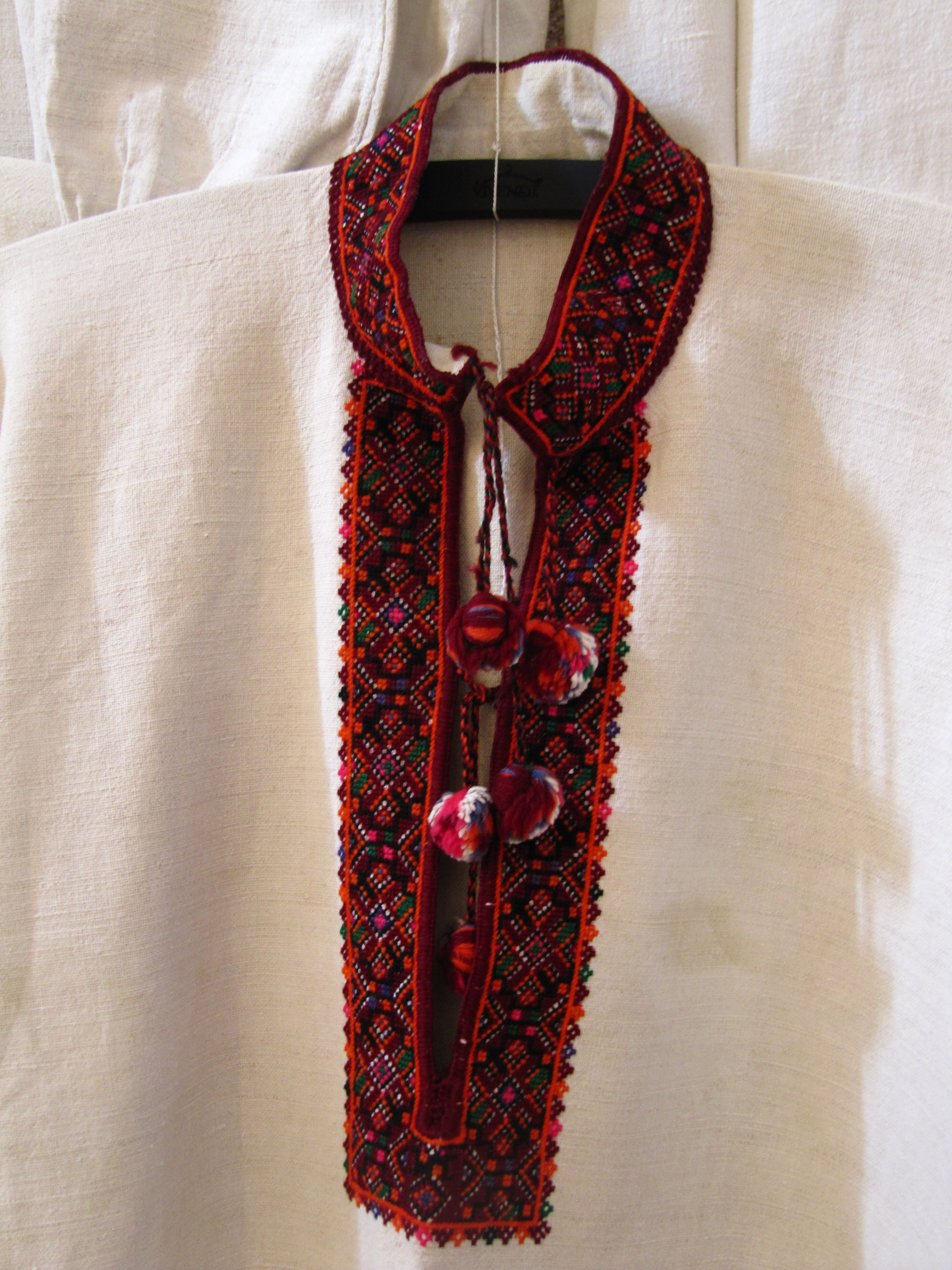
1920-30 рр. Івано-Франківська область. Тлумацький район. с. Герасимів.
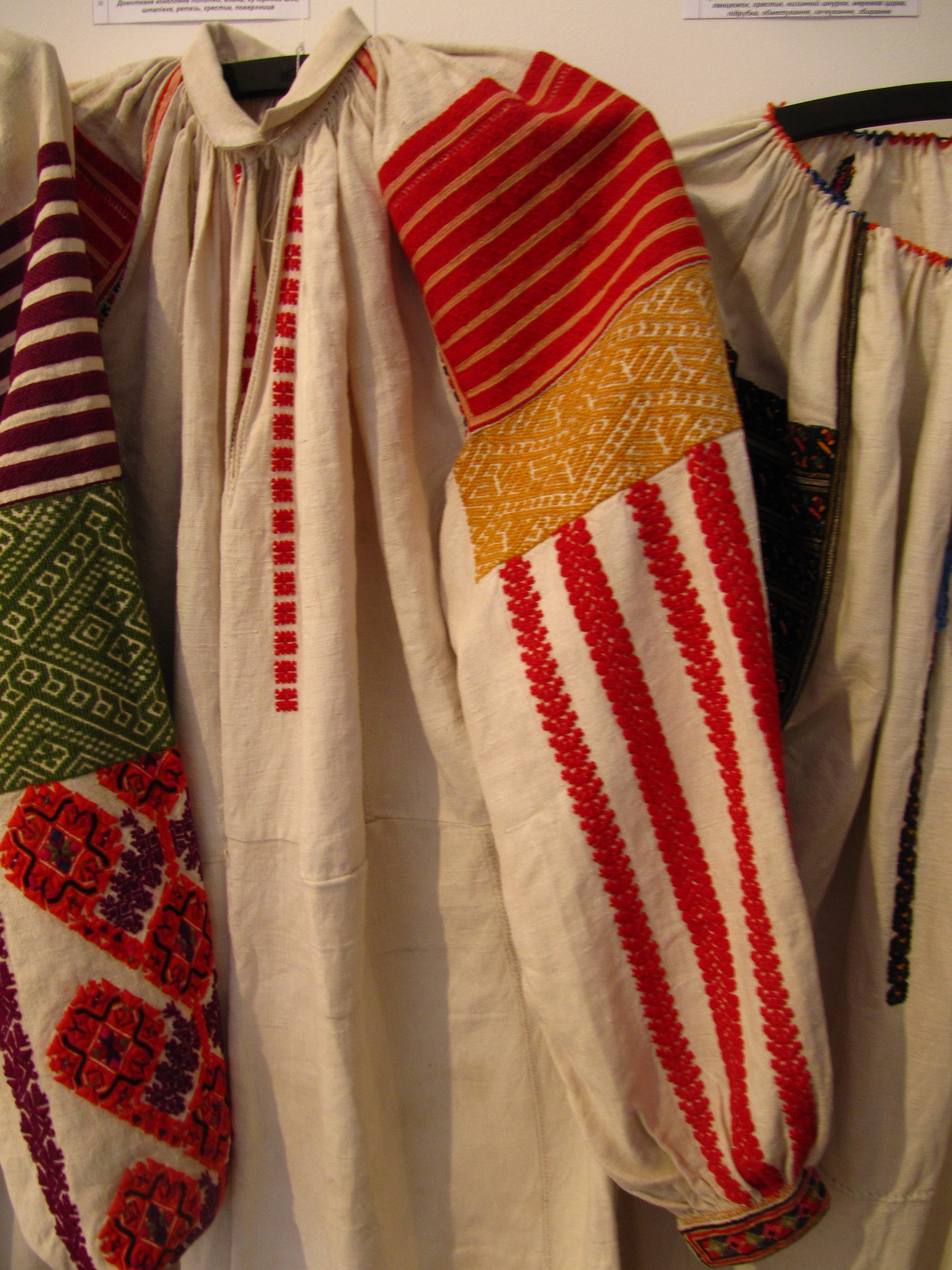
Жіноча сорочка. Початок 20-го ст. Івано-Франківська обл. Городенківський р-н, с. Серафинці
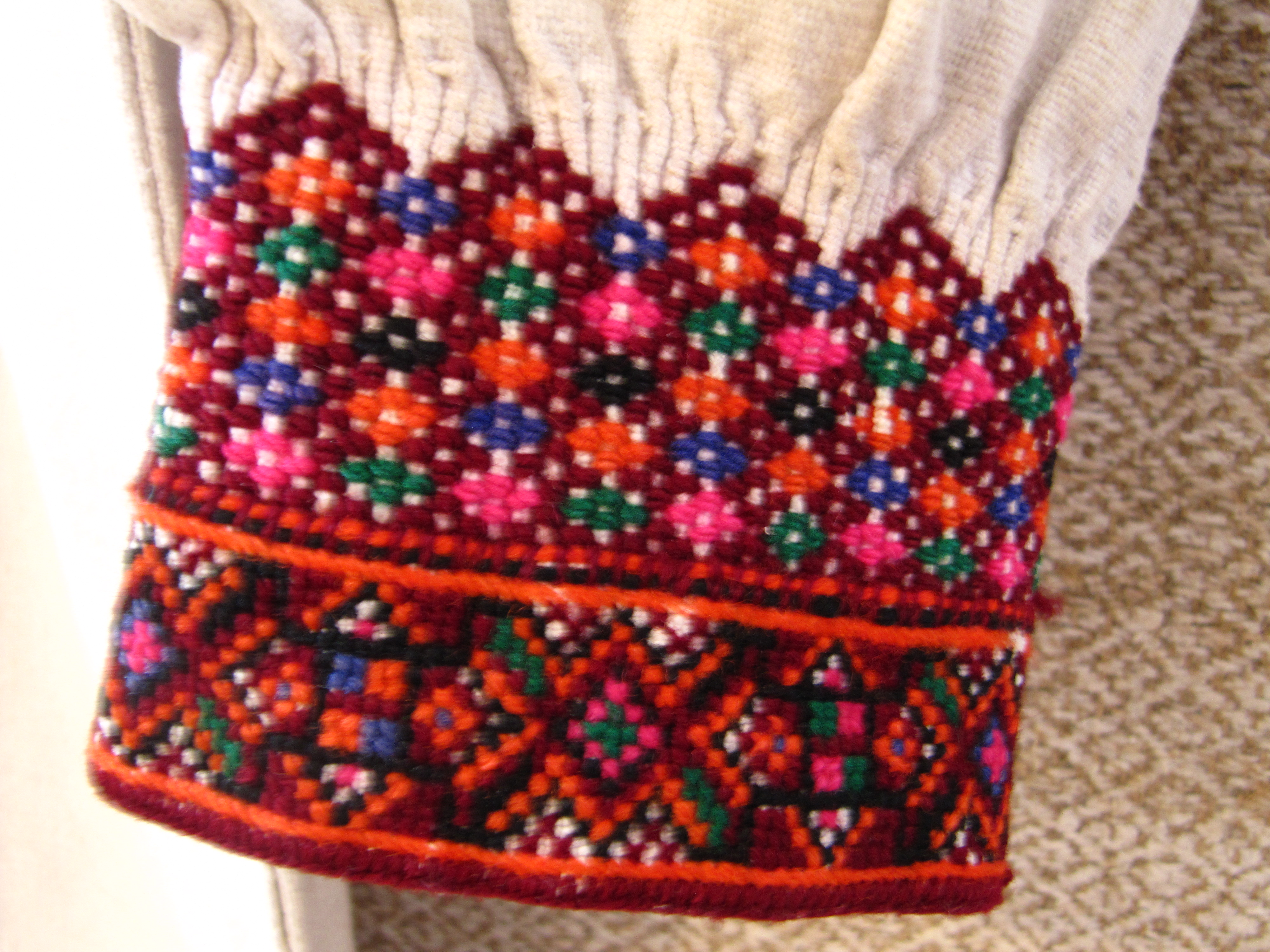
1920-30 рр. Івано-Франківська область. Тлумацький район. с. Герасимів.
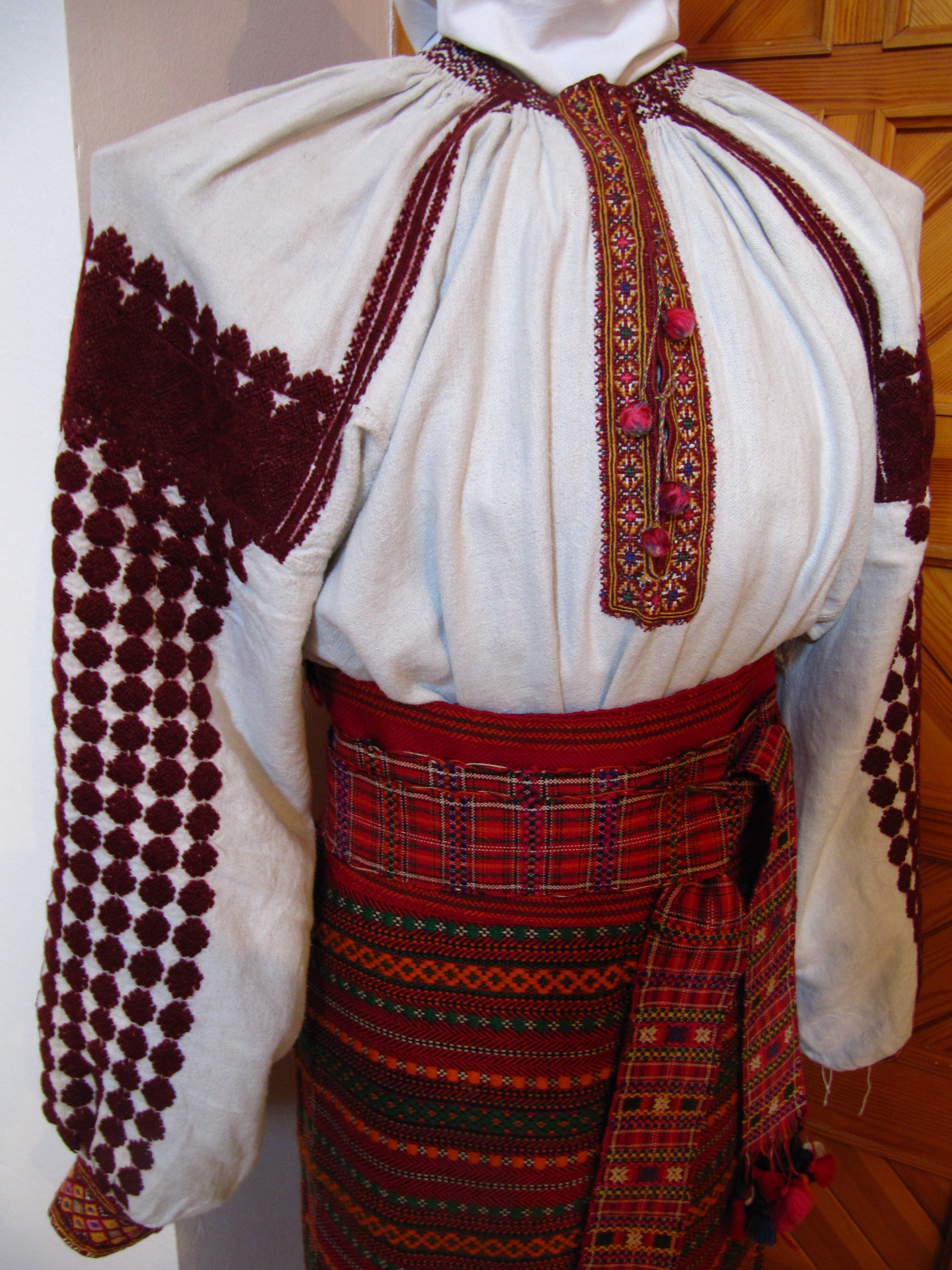
Костюм жіночий. Кінець 19 ст. — початок 20-го ст. Івано-Франківська обл. Городенківський р-н.
Рукав сорочки вишитий шовком.
Мотиви:1 Церковці (с. Торговиця),2 Сливкові (с. Сокілець), 3 Рожеві (м. Городенка), Обшивка хрестова (с. Ясенів Пільний)
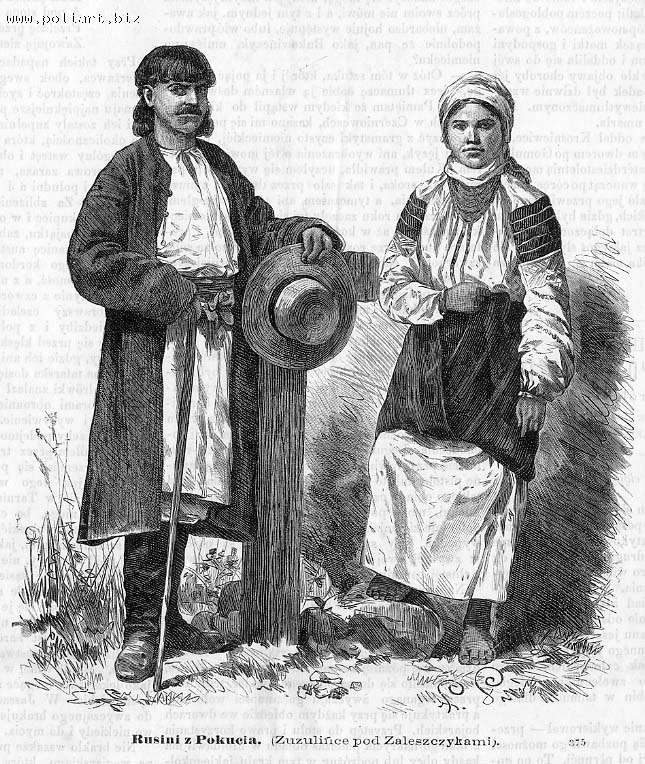

### Гуцульська вишиванка
Чоловіча сорочка гуцулів та бойків.
Сорочка була на спині гладка, без зборів та коміра. Крій такої сорочки надзвичайно простий. На спині її підшивають нашивкою.
Швея брала полотно, складала його пополовині на потрібну довжину. Тоді посередині робила розріз поперек (на шию) і невеликий розріз вздовж полотна. Ці розрізи обшивалися складеною вдвоє смужкою полотна — обшивкою. Перший розріз був замість коміра, другий — пазуха. Потім з половини полотна викроювала рукави. Внизу до сорочки пришивались два клини з обох сторін подолка сорочки. І під рукавами пришивались два невеличкі клини. Вишивали таку сорочку по швах на плечах, обшивках, краї пазухи, рукавів та подолку. Для вишивки брали червоні або сині нитки, рідше вишивали чорним або зеленим шовком. Такі сорочки носили поверху штанів та підперезували широким чересом.
«Типові орнаменти гуцульських взірців є дуже красивими і передаються з покоління в покоління» Раймунд Каіндл
Вишивку білим по білому використовували на Гуцульщині для буденних сорочок, а саме для оздоблення швів. Шов по тканині називався — кукли, а «мережковий» — циркування. Кольорові вставки вишивалися суто на лляному полотні та вишивалися переважно чорними та червоними барвами з додаванням жовтої та рідше зеленої барви. Вже вишиті вставки пришивали до рукавів. Від полотна залежала вишивка: вона могла набирати квадратного або ромбоподібного вигляду. Для кольорової вишивки використовували чотири основних шви.
Чоловічі сорочки шилися переважно циркою по всіх швах або вишивалися вузькими кольоровими стрічками біля коміра та внизу рукавів, а також біля пазухи. Жіночі сорочки вишивалися широкими смугами зверху рукавів і рідше самі рукави.
«Два кольори мої, два кольори, Оба на полотні, в душі моїй оба, Два кольори мої, два кольори: Червоне — то любов, а чорне — то журба….»
Пісня на слова Дмитра Павличка відома кожному коломиянину з дитинства. Поет, уродженець цих країв, описує традиційну українську вишиванку, яка здавна виконувалась у двох кольорах — червоному та чорному — характерними для нашого краю. Це найпоширеніші кольори в українській вишиванці, що асоціюються з радощами та печалями.
Гуцульські вишивки початку 20-го ст. характеризуються розмаїтістю геометричних і рослинних візерунків, безліччю композицій, багатством сполучень кольорів, головним чином червоного з жовтим і зеленим, причому домінує червоний колір. Два або три відтінки жовтого кольору прояснюють вишивку і додають їй золотавий відблиск. Сорочки святкові в жінок були вишиті на передпліччях або цілі рукави.
Назви гуцульських візерунків: купчасті різки, саметові, веснові, варварки, звіздові, волові очі, волошки, рожеві, павені, цвітні, хрести звіздові, макові, лабаті, скринкові, перлові.

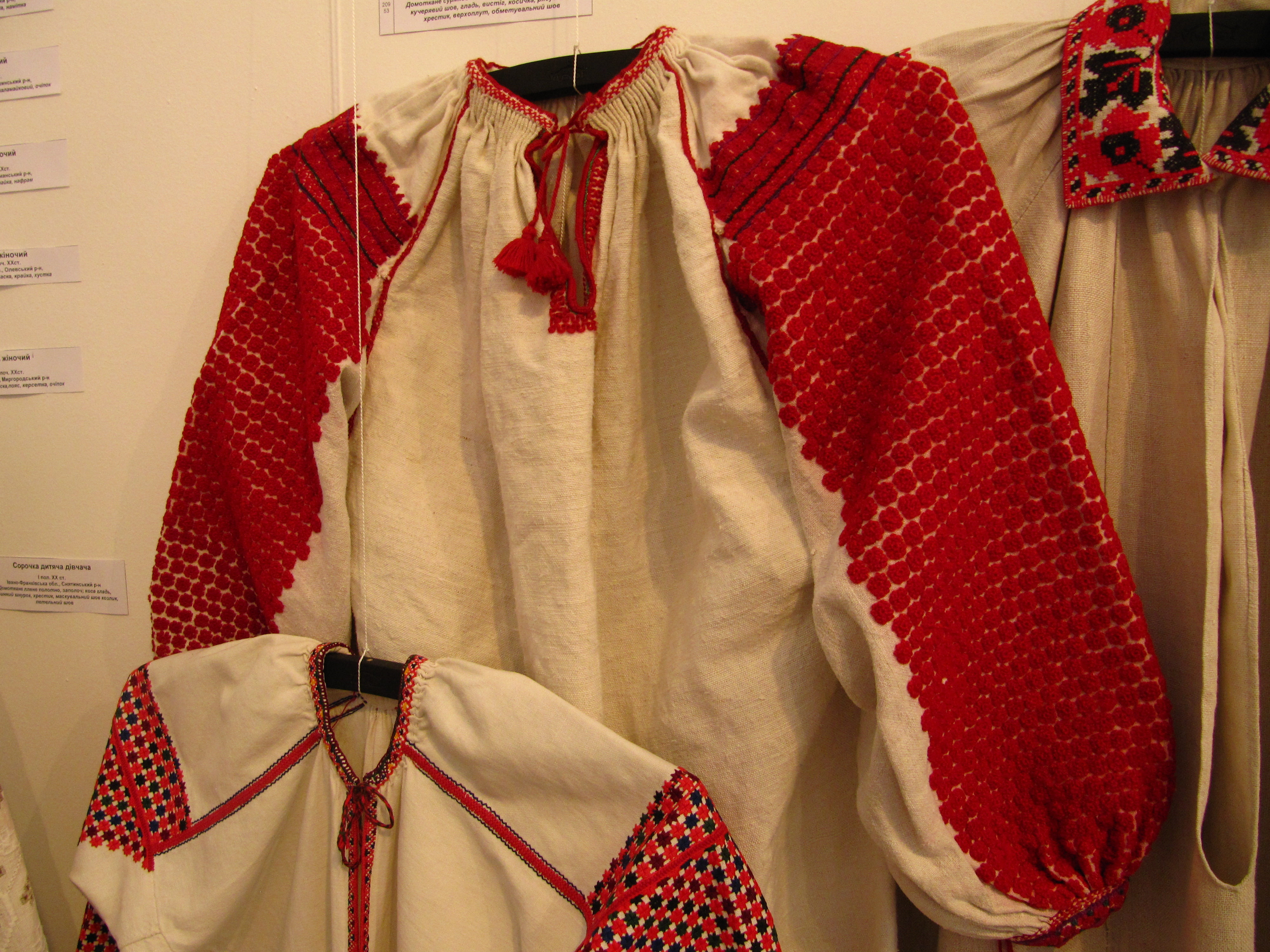
Жіноча сорочка. 1 половина 20-го ст. Івано-Франківська обл. Косівський р-н, с. Вербовець
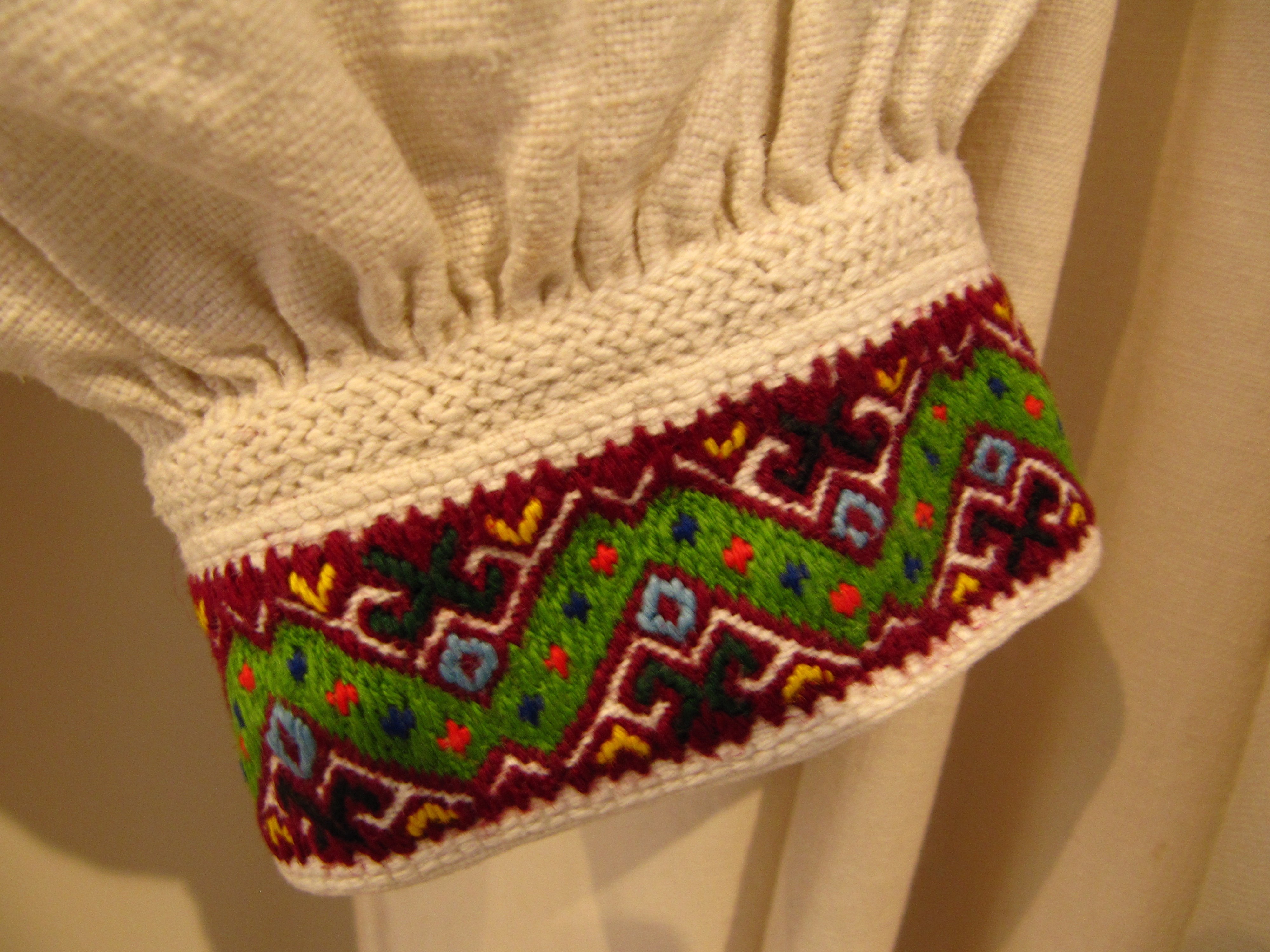
Жіноча сорочка. Початок 20-го ст. Івано-Франківська обл. Косівський р-н, с. Соколівка
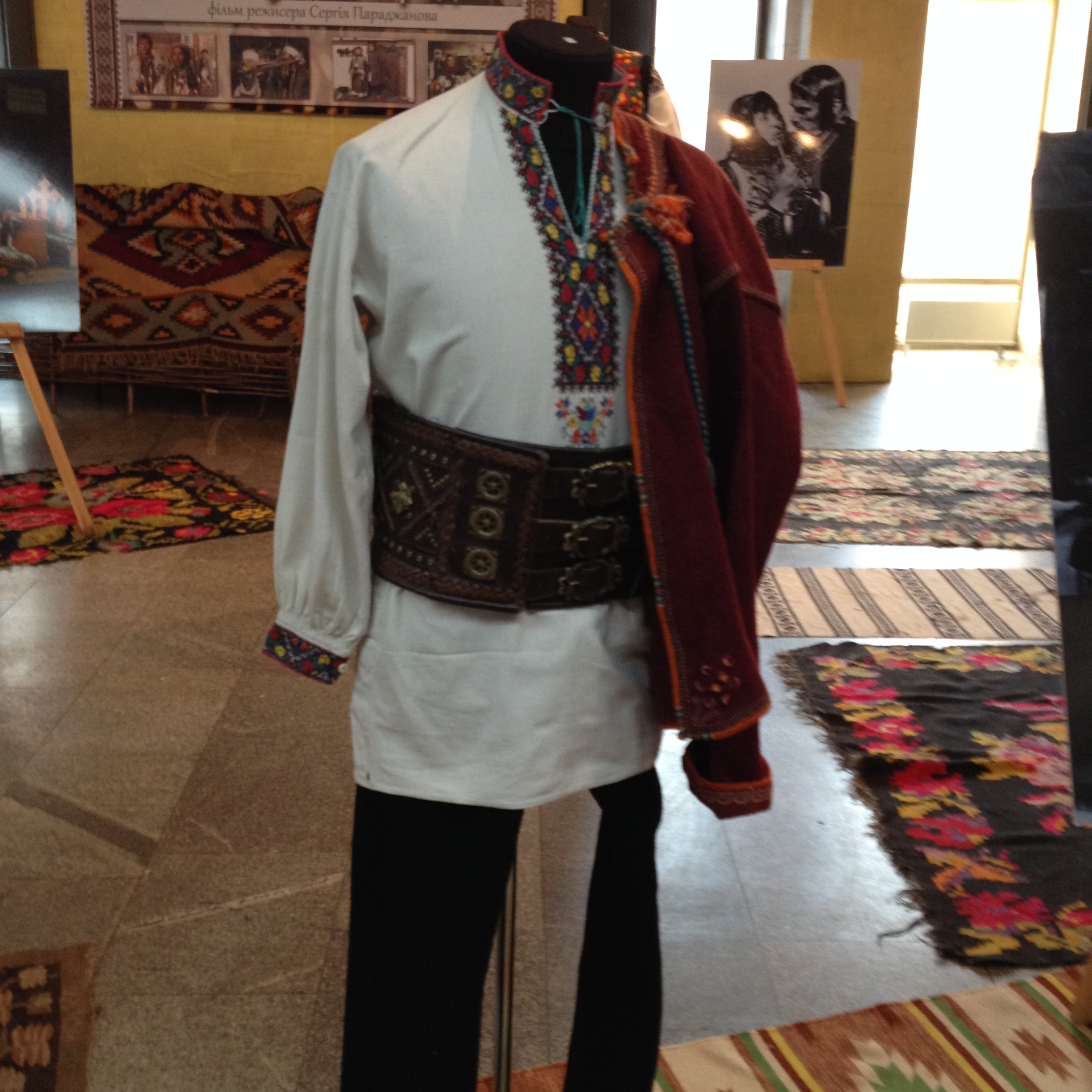
Мотиви: 1-2 Цвітні, 3 Рожеві, 4 Хрестові або Звіздаті (с. Жаб'є)
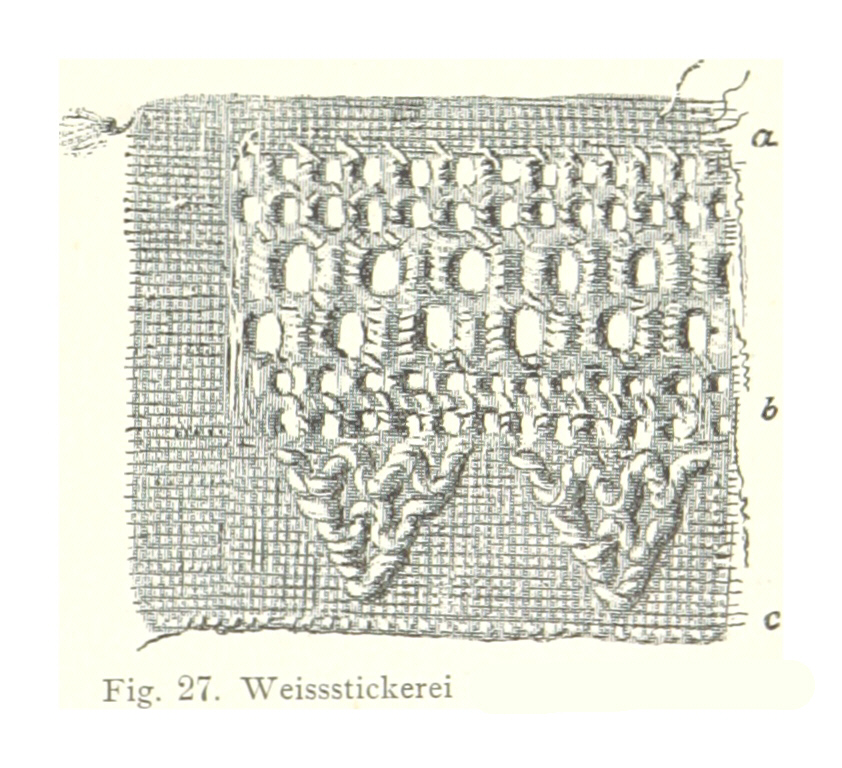
Гуцульська цирка
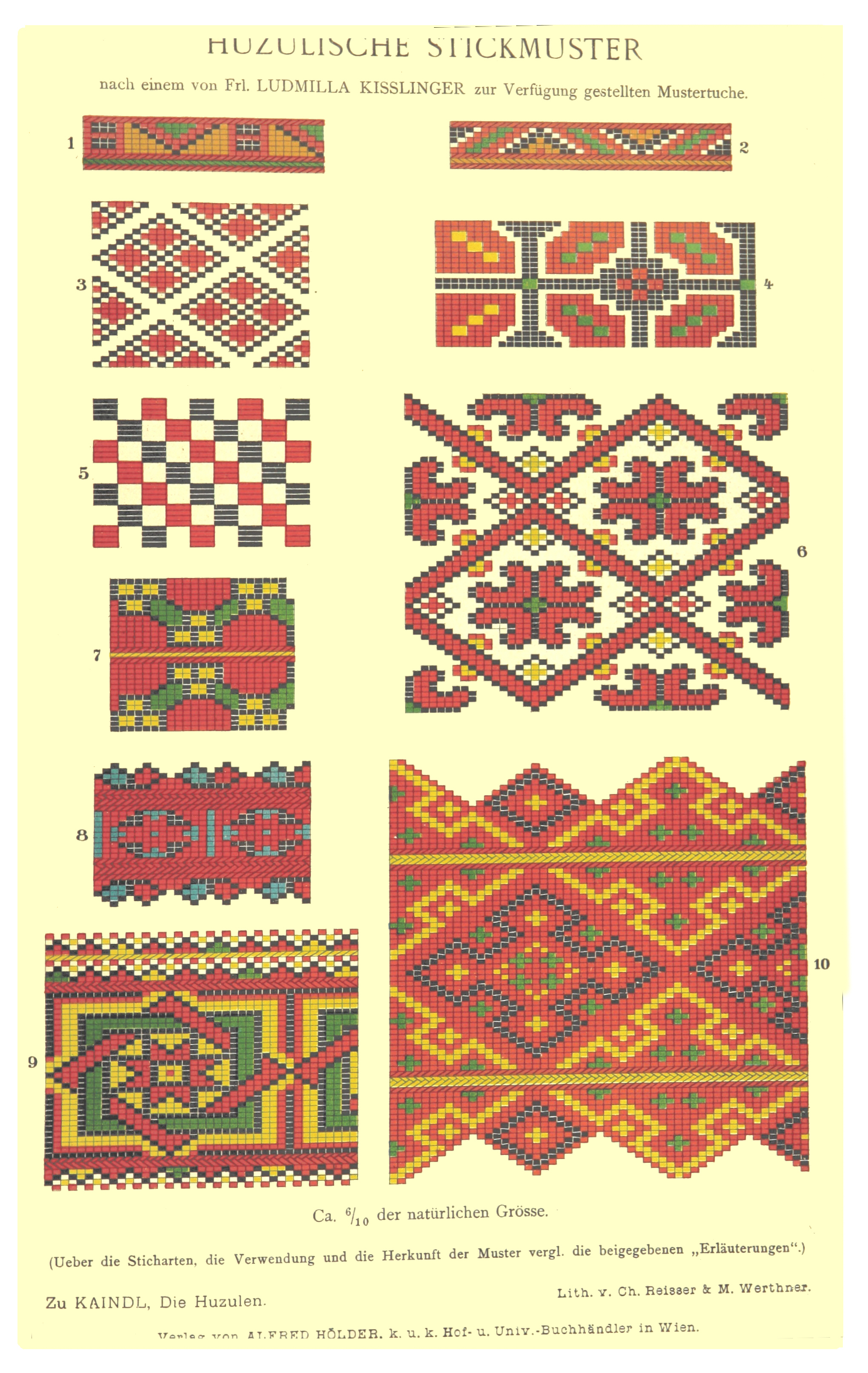
Гуцульські орнаменти (1/2 - чоловічі сорочки)

### Бойківська вишиванка
Бойківчанки носили сорочку з відокремленим станком, зібраним подолом та розрізом на спині. Сорочки вишивали на грудях в вигляді півкола.
Характерною рисою етнографічного району Карпат і Прикарпаття є велика кількість окремих частин регіону зі своїм колоритом. Кожне село відрізняється від інших своєрідністю вишивки, багатством орнаменту і неповторністю квітів.
У народній вишивці Львівської області використовуються різноманітні типи візерунків. У південних районах орнамент вишивок геометричний, біле тло не заповнюється, що додає візерункам прозорість і легкість.

### Закарпатська вишиванка
Для вишивок Закарпаття характерним є мотив зиґзаґ («кривуля») у різних техніках виконання. Колірна гама вишивок досить широка: червоний сполучається з чорним (при цьому виділяється один колір — чорний або червоний), застосовуються як білий, так і багатобарвний орнаменти.

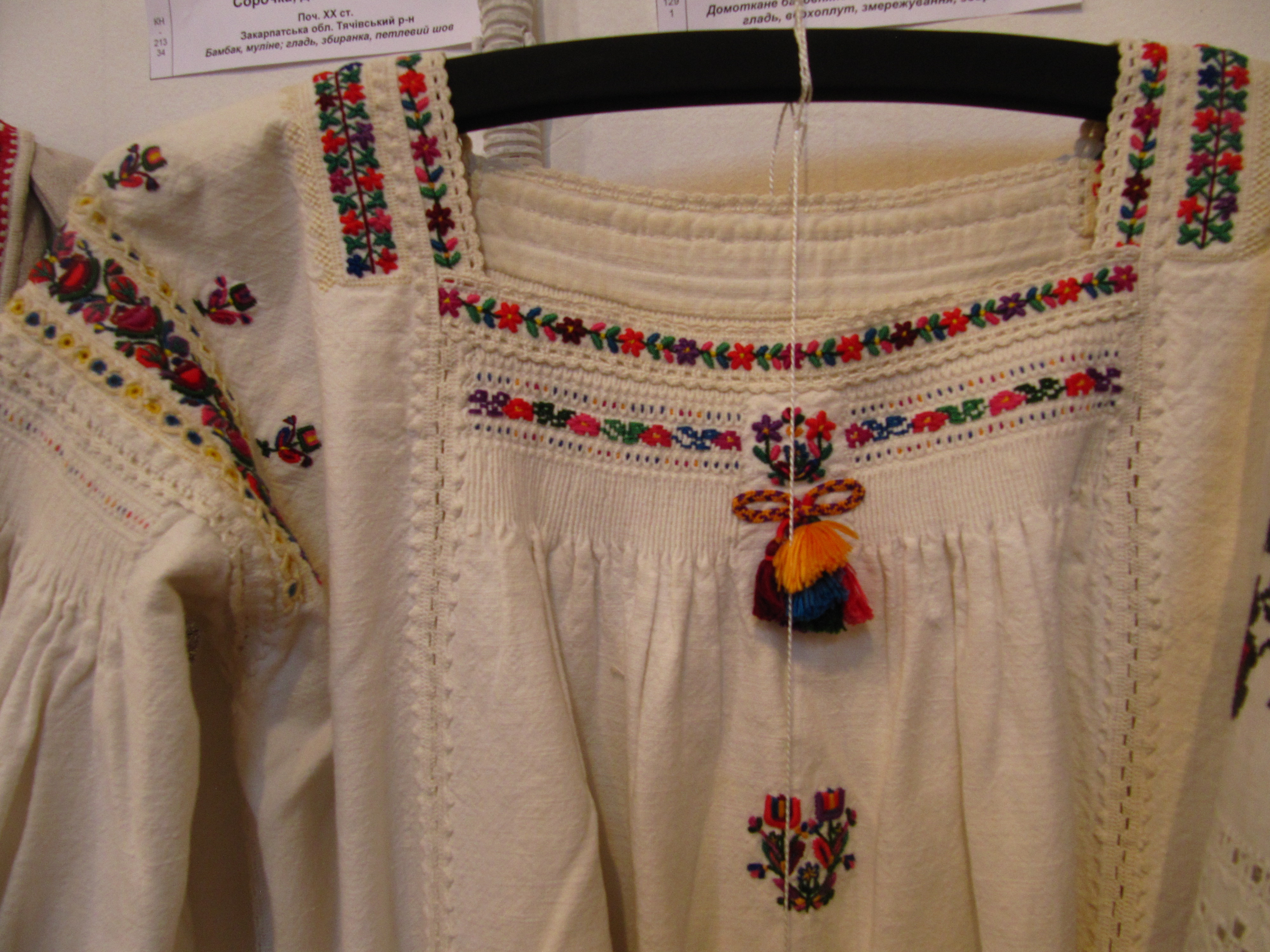
Жіноча сорочка додільна. Поч. 20-го ст. Закарпатська обл. Тячівський р-н, с. Бедевля
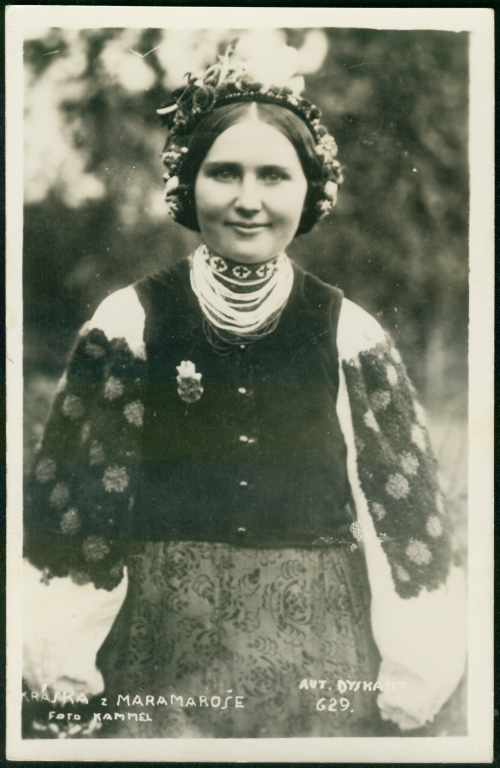
Дівчина з Мармарощини
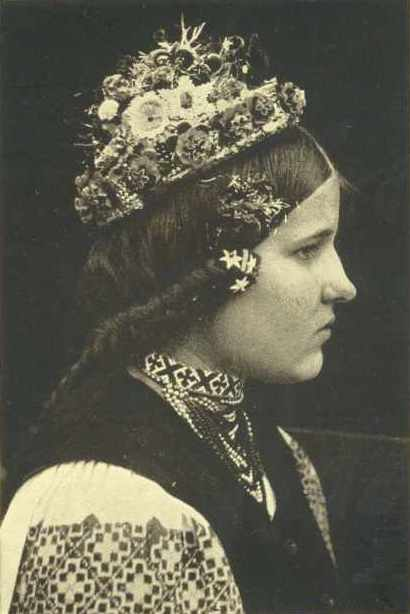
Волове
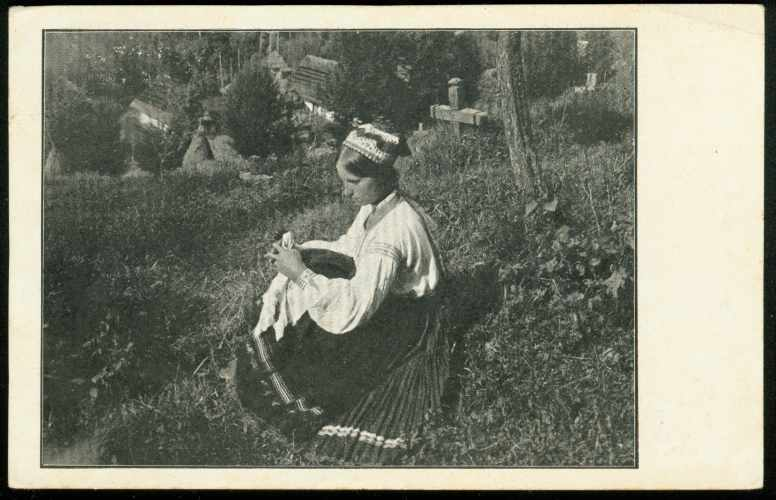
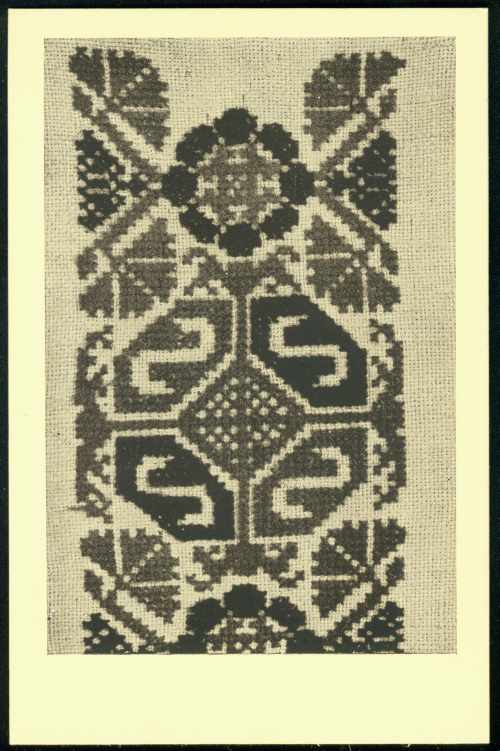
Волове

### Лемківська вишиванка

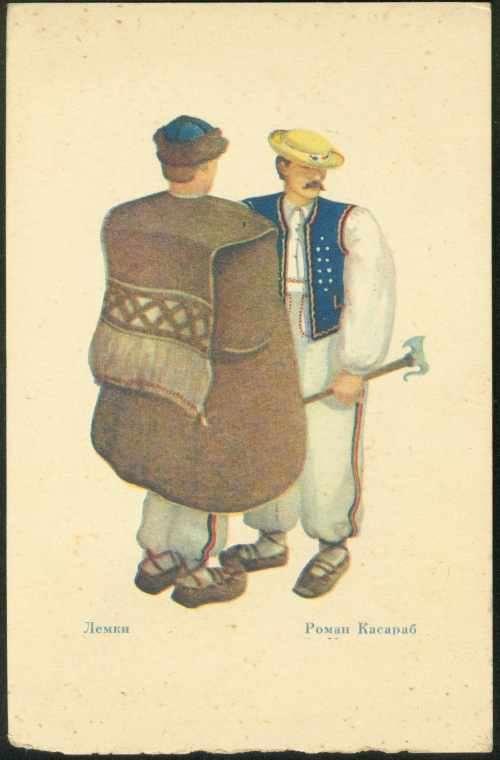
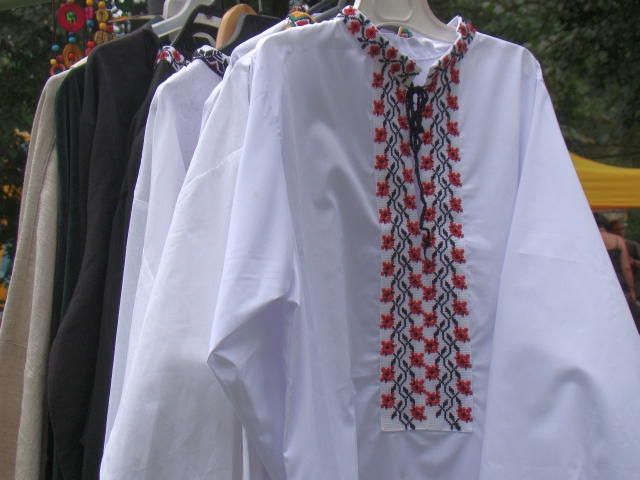

Лемки носили коротку лляну або конопляну сорочку, яку заправляли в штани, сорочка мала розпірку як і в бойків ззаду, ззаду сорочка зав'язувались червоною стрічкою. Сорочка мала вишитий стоячий комірець (1,5 см) і також була вишита на рукавах. Лемки називали сорочка або кошеля, а жіночі сорочки називали опліччя. Вузькі обшивки коміра цих сорочок вишивались червоним кольором. Спереді були збори, а ззаді розріз. По сорочці жінки носили вузький корсет зі шнурівками спереду.
«Без корсету ні жінці ні дівці вийти на роботу не можна.»
Жінки лемків носили лляні вишиті хрестиком на верху рукава і на грудях сорочки. Сорочки були з манжетами. Сорочки мали стійку або викладний комірець, який вишивали або пришивали до нього широке мереживо (жабку). Обшивка коло шиї і біля рукавів були оздоблені простою вишивкою (хрестиками чи зірками). Під шиєю і на манжетах сорочка зав'язувалась стрічками. Сорочки складалися з двох відрізних частин: верхньої — опліччя і нижньої (подолок). Нижня сорочка була зшита з двох кусків, обвивалася навколо і зав'язуватись шнурком.
Вишиванка за описом Франца Коковського: «Чахлик» — вишивана сорочка з купленого або ліпшого домашнього полотна, вишита на рукавах шириною в 1 см. Її частини: обшивка (комір), груди, наплічка, плечі, рукави. Рукави зав'язують «застіжкою», обшивку спинають — спинкою. «Чахлик» сягає тільки пояса, до нього пришивають з гіршого полотна «подолок», який сягає по коліна. Вишивка червоно — небесного кольору. Вишивка була простою: ромбами або зірочками.

## Вишиванка як символ
Вишиванка слугує популярним засобом підкреслення належності людини до українців. Вишиті сорочки, спершу будучи просто традиційним одягом, набули соціального статусу в контексті СРСР, адже носінням вишиванки виражався протест проти панівної влади. Популярність вишитих сорочок зростала від часу проголошення незалежності України в 1991 році, а в зв'язку із протестними рухами, Революцією Гідності та війною на сході України, що розпочалася 2014 року, набула нової хвилі популярності. Крім вказівки на зв'язок із народною культурою, вишиванка стала також символом і виразником героїзму та боротьби українців з ворогом.
Сучасні митці й дизайнери неодноразово звертаються до народної вишиванки задля розробки художніх образів та нового прочитання давньої символіки. Різні вишивки, крім того, символізують культурну різноманітність регіонів України.
У сучасну вишивку можуть зашифровуватися ім'я власника, біографічні дані, група крові. Для створення іменних візерунків існують сайти та програмні додатки-конструктори. Етнографи зауважують, що давні вишиті візерунки не містили біографічних даних людей і практика додавати їх у символічній формі на сорочку — сучасна.

## Крій

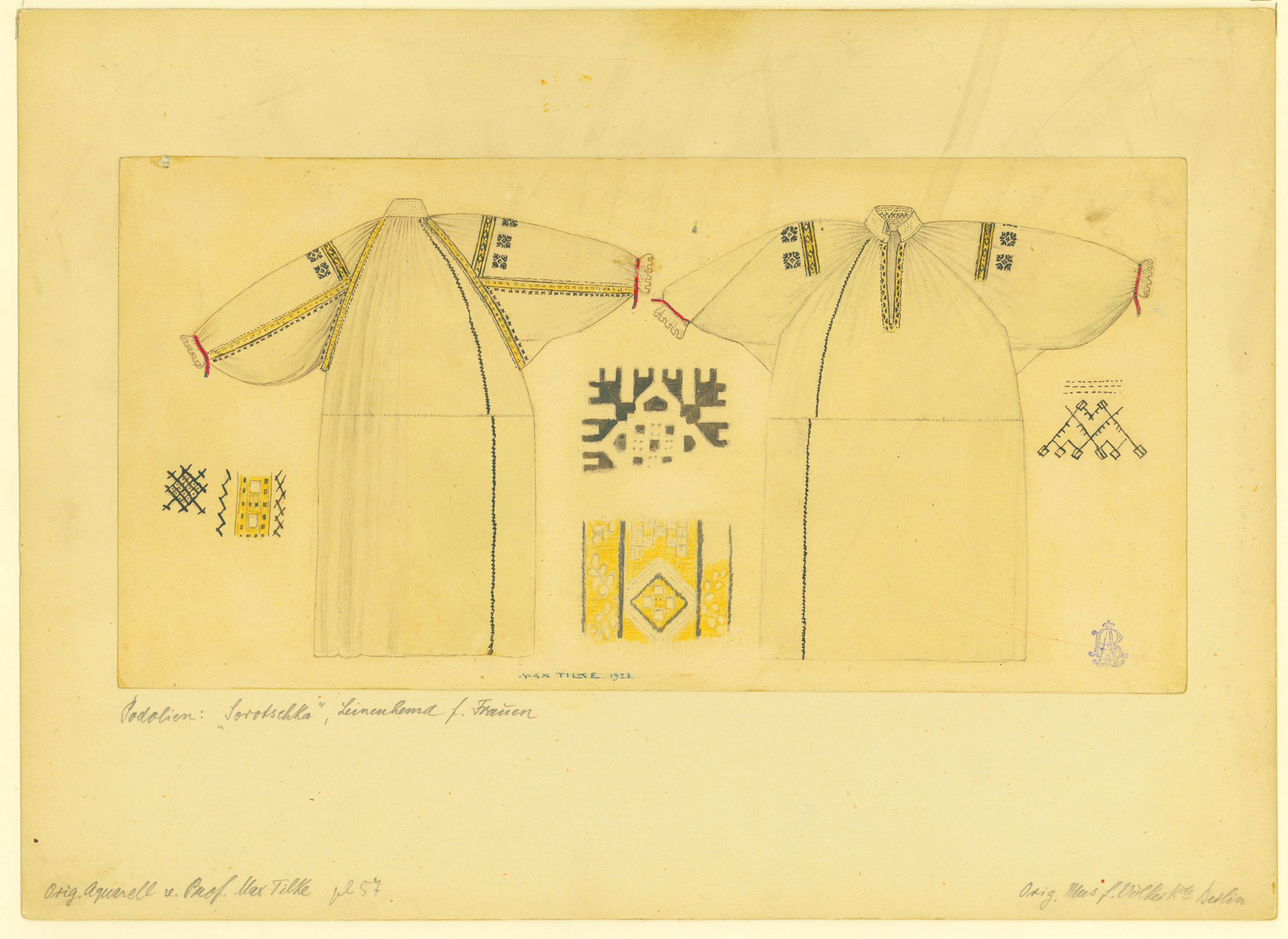
Подільська вишиванка
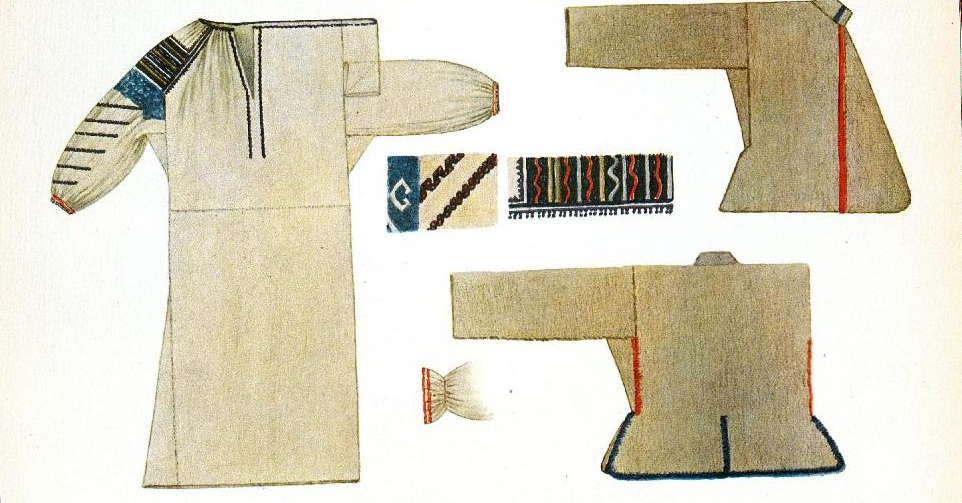
Борщівська сорочка
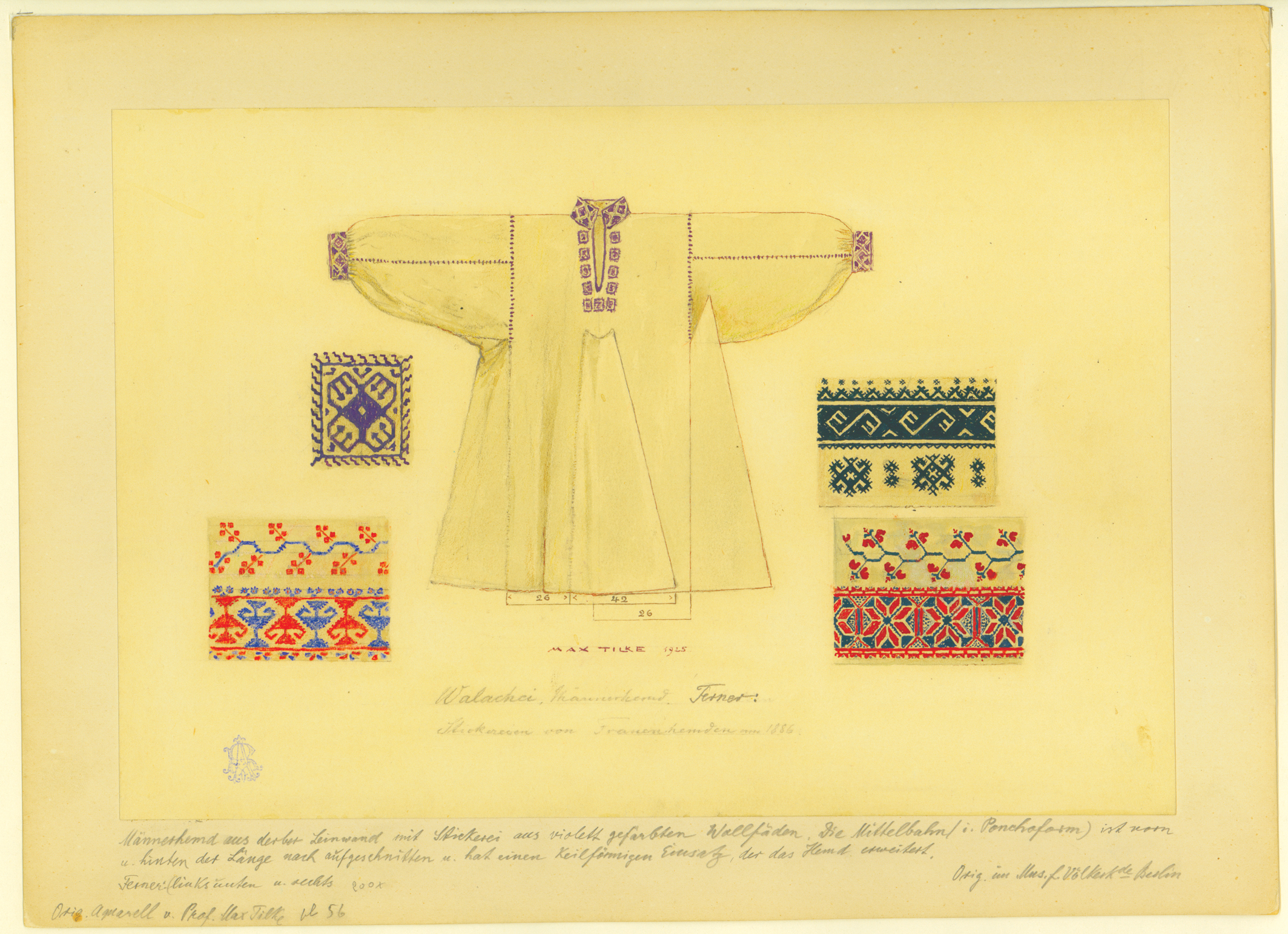
Волоська вишиванка
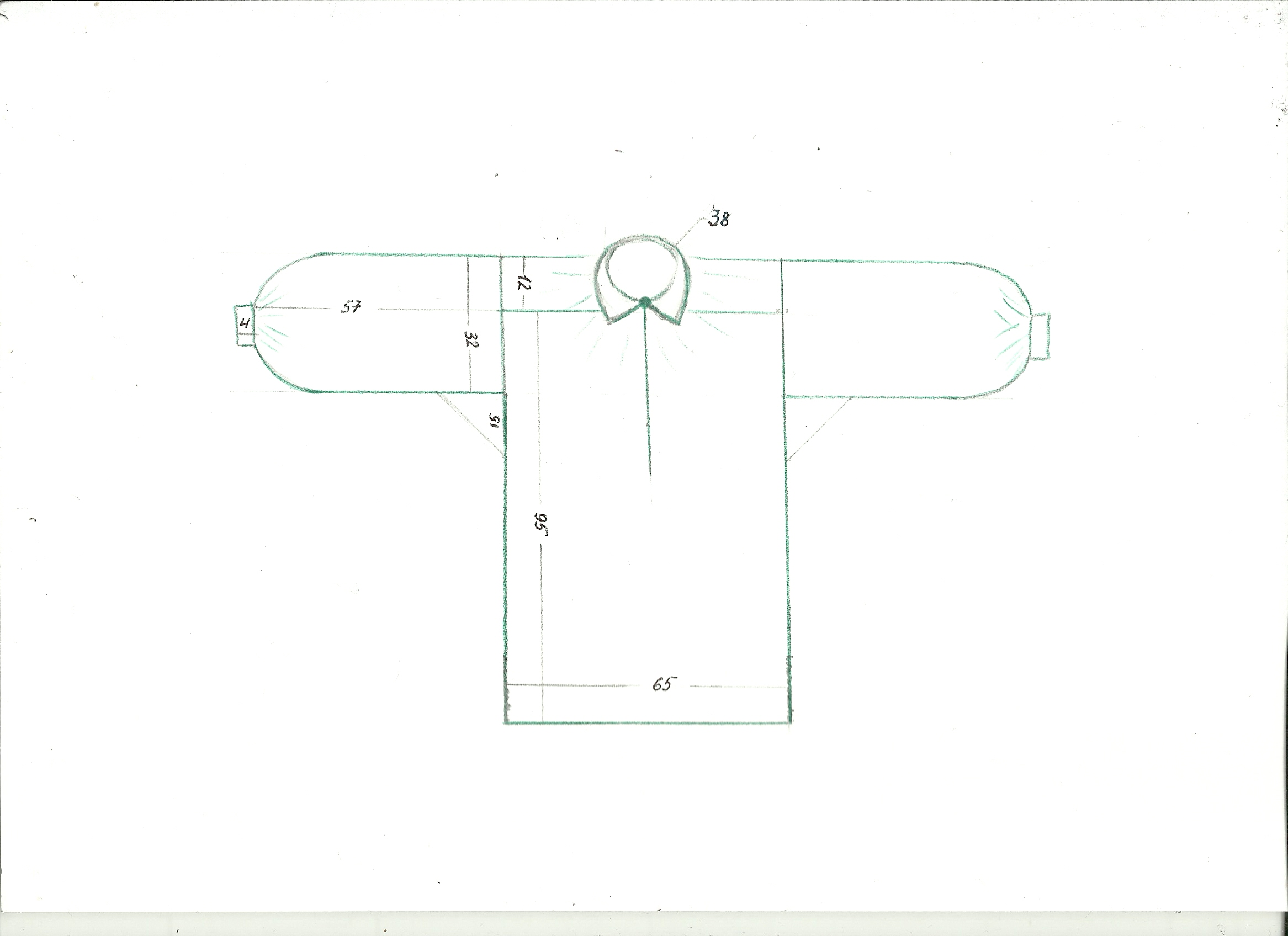
Крій традиційної волинської сорочки «до уставки»

## Рекорди та цікаві факти
- Першим українським телеведучим, який провів новини у вишиванці, став Андрій Шевченко: 21 листопада 2004 в ефірі «5 каналу» він відкрив телемарафон «Ніч виборів» у вишиванці з косівським орнаментом у жовтогарячих та салатових тонах.
- 19 лютого 2013 р. народні депутати фракції «Батьківщина» прийшли на засідання Верховної Ради у вишиванках на знак протесту проти закликів[41] депутата Михайла Чечетова (Партія регіонів) заборонити одягати вишиванки у Парламенті.
- 28 жовтня 2015 на фасаді 18-поверхового житлового будинку № 36-Б на бульварі Лесі Українки в Києві австралійський художник Гвідо ван Хелтен завершив 12-денну роботу по малюванню велетенського муралу — дівчини у вишиванці. Мурал сягає завдовжки 43 метри. Це найбільший твір художника не лише в Україні, а й в Європі[42]

## Галерея

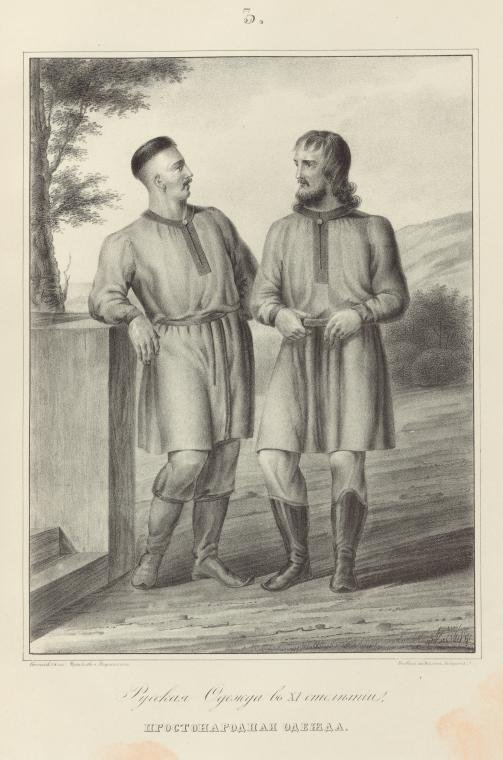
Можлива реконструкція народнього вбрання 9 ст.
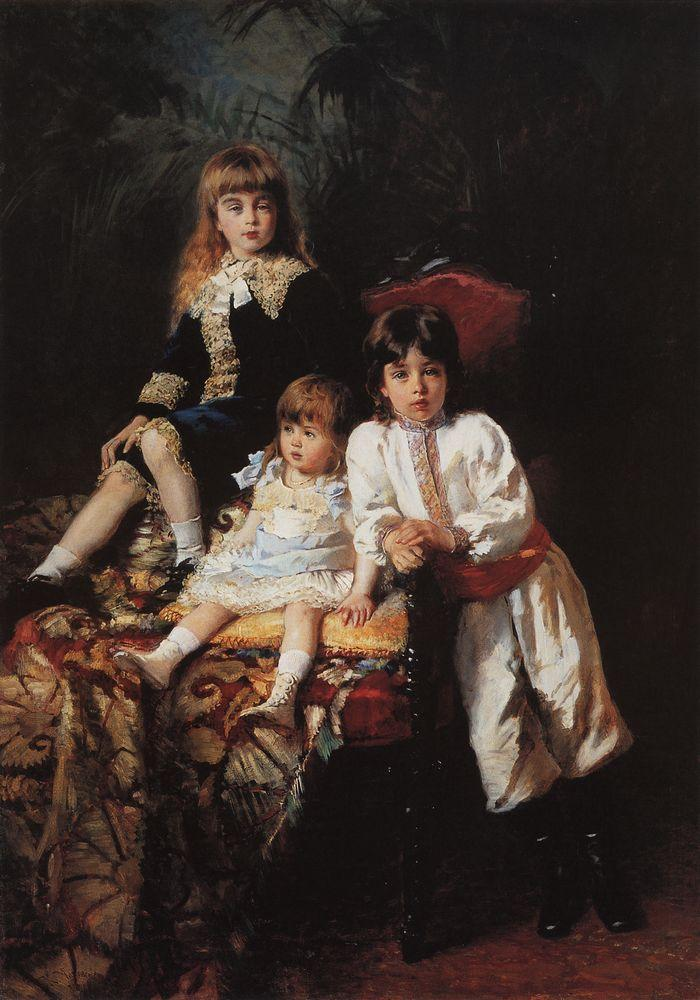
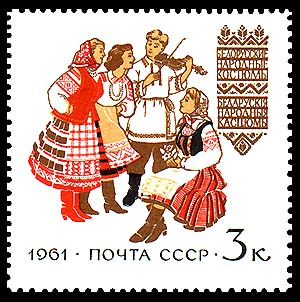
Національний білоруський одяг, марка 1961 року